# Afghanistan
Afghanistan (paschtunisch und persisch افغانستان, DMG Afġānistān; amtlich Islamisches Emirat Afghanistan, paschtunisch: Da Afġānistān Islāmī Dschomhoriyat, persisch Dschomhuri-ye Eslāmi-ye Afghānestān) ist ein Binnenstaat an der Schnittstelle von Südasien, Zentralasien und Vorderasien, der an Iran, Turkmenistan, Usbekistan, Tadschikistan, die Volksrepublik China und Pakistan grenzt. Drei Viertel des Landes bestehen aus schwer zugänglichen Gebirgsregionen.
Nach dem Einmarsch der Sowjetunion 1979 unterstützten und finanzierten die Vereinigten Staaten, Saudi-Arabien und Pakistan Mudschaheddin gegen die von der Sowjetunion gestützte Regierung. Nach dem Abzug der Sowjets und dem Untergang der Sowjetunion besiegten die Mudschaheddin 1992 diese Regierung. Die Aufteilung der Machtbereiche scheiterte jedoch an Rivalitäten; die fundamentalistisch islamisch ausgerichteten Taliban-Milizen kamen 1997 an die Macht und setzten eine radikale Interpretation des Islam und insbesondere der Scharia mit aller Härte durch. Nach den Terroranschlägen am 11. September 2001 in den Vereinigten Staaten wurde das Taliban-Regime, das Mitgliedern von Terrororganisationen Unterschlupf gewährt hatte, im maßgeblich von den Vereinigten Staaten geführten Krieg gegen den Terror gestürzt. Seither bestimmte dieser auch in Afghanistan geführte Krieg lange das Geschehen. Das Land konstituierte sich während der internationalen Stabilisierungsmission (ISAF) durch die Verfassung von 2004 als demokratische Islamische Republik, wurde aber zeit ihres Bestehens autoritär regiert. Nach dem Abzug der internationalen Truppen Ende August 2021 erlangten die Taliban schnell wieder die Kontrolle über das Land und proklamierten erneut das Islamische Emirat Afghanistan. Seither regieren die Taliban wieder totalitär und verüben Menschenrechtsverletzungen. Unter ihrem Regime kommt es zu willkürlichen Festnahmen, Folter und extralegalen Tötungen. Frauen werden unterdrückt, und Meinungsfreiheit ist praktisch inexistent. Im weltweiten Demokratieindex belegt Afghanistan seit 2021 jährlich mit Abstand den letzten Platz.
Das Land ist von den mehr als vier Jahrzehnten Bürgerkrieg geprägt. Die humanitäre Lage in Afghanistan gilt als katastrophal. Die große Mehrheit in Afghanistan lebt in existentieller Armut und leidet unter Hunger.

## Geographie

### Topografie
Afghanistan ist ein Binnenstaat mit strategischer Bedeutung in der Region. Das Land ist größtenteils Gebirgsland. Weniger als 10 Prozent der Landesfläche liegen unterhalb von 600 m. Das zentrale Bergland besteht aus mehreren Gebirgszügen, deren höchster der Koh-e Baba (bis 5048 m) ist. Der Hindukusch (bis 7500 m) liegt im Nordosten, der Safed Koh (bis 4755 m) im Osten an der Grenze zu Pakistan. An dieser 2643 Kilometer langen Demarkationslinie befindet sich die Durand-Linie.
Im Südwesten befindet sich eine abflusslose Ebene mit dem Hilmendsee an der Grenze zu Iran. Sein wichtigster Zufluss ist der Hilmend, der im Osten des Landes nahe der Hauptstadt Kabul entspringt. Afghanistan ist vor allem ein Gebirgsland im östlichen Iranischen Hochland. Nur im Norden liegen Ebenen am Amudarja und im Südwesten kleinere wüstenartige Becken. Der Nordosten wird vom Hindukusch durchzogen. Zwischen dem Becken von Kabul und dem nördlichen Landesteil besteht seit 1964 eine winterfeste Straßenverbindung über den Gebirgskamm mit einem fast 3 km langen Tunnel (Salangpass-Straße). Durch den Wachankorridor im Pamirgebirge besitzt Afghanistan auch mit der Volksrepublik China eine gemeinsame Grenze.

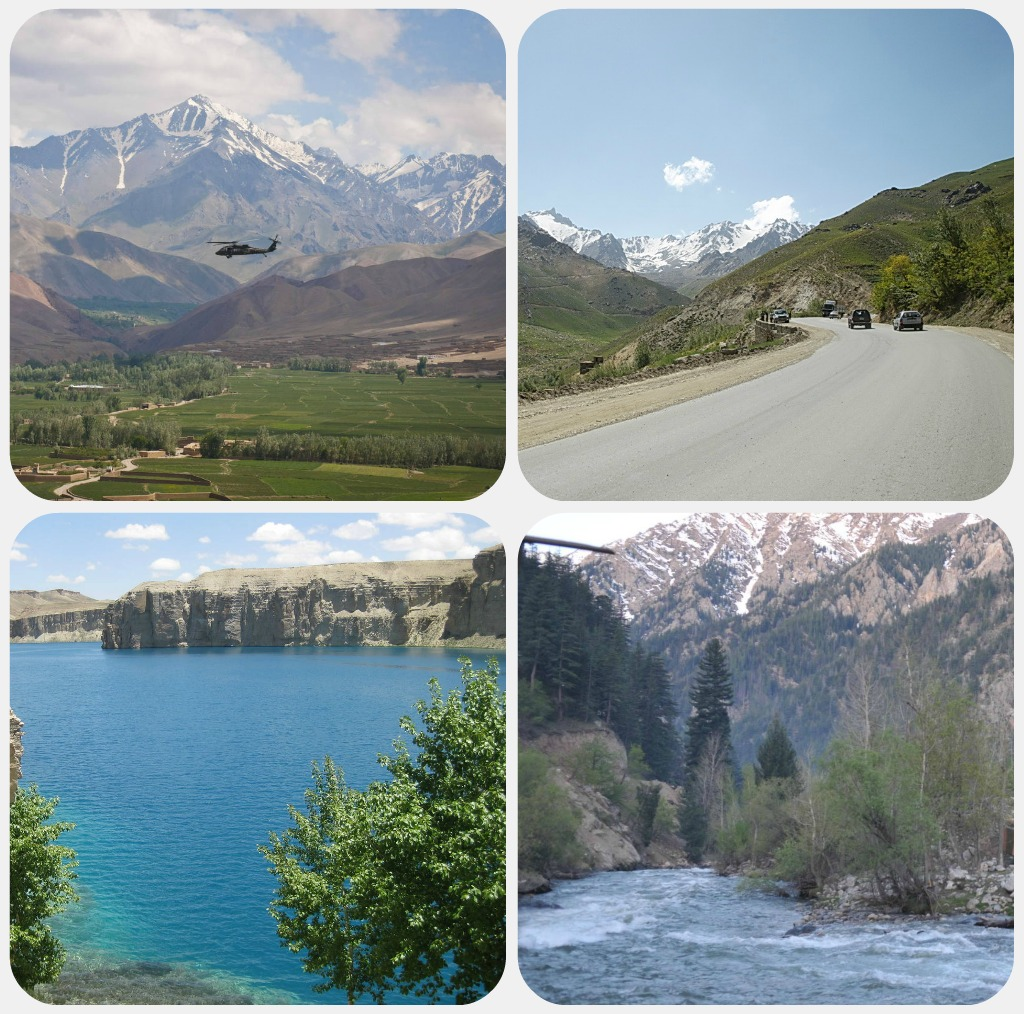
Landschaften in Afghanistan

Der südliche Hindukusch fällt steil in die Landschaft Nuristan ab, die teilweise noch von Nadelwäldern bedeckt ist. Die Landschaften zwischen der Hauptstadt Kabul und dem Chaiber-Pass an der Grenze zu Pakistan sind der politische und wirtschaftliche Kernraum des Landes. Siedlungskern im westlichen Afghanistan ist die Stadt Herat. Das südliche und südwestliche Afghanistan besteht aus Wüsten und Halbwüsten. Es wird nur vom Hilmend durchflossen, der der längste afghanische Fluss ist. Der Hilmend endet in den Salzseen von Sistan an der Grenze zu Iran. Östlich des Hilmend liegt die Wüste Rigestan („Sandland“) und westlich des Hilmend die vorwiegend aus Schotter und Lehmflächen bestehende Dascht-e Margo.
Im nordöstlichen Hindukusch-Gebirgszug und in Teilen der Provinz Badachschan bebt häufig die Erde. Solche Erdbeben verursachen Erdrutsche und im Winter Schneelawinen. In einem starken Erdbeben am 30. Mai 1998 im Gebiet der Provinz Badachschan starben ungefähr 6000 Menschen. Auch im März 2002 starben dort tausende Menschen.
2012 zerstörte ein Erdbeben über 2000 Häuser; elf Menschen starben.
In Afghanistan gibt es Kohle, Kupfer, Eisenerz, Lithium, Uran, Metalle der Seltenen Erden, Chromit, Gold, Zink, Talk, Baryt, Schwefel, Blei, Marmor, Schmuckstein, Erdgas, Erdöl und weitere Rohstoffe. 2010 schätzten die US-amerikanische und die afghanische Regierung den Wert der bis 2007 gefundenen, aber noch ungenutzten Mineralvorkommen auf einen Wert zwischen 900 und 3000 Milliarden US-Dollar.
Der höchste Punkt des Landes ist der Gipfel des 7485 m hohen Noshak im Hindukusch.
Der tiefstgelegene Punkt (285 m) liegt in der Flussebene des Amudarja an der Grenze zu Turkmenistan.
Die Band-e-Amir-Seen bei Bamiyan zählen zu den in der westlichen Welt bekanntesten Sehenswürdigkeiten. Sie sind seit 2009 als erster Nationalpark in Afghanistan ausgewiesen.

### Klima

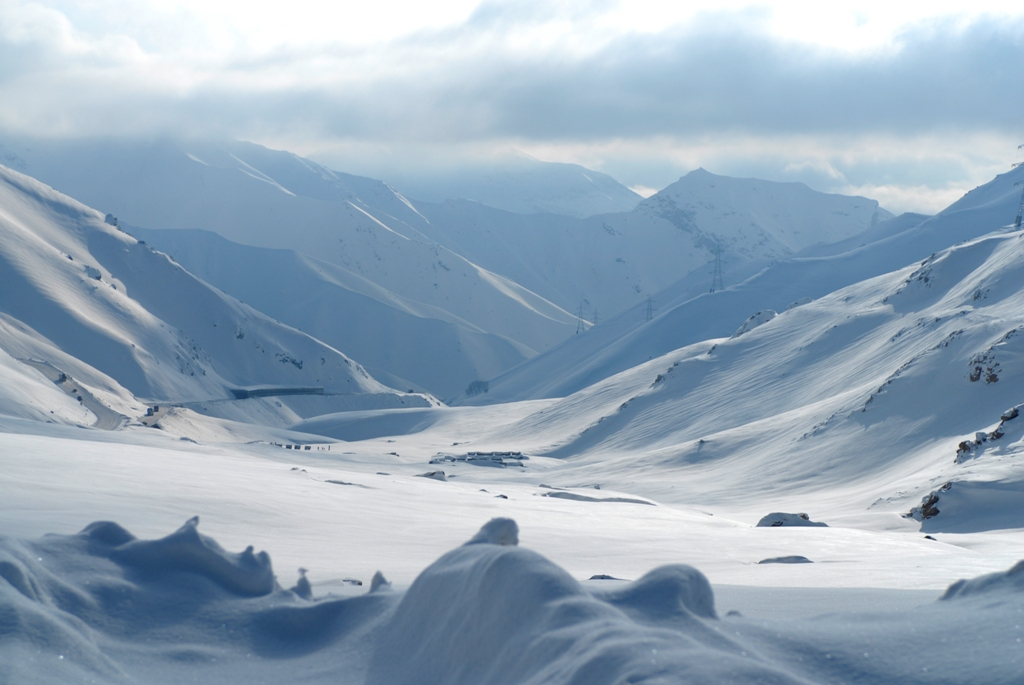
Schnee am Salang-Tunnel

In Afghanistan herrscht ein kontinentales Klima mit heißen trockenen Sommern (nur im äußersten Südosten bringt der Monsun Regen) und sehr kalten Wintern.
Die winterlichen Westwinde bringen meist mäßige Niederschläge. Im Winter sind wegen der großen Höhe des Landes vor allem im Norden gelegentlich auch Schneefälle bis in die Täler möglich. Klimatisch gehört der Süden des Landes bereits zu den wärmeren Subtropen, in denen der Anbau von Dattelpalmen möglich ist, während der Norden eher zur gemäßigten Zone gehört. Im Jahr 2000 hatte die Hälfte der Bevölkerung unter einer der häufig auftretenden schweren Dürren zu leiden. Solche Dürren könnten sich in Zukunft häufen; die Globale Erwärmung könnte dazu führen, dass vor allem im Winter und Frühjahr weniger Niederschläge fallen (→ arideres Klima). Für den vom Monsun betroffenen Süd-Osten steht hingegen zu erwarten, dass die Niederschlagsmengen im Sommer stärker variieren; durch die zusätzliche Erwärmung der Atmosphäre wird auch das indische Monsunsystem labiler. Besonders die Landwirtschaft (in der viele Afghanen arbeiten) könnte negativ betroffen werden.
| Ort      | im Januar     | im Juli       |
| -------- | ------------- | ------------- |
| Herat    | 09 °C / −3 °C | 37 °C / 21 °C |
| Kabul    | 05 °C / −7 °C | 32 °C / 15 °C |
| Kandahar | 12 °C / −0 °C | 40 °C / 23 °C |

In den diese Orte umgebenden Gebirgen und Hochgebirgen ist es kälter; die Lufttemperatur sinkt gemäß der Höhenformel um typisch 0,65 °C pro 100 m Höhe.

### Flora

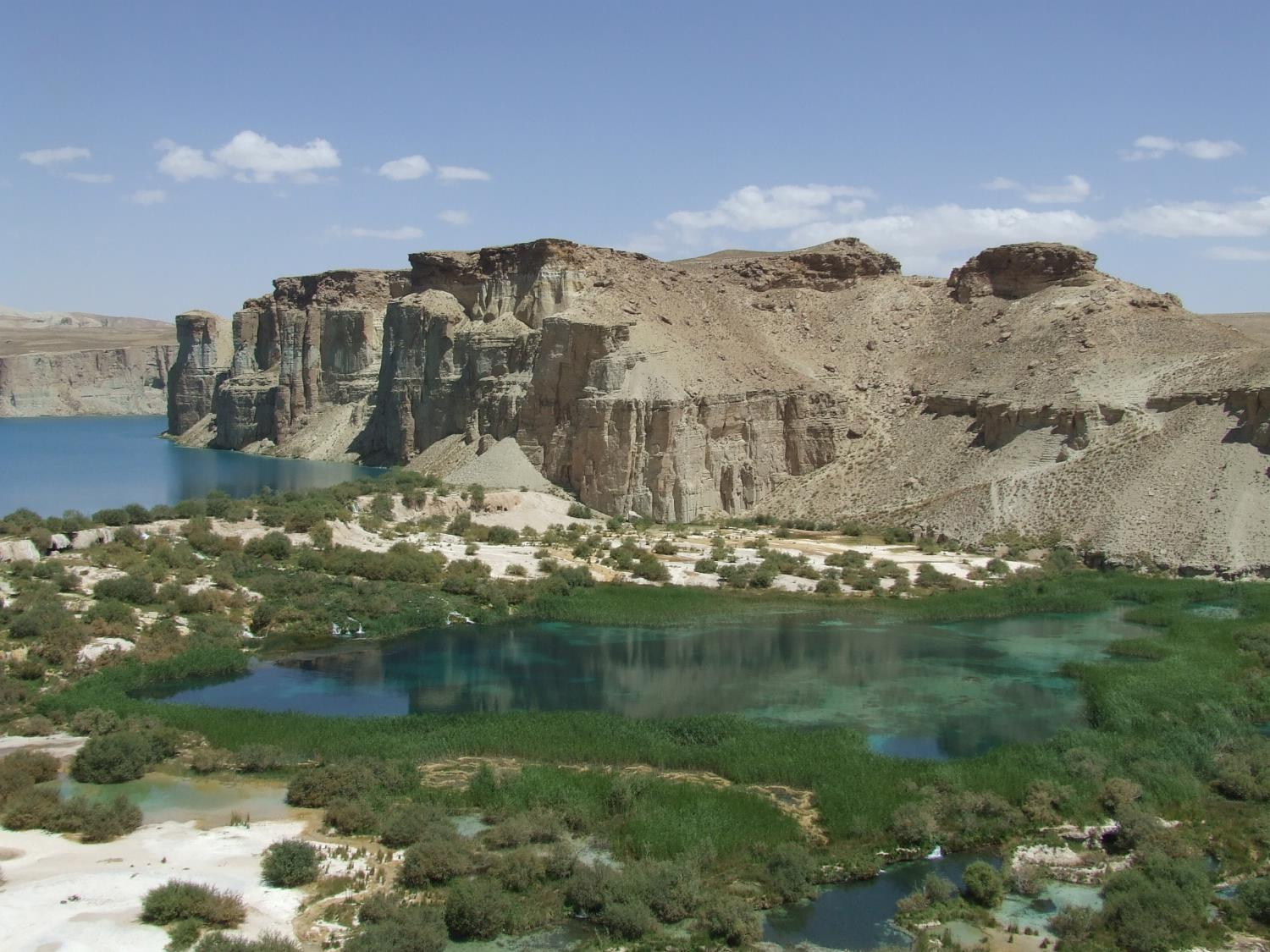
Im Band-e-Amir Nationalpark

Mit bis zu 5000 vermuteten höheren Pflanzenarten weist Afghanistan eine angesichts der Trockenheit recht hohe Artenzahl aus (zum Vergleich: für die etwa halb so große Bundesrepublik Deutschland werden um die 4000 Pflanzenarten geschätzt). Mit einem Anteil endemischer Arten von rund 30 % ist die afghanische Flora sehr reich an Pflanzen, die sonst nirgends auf der Welt vorkommen.
Weite Teile des Landes sind durch menschlichen Einfluss umgestaltet, jahrtausendelange Überweidung, Entwaldung und landwirtschaftliche Nutzung haben trotz der Größe des Landes dazu geführt, dass nur sehr wenige, insbesondere abgelegene Regionen, noch eine natürliche Vegetation aufweisen. Eine kontinuierliche floristische Erforschung Afghanistans begann erst Mitte des 20. Jahrhunderts, auch sie ist durch die politische Situation des Staates erschwert.

### Naturschutz
Afghanistan weist eine große Habitatdiversität mit sehr unterschiedlichen ökologischen Bedingungen auf. Der Etablierung eines systematischen Naturschutzes steht die seit Jahrzehnten instabile politische Situation des Landes entgegen, erst 2009 wurde mit den Band-e-Amir-Seen bei Bamiyan der erste Nationalpark in Afghanistan ausgewiesen. Er besteht aus sechs spektakulären türkisfarbenen Seen, die durch natürliche Travertindämme getrennt sind.

### Städte
Im Jahr 2023 lebten 27 Prozent der Einwohner Afghanistans in Städten. 5 Prozent leben als Nomaden. Die größten Städte waren im Jahr 2019:
- Kabul (4,273 Mill. Einwohner)
- Herat (556.200 Ew.)
- Kandahar (506.800 Ew.)
- Masar-e Scharif (469.200 Ew.)
- Dschalalabad (263.300 Ew.)
- Kundus (183.300 Ew.)

## Bevölkerung

### Demografie

Bevölkerungsentwicklung, Fertilitäts- und Nettoreproduktionsraten von 1950 bis 2021; Prognose der Bevölkerungsentwicklung bis 2032; Schätzung der Vereinten Nationen 2022
Blaue Kurve (linke y-Achse): Gesamtbevölkerung jeweils zum 1. Juli in Tausend
Blaue gepunktete Kurve (linke y-Achse): Gesamtbevölkerung jeweils zum 1. Juli in Tausend, Mittlere Prognose (Medium variant)
Rote Kurve (rechte y-Achse): Gesamtfruchtbarkeitsrate (Lebendgeburten pro Frau)
Gelbe Kurve (rechte y-Achse): Nettoreproduktionsrate (überlebende Töchter pro Frau)

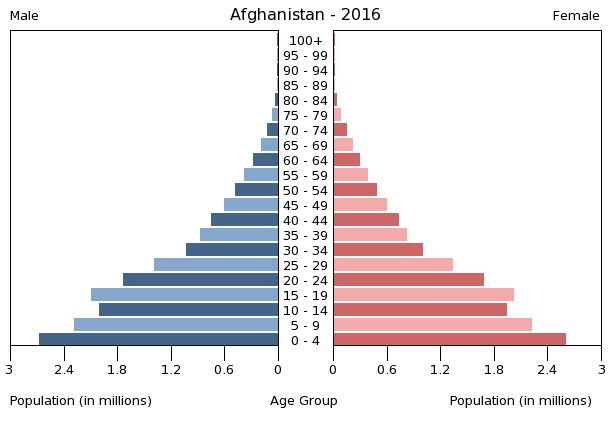
Afghanistan hat eine sehr junge Bevölkerung

Afghanistan hatte 2022 41,1 Millionen Einwohner. Das jährliche Bevölkerungswachstum betrug +2,5 %. Zum Bevölkerungswachstum trug ein Geburtenüberschuss (Geburtenziffer: 35,1 pro 1000 Einwohner vs. Sterbeziffer: 6,9 pro 1000 Einwohner) bei. Afghanistan hatte damals eine der jüngsten und am schnellsten wachsenden Bevölkerungen weltweit, die Bevölkerungszahl hatte sich bis 2022 trotz mehrerer Kriege von 13,4 Millionen Menschen im Jahr 1980 verdreifacht.
Die Anzahl der Geburten pro Frau lag 2022 statistisch bei 4,5. Außerhalb Afrikas ist Afghanistan das Land mit der höchsten Fruchtbarkeitsrate der Welt. Die meisten Frauen haben keinen Zugang zu Verhütungsmitteln und werden oft sehr jung schwanger. Der Median des Alters der Bevölkerung lag im Jahr 2021 bei 16,7 Jahren. Im Jahr 2022 waren 43,1 Prozent der Bevölkerung unter 15 Jahre, während der Anteil der über 64-Jährigen 2,4 Prozent der Bevölkerung betrug.
2050 soll Afghanistan gemäß einer Schätzung 61 Millionen Einwohner haben, was die begrenzten Ressourcen des Landes stark belasten würde.

### Bevölkerungsstruktur

Vereinfachte Darstellung der Siedlungsgebiete der größten ethnischen Gruppen Afghanistans (nach Daten der CIA 1981)

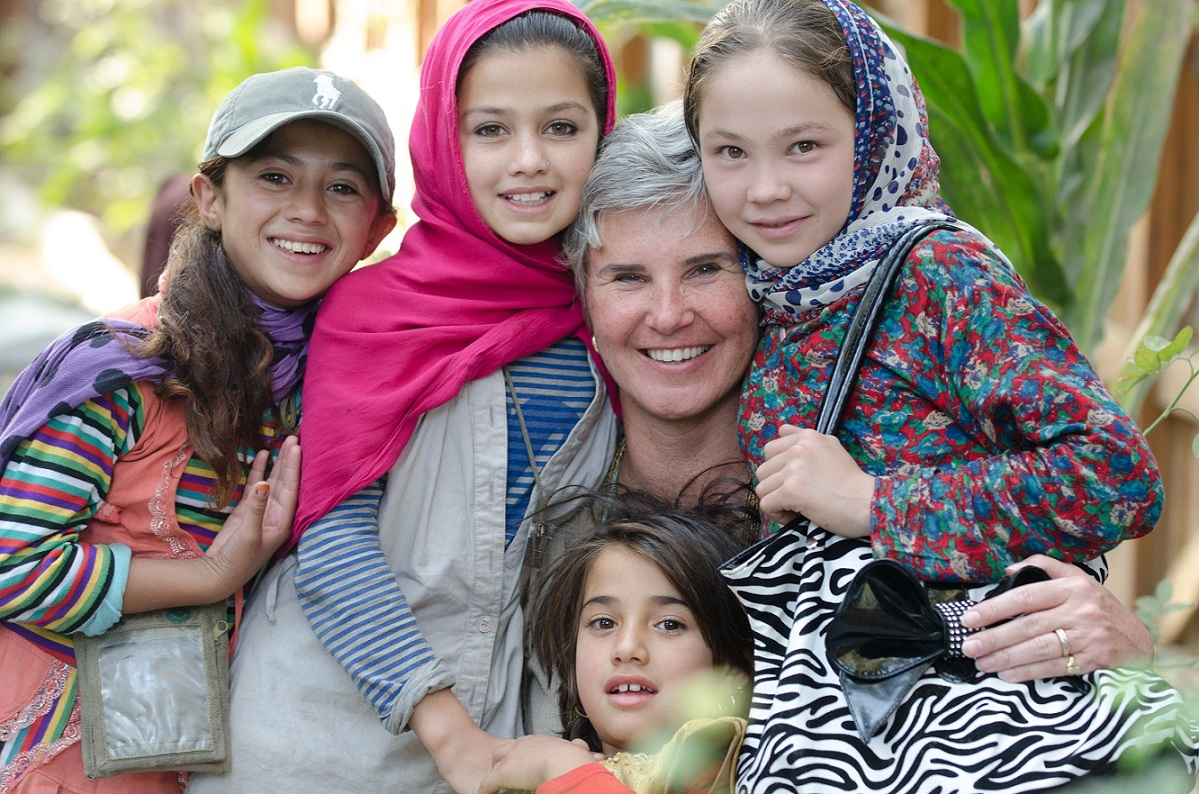
Mädchen im ehemaligen US-amerikanischen Camp Phoenix in Kabul bei einem Programm zur Unterstützung afghanischer Frauen mit einer zivilen Mitarbeiterin der ISAF, 2012.

Die Bevölkerung des Landes fühlt sich einer Vielzahl ethnischer Gruppen und Stämme zugehörig; aus historischen Gründen sehen sich die Paschtunen, die größte Ethnie Afghanistans, oft als staatstragendes Volk. In vielen Gegenden leben mehrere Volksgruppen miteinander; die Zugehörigkeit zu einer der Gruppen ist statistisch nicht erfasst und kann nur geschätzt werden. Die Zuordnung des Einzelnen zu einer bestimmten ethnischen Gruppe ist zudem nicht immer eindeutig, da sich Selbstidentifikation und Fremdzuschreibung häufig unterscheiden. Die im Folgenden angegebenen Werte basieren auf der Bevölkerungszahl des Jahres 2009.
- Die Paschtunen, historisch als „Afghanen“ bezeichnet, sind die Begründer und Namensgeber des Landes. Sie machen etwa 42[29]–60 %[30][31][32] der Bevölkerung aus. Die zahlenmäßig größten Untergruppen sind die Durrani (Süden und Westen) und die Ghilzai (Osten).[33] Den Paschtunen zugeordnet sind auch mehrere Nomadenstämme, allen voran die Kutschi mit rund 5 Millionen Menschen.
- Tadschiken sind mit etwa 20[34]–27 %[29] die zweitgrößte Gruppe des Landes. „Tadschik“ ist eine allgemeine Bezeichnung der persischsprachigen Bevölkerung in Afghanistan, oft wird diese auch als „Parsiwan“ („Persischsprecher“) oder, im Osten und Süden, als „Dihgan“ und „Dihwar“ („Dorfbesitzer“, im Sinne von „sesshaft“) bezeichnet.[35] Die Tadschiken sind keine von der persischstämmigen Bevölkerung der Nachbarstaaten abgegrenzte Ethnie; im Westen des Landes bilden sie die direkte Fortsetzung der persischsprachigen Bevölkerung Irans, im Norden die der persischsprachigen Bevölkerung Zentralasiens, die ebenfalls als Tadschiken bezeichnet wird (vgl. Tadschikistan).[35] Der Begriff „Tadschik“ wird von anderen Gruppen oft als Sammelname für jene Bevölkerungsteile verwendet, die keiner Stammesgesellschaft angehören, Persisch sprechen und überwiegend sunnitischen Glaubens sind. Auch andere persischsprachige Gruppen, z. B. die „Qizilbasch“ und die „Aimaken“, identifizieren sich zunehmend als Tadschiken.[36]
- Hazara, ebenfalls persischsprachig, jedoch größtenteils schiitischen Glaubens und mongolischer Abstammung, stellen etwa 9[29]–15 %[37] der Bevölkerung dar. Aufgrund ihrer ethnischen und religiösen Zugehörigkeit wurden sie in Afghanistan diskriminiert, verfolgt und zuweilen gezielt getötet.
- Die Usbeken, eines der vielen Turkvölker Zentralasiens, stellen etwa 6[38]–9 %[29] der Bevölkerung Afghanistans.
- Daneben gibt es mehrere kleine Gruppen: die Aimaken (0,5[39]–4 %[29]), Turkmenen (1,9[30]–3 %[29]), Belutschen (0,9[30]–2 %[29]), Nuristani und zahlreiche weitere Ethnien (ca. 3,9 %[30]).

Nach 1992 prägten ethnische Konflikte die Auseinandersetzungen zwischen den Mudschaheddin. Die traditionellen Herrscher Afghanistans waren die Paschtunen, sie bilden auch die große Mehrheit der Taliban-Bewegung. Der Sturz des Taliban-Regimes im Jahr 2001 gab einer Allianz aus Tadschiken, Hazara und Usbeken die Gelegenheit, ein Abkommen über die Aufteilung der Macht durchzusetzen. Die Paschtunen sahen sich in der Folge Vergeltungsangriffen ausgesetzt. Unter den Taliban war es darüber hinaus zu Auseinandersetzungen zwischen Sunniten und Schiiten gekommen.
Im Jahre 2017 waren 0,4 % der Bevölkerung im Ausland geboren.

### Frauen

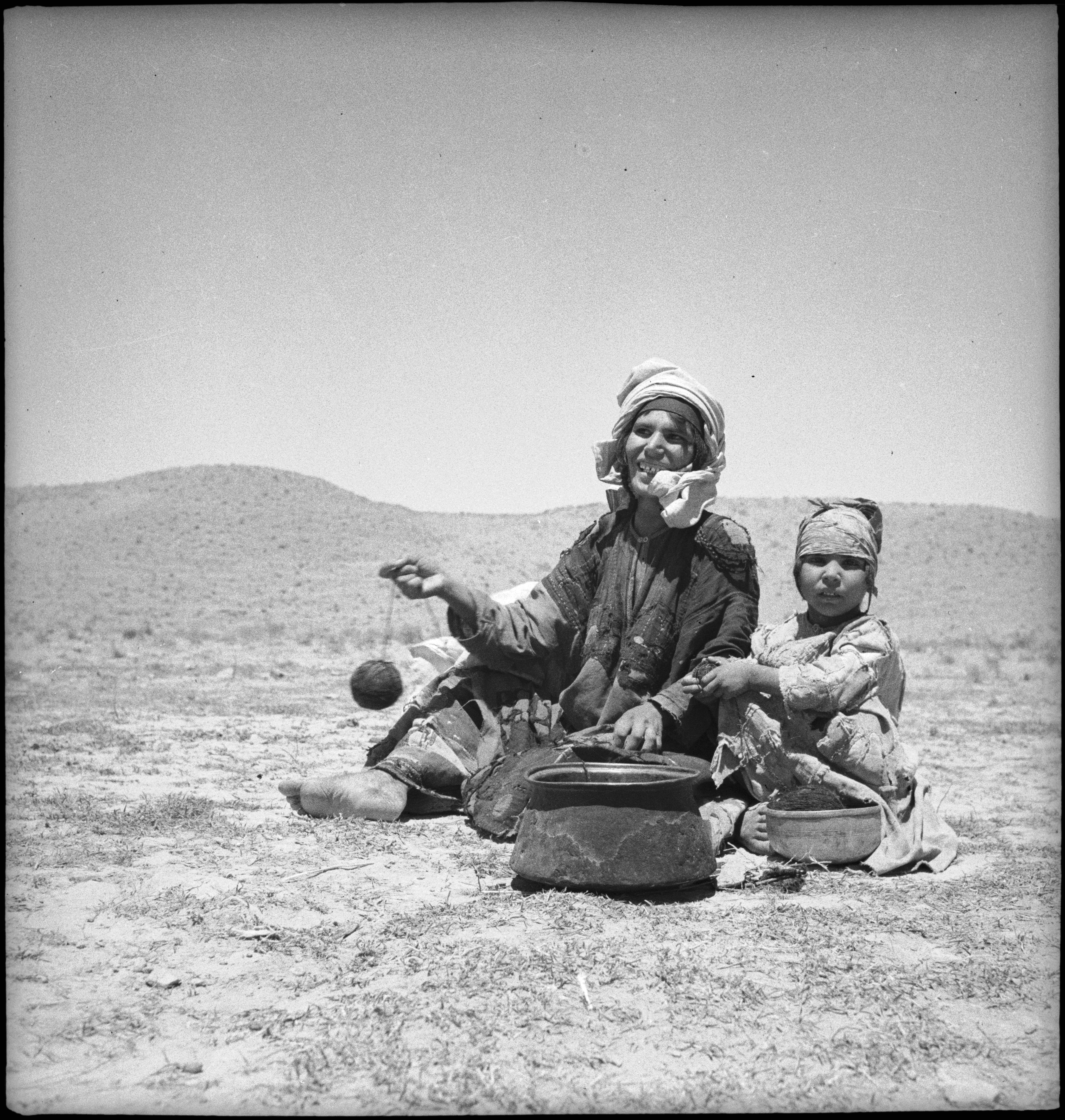
Eine afghanische Frau mit ihrem Kind, 1939

Unter Amanullah Khan gab es 1923 den Vorschlag einer neuen Verfassung, die Wahlrechte für Frauen enthielt. Nadir Schah und Zahir Schah strichen die frauenfreundlichen Maßnahmen, und Frauen wurde das Wahlrecht verweigert. In der Verfassung von 1963, die 1964 in Kraft trat, erhielten Frauen das aktive und passive Wahlrecht. Doch es war auf Frauen beschränkt, die lesen und schreiben konnten. Diese Beschränkung wurde später gestrichen.
Vor allem in Städten und größeren Orten gehen Frauen meist nur mit Ganzschleier (Burka) aus dem Haus. Allerdings wurde die Burka nur in größeren Städten üblich. Auf dem Land war die Burka nicht üblich, da sie etwa bei der Feldarbeit hinderlich ist. Nur in der kurzen Phase der kommunistischen Regierung 1978 und während deren Unterstützung durch sowjetische Truppen seit 1979 erhielten Frauen teilweise formale Selbstständigkeit, Freiheit und Schulbildung.
Die Taliban verpflichteten Mitte der 1990er Jahre alle Frauen zum Tragen einer Burka. Bei den Tadschiken und den anderen Volksgruppen war diese Tradition bis dahin nicht weit verbreitet. Die Burka-Pflicht wurde 2001 offiziell wieder aufgehoben, die Burka bleibt jedoch weiterhin die gewöhnliche Kleidung für die meisten Frauen.
Nur wenige Frauen wagen es, sich ohne männliche Begleitung in der Öffentlichkeit zu bewegen. Übergriffe gegen Frauen sind in Kabul und anderen größeren Städten nicht selten.
Unter den Taliban war Frauen die Berufstätigkeit verboten, auch den Mädchen war es untersagt, eine Schule zu besuchen. Da es durch den Krieg allein in Kabul etwa 30.000 Witwen gab, waren diese völlig auf sich allein gestellt. Vielen blieb nichts anderes übrig, als zu betteln.
Der eheliche Beischlaf ist seit 2009 in Artikel 132 des Gesetzes zur Regelung des Familienlebens verpflichtend. Dort steht: „Die Frau ist verpflichtet, den sexuellen Bedürfnissen ihres Mannes jederzeit nachzukommen.“ Nach Artikel 133 können Ehemänner ihre Frauen von unnötiger Beschäftigung abhalten. Auch wenn Frauen das Haus verlassen wollen, müssen sie zuerst die Erlaubnis des Ehemanns einholen.
Im August 2020 bekundete Präsident Aschraf Ghani die Absicht, vor den geplanten Friedensgesprächen mit den Taliban einen Hohen Rat für Frauen zu schaffen, mit 26 Vertretern gesellschaftlicher Gruppen, die sich für Frauenrechte einsetzen, darunter Menschenrechtler, Aktivistinnen, Politiker und Beamte. Hunderte Frauen forderten unterdessen die Taliban in einem offenen Brief auf, ihre Rechte zu respektieren.
Im März 2021 verbot das afghanische Erziehungsministerium allen Mädchen über zwölf Jahren, in Anwesenheit von Männern zu singen.
Mit der Machtergreifung der Taliban im Jahr 2021 wurden die wenigen Frauenrechte, die bis dahin während des Krieges in Afghanistan implementiert worden waren, wieder abgeschafft. So schlossen die Taliban die Schulen für Mädchen ab 13 Jahren. Seit November 2022 ist Frauen in der Hauptstadt Kabul der Aufenthalt in öffentlichen Parks, Fitnessstudios und Freizeitparks auf Weisung der Taliban verboten. Einen Monat später erließen die Taliban ein Hochschulbildungsverbot gegen Frauen bzw. schlossen diese von Hochschulen aus.

### Männer
Seit Sommer 2024 müssen Männer einen Bart und mindestens knielange Hosen tragen. Solche Vorgaben machten die Taliban auch schon zwischen 1996 und 2001.

### Flüchtlinge
Ab 1980 waren mehr als 6 Millionen Afghanen in die benachbarte Islamische Republik Pakistan und in die Islamische Republik Iran geflohen. Viele kamen zwar zurück, doch durch die Kämpfe im Jahr 2001 entstand eine neue Flüchtlingswelle; Hunderttausende wurden innerhalb des Landes vertrieben.
Mit 3,2 Millionen Rückkehrern aus Pakistan und 860.000 aus Iran hat das UNHCR von 2002 bis 2007 rund 4 Millionen Afghanen bei ihrer Rückkehr ins Heimatland unterstützt. Etwa 3 Millionen registrierte Afghanen befanden sich Ende 2007 noch im Exil, davon zirka 2 Millionen in Pakistan, insbesondere in Peschawar, und 910.000 in Iran. Die Aufnahme des Programms der freiwilligen Rückkehr aus Pakistan wurde ab März 2008 fortgesetzt. Afghanistan hat eine wachsende Diaspora in westlichen Staaten. 2018 lebten rund 257.000 Personen afghanischer Herkunft in Deutschland.
Rund 580.000 Menschen kehrten von Januar bis September 2018 auch aufgrund der wirtschaftlichen Lage aus Iran nach Afghanistan zurück.
Infolge der Machtübernahme der Taliban im Jahr 2021 und dem damit verbundenem Anstieg der Armut nahmen die Flüchtlingszahlen wieder zu. Ende 2023 verzeichnete Afghanistan laut dem Internal Displacement Monitoring Centre (IDMC) mit 1,5 Millionen die meisten durch Naturkatastrophen intern Vertriebenen weltweit. Die Anzahl der durch Gewalt und Konflikte im Land Vertriebenen lag bei 4,2 Millionen.

### Waisen
Stand 2021 gab es rund 120.000 minderjährige Vollwaisen. Etwa 20.000 von ihnen waren in staatlichen oder privaten Einrichtungen in Obhut.

### Sprachen

Distrikte mit der jeweils demographisch dominanten Sprache (nach dem Nationalen Atlas der Demokratischen Republik Afghanistan 1985):
Persisch (Dari)
Paschto
Usbekisch
Turkmenisch
Belutschisch
Nuristani
Pashai

In Afghanistan werden etwa 49 Sprachen und über 200 verschiedene Dialekte gesprochen. 1964 bestimmte die Große Ratsversammlung (Loja Dschirga) im Rahmen der Bestätigung einer neuen Verfassung Persisch („Dari“) und Paschto als offizielle Landes- und Regierungssprachen (Amtssprachen).

#### Paschto
Paschto, die Sprache der größten Ethnie Afghanistan, der Paschtunen, ist per königlichem Dekret seit 1936 Amtssprache und wird Schätzungen aus dem Jahr 2023 zufolge von 52,4 % der Bevölkerung als Muttersprache gesprochen. Andere Schätzungen aus Kriegszeiten gehen von rund 35 bis 38 % aus, was die Anzahl der Paschtunen im Land deutlich unterschreitet und ein Zeichen dafür sein kann, dass diese, gerade in Großstädten wie Kabul oder Herat, ihre Muttersprache nicht sprachen. Traditionell wird die Nationalhymne Afghanistans in Paschto gesungen. Auch militärische Titel sind der paschtunischen Sprache entliehen.

#### Persisch (Dari)
Dari (درى) ist die offizielle in Afghanistan gebräuchliche Bezeichnung für die persische Sprache. Der Begriff ist von Fārsī-ye Darbārī, „Persisch des königlichen Hofes“ (فارسی درباری) abgeleitet. Etwa 32,1 % der Bevölkerung des Landes sprechen Dari als Muttersprache (Stand: 2023), insbesondere von den Tadschiken und Hazara, aber auch von Teilen der paschtunischen Bevölkerung, den Aimaken, Qizilbasch etc.
Persisch war seit dem Mittelalter die dominierende Verwaltungs- und Kultursprache der Region bis hin nach Nordindien. Die persische Schriftsprache diente seit der Staatsgründung Afghanistans als Amts- und Verwaltungssprache. Das Persisch Irans unterscheidet sich dabei von Dari hauptsächlich in der Phonetik, der Akzentuierung und Silbenstruktur. Das Dari der Bewohner der Hauptstadt Kabul prägt nicht nur die Regierungs- und Wirtschaftssprache Afghanistans, sondern dient auch jenen Volksgruppen, deren Muttersprache weder Paschto noch Dari ist, als Lingua franca.
Bis in die 1960er Jahre war der Titel des in afghanischen Schulen gebräuchlichen Lesebuchs Qerahate Farsi (Persisches Lesebuch). 1964 benannte das zuständige Ministerium es in Qerahate Farsi e Dari und schließlich in Qerahate Dari um. Während die Bevölkerung die Landessprache häufig noch Farsi nennt, verwenden die staatlichen Institutionen und Medien die Bezeichnung Dari.
Johann Friedrich Kleuker verwendete 1776/77 erstmals im deutschen Sprachraum die Bezeichnung Deri für das Persische, das sich seit der Sassanidenzeit als Hofsprache aller Länder des iranischen Hochlandes entwickelt hatte. 1818 verwendete Joseph von Hammer-Purgstall dieselbe Bezeichnung bei seiner Übersetzung des Diwans des Dichters Hafis. Die Bezeichnung Dari kam im 9./10. Jahrhundert am Hof der Samaniden in Mittelasien auf, die das Persische zur Hofsprache erhoben hatten.
Das afghanische Persisch oder Dari ist eng verwandt mit dem Tadschikischen, und die größte persischsprachige Bevölkerungsgruppe in Afghanistan sind Tadschiken. Dennoch ist die Sprachbezeichnung Tadschikisch nur für das Persische Tadschikistans und einiger anderer Gebiete der ehemaligen Sowjetunion üblich, in denen tadschikische Minderheiten leben. Tadschikisch wird meist in kyrillischer Schrift geschrieben, während Dari ebenso wie Persisch in persisch-arabischer Schrift geschrieben wird.

#### Regionale Nationalsprachen
Daneben sind fünf Minderheitensprachen seit 1980 in jenen Regionen als Nationalsprachen anerkannt, in denen diese von der Mehrheit gesprochen werden; die Wichtigste ist Usbekisch. Auch Turkmenisch, Belutschisch, Paschai und Nuristani (Kati) haben unter der Regierung Hamid Karzais eine Aufwertung erfahren.

#### Englisch
Englisch war bereits zu Zeiten Britisch-Indiens die Handels- und Geschäftssprache in Afghanistan. Auch nach der Unabhängigkeit vom Vereinigten Königreich im Jahr 1919 wurde in Afghanistan Englisch als internationales Kommunikationsmittel gelernt. Die afghanische Verfassung ist auch in englischer Sprache verfügbar. Auch auf Plakaten, in der Werbung und der offiziellen Beschilderung wird es verwendet. Es gab Bestrebungen, Englisch zur dritten Amtssprache Afghanistans zu erheben.

#### Urdu
Die Muttersprache der Hindu- und Sikh-Minderheit in Afghanistan ist Urdu. Die große Beliebtheit von indischen und pakistanischen Filmen führte dazu, dass auch in anderen Bevölkerungsteilen Urdukenntnisse vorkommen. Urdu wird von einigen afghanischen Dichtern als Literatursprache verwendet und zudem in manchen afghanischen Schulen als Fremdsprache unterrichtet.

### Religion

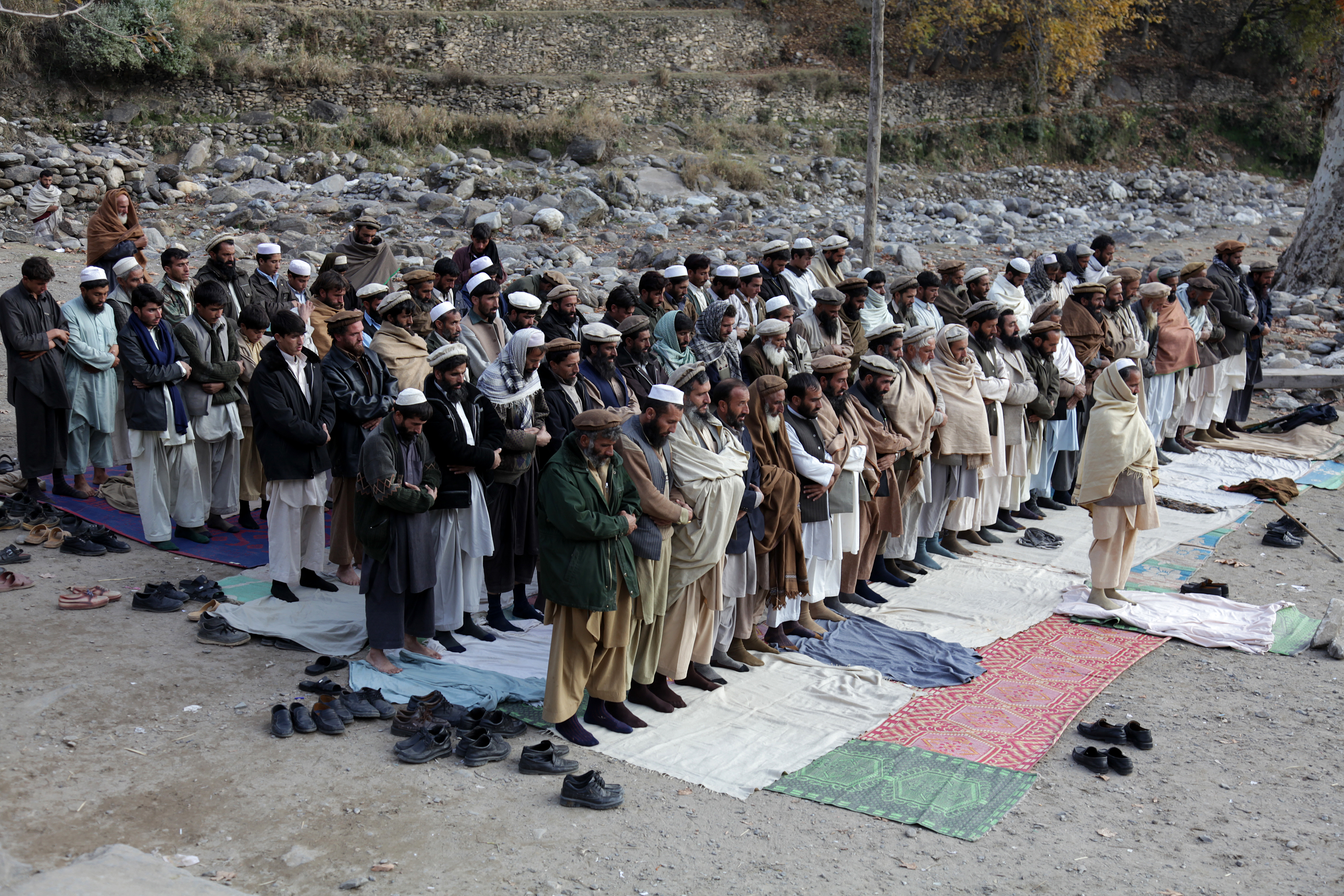
Muslimische Afghanen beim Gebet (2009)

Über 99,9 % der Bevölkerung sind Muslime, davon etwa vier Fünftel meist hanafitische Sunniten und ein Fünftel imamitische Schiiten.
Der Islam ist in Afghanistan über die Jahrhunderte von den Afghanen sehr konservativ ausgelegt worden, wobei das Stammesrecht der Paschtunen eine Rolle spielte. Jedoch wird der Islam je nach ethnischer Gruppe, Region und Bildungsstand unterschiedlich verstanden und interpretiert. Eine wichtige Rolle spielen bis heute die vorislamischen Bräuche der Bevölkerung, wie zum Beispiel das Feiern des Neujahrs (persisch Nouruz) nach dem iranischen Kalender oder die Verwendung von segenbringenden Weihrauch (persisch Espand), beides auf zoroastrische bzw. altiranische Gebräuche zurückgehend.
Die Lage der christlichen Minderheit in Afghanistan hatte sich Anfang Juni 2010 zugespitzt, nachdem der private Fernsehsender „Noorin TV“ und andere Kanäle einen Film über die Taufe von Konvertiten ausgestrahlt und ihre Gesichter gezeigt hatten. Danach riefen afghanische Regierungsvertreter dazu auf, Islam-„Abtrünnige“ mit dem Tode zu bestrafen. Staatspräsident Hamid Karzai wies Regierung und Staatsschutz an, dafür zu sorgen, dass es keine weiteren Übertritte gebe. Der stellvertretende Parlamentspräsident Abdul Satter Chowasi (Kabul) forderte die öffentliche Hinrichtung von Personen, die vom Islam zum Christentum übertreten. Ein Abgeordneter erklärte, die Ermordung von Christen, die zuvor Muslime waren, sei kein Verbrechen. Seither sind zahlreiche christliche Familien untergetaucht oder ins Ausland geflohen. Humanitäre Hilfswerke werden einer strengen staatlichen Kontrolle unterzogen. Zwei, die den Begriff „Kirche“ im Namen tragen, mussten ihre Aktivitäten einstellen – die Norwegische Kirchenhilfe und die US-amerikanische Organisation World Church Services (Kirchliche Weltdienste).
Daneben gibt es noch höchstens 15.000 Hindus und einige wenige hundert Sikhs. Zebulon Simentov war der letzte bucharische Jude, der im Jahr 2021 Afghanistan verließ. Über die Zahl der Christen ist wenig bekannt.

### Bildung

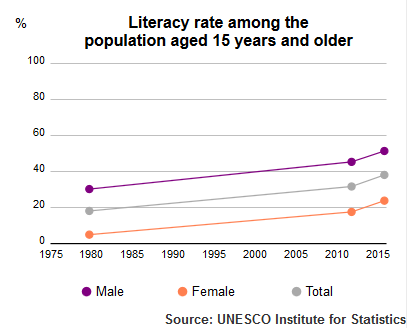
UIS Lesefähigkeit der erwachsenen Bevölkerung Afghanistans 1980–2015

Invasion, Bürgerkrieg und die Kulturfeindlichkeit der Taliban ließen große Teile der Bevölkerung ohne jeden Zugang zu Bildung aufwachsen. Frauen sind vom Ausschluss aus dem Bildungssystem stärker betroffen als Männer. Die Analphabetenquote war 2015 mit 61,8 % im internationalen Vergleich sehr hoch (Frauen: 75,8 %; Männer: 48 %). Der Analphabetismus ist eines der größten Hindernisse beim Wiederaufbau des Landes. Nach dem Ende des Taliban-Regimes entstanden mit ausländischer Hilfe zahlreiche Schulen mit zum Teil neu ausgebildetem Lehrpersonal, sodass ein großer Teil der Kinder und Jugendlichen, vor allem auch Mädchen, Zugang zu einer Schulbildung erlangten. Die mittlere Schulbesuchsdauer über 25-Jähriger stieg von 1,5 Jahren im Jahr 1990 auf 3,6 Jahre im Jahr 2015. Die Bildungserwartung lag 2018 bei 10,1 Jahren.
Im Jahr 2014 gab es in Afghanistan 17 Universitäten und 17 „Institutions of Higher Education“ (IHE; vergleichbar mit einer Berufsschule) unter staatlicher Kontrolle. Daneben gibt es eine wachsende Anzahl an Privatuniversitäten von sehr unterschiedlicher Qualität. Finanziell gefördert werden lediglich Universitäten und Hochschulen, deren Namen aus den „bisherigen nationalen […] Fachausdrücken“ bestehen. Der Staat macht die Anerkennung und Förderung der Hochschulen und Universitäten in den nicht-paschtunischen Gebieten von der paschtunischen Benennung der Hochschule abhängig, was darin seine Begründung findet, dass Paschto eine der beiden Amts- und Landessprachen ist. In den paschtunischen Gebieten kann die persische Benennung der Hochschulen jedoch fehlen, ohne dort Sanktionen zu fürchten. Der letzte Absatz des Artikels 16 der Verfassung („die bisherigen nationalen […] und administrativen Fachausdrücke werden beibehalten“ – in Anspielung auf den Status der paschtunischen Sprache als Nationalsprache in der Zeit von Mohammad Zahir Khan, 1933–1973) hebt die vorangegangenen, eigentlich demokratischen Absätze über Sprachenfreiheit wieder auf.
Hatten die Taliban im März 2022 angekündigt, Mädchen den Besuch von weiterführenden Schulen (Sekundarstufe I und II) zu erlauben, änderten die Taliban noch im selben Monat ihre Bildungspolitik und schlossen die Mädchenschulen für alle Kinder ab 13 Jahren. Unterricht für die Mädchen ab jener Altersgruppe findet daher, wenn überhaupt, nur durch Ehrenamtliche im Geheimen statt.

### Gesundheitswesen

Entwicklung der Kindersterblichkeit seit 1960 (Tode pro 1000 Geburten)

Im Jahr 2018 praktizierten in Afghanistan 3 Ärztinnen und Ärzte je 10.000 Einwohner. Die ländliche Bevölkerung hat nur zu etwa 66 Prozent Zugang zu medizinischer Versorgung. 80 Prozent der Ärzte arbeiten in Kabul. In der Hauptstadt sind auch 60 Prozent der Krankenhausbetten und 40 Prozent der Apotheken.
Afghanistan hat eine der höchsten Mutter-Kind-Sterblichkeitsraten der Welt. Nur bei 19 Prozent der Geburten steht medizinisches Fachpersonal zur Verfügung. Jährlich sterben etwa 24.000 Frauen vor, während oder direkt nach einer Entbindung. Laut Weltbank konnte die Kindersterblichkeit stark gesenkt werden. Die Sterblichkeit bei unter 5-Jährigen betrug 2022 57,7 pro 1000 Lebendgeburten. 1980 betrug sie noch 244 pro 1000 Lebendgeburten.
Im Jahr 2019 waren 26 % der Bevölkerung unterernährt. Im Jahr 2001 betrug die Rate noch 48 %.
Die Lebenserwartung der Einwohner Afghanistans ab der Geburt lag 2022 bei 62,9 Jahren (Frauen: 66,2, Männer: 59,8).

## Landesname
Afghanistan bedeutet wörtlich „Land der Afghanen“. Die persische Endung -stan geht auf den indoiranischen Ausdruck für „Platz“ oder „Ort, an dem man steht“ zurück. Ein Afghane ist hierbei nicht im modernen Sinne als Staatsbürger Afghanistans zu verstehen, sondern als Angehöriger des Volkes und der Stämme der Paschtunen, die im persischen Sprachraum länderübergreifend als Afghanen und auf dem Indischen Subkontinent als Pathanen bezeichnet werden. Heute hingegen ist in der Verfassung Afghanistans ausdrücklich geregelt, dass alle Staatsbürger Afghanistans unabhängig von ihrer Ethnizität als Afghanen verstanden werden.
1801 wurde der Name Afghanistan im anglo-persischen Friedensvertrag im Zusammenhang mit den paschtunischen Siedlungsgebieten zum ersten Mal offiziell erwähnt, nachdem er bereits in den tschagataischsprachigen Memoiren Baburs aus dem 16. Jahrhundert, in einem regional begrenzten Sinne und auf die paschtunischen Stämme südlich von Kabul bezogen, erwähnt worden war. Erst 1919, mit der vollen Unabhängigkeit Afghanistans vom Britischen Weltreich, wurde der Name offiziell anerkannt und 1936, mit der ersten Verfassung des Landes, etabliert.
Eine andere Bezeichnung für den Großteil des Gebietes ist Kabulistan oder Königreich von Kabul, die im 19. Jahrhundert vom schottischen Geschichtsschreiber Mountstuart Elphinstone als Landesbezeichnung bevorzugt verwendet wurde.
Der wohl bekannteste historische Name dieser Region ist Chorasan, der über viele Jahrhunderte hinweg für die islamische und persische Blütezeit stand. Noch zu Elphinstones Zeit war die Bezeichnung Chorasan für den afghanischen Staat unter Einheimischen gängig. So erwähnte er, dass er bei seinem ersten Besuch in dem Land, das für die Außenwelt als Afghanistan bekannt war, von den Einheimischen in Chorasan willkommen geheißen wurde.

## Geschichte

### Von der Antike bis zur Neuzeit
In der Antike gehörte das Gebiet des heutigen Afghanistan, das dem Osten des antiken „Aryānām Xšaθra“ entspricht, zum Perserreich. Später entstand in Baktrien ein Griechisch-Baktrisches Königreich, das von den Nachfolgern Alexanders des Großen regiert wurde. Das Gebiet wurde seit dem 2. Jahrhundert v. Chr. von verschiedenen Gruppen beherrscht und gehörte großenteils zum Parther- und Sassanidenreich. In der Spätantike siedelten dort die sogenannten iranischen Hunnen, bevor deren letztes Herrschaftsgebilde, das Hephthalitenreich, von Sassaniden und Göktürken vernichtet wurde. Nach dem Fall der persischen Sassaniden im Zuge der Invasion der muslimischen Araber (siehe Islamische Expansion) und dem langsamen Zerfall des Kalifats der Abbasiden, dominierten dort iranische Dynastien, die dem Kalifat höchstens nominell unterstanden. Der Islam setzte sich dennoch in dieser Region verhältnismäßig langsam gegen den Widerstand der Turk-Schahi und der Hindu-Shahi durch. Erst gegen Ende des 10. Jahrhunderts, mit der Eroberung der Region durch türkische Nomaden und Militärsklaven (unter anderem die Ghaznawiden und Seldschuken), sollen nach einer islamischen Chronik die meisten Einwohner im Raum Ghor (zwischen Herat und Kabul) Muslime gewesen sein. In dieser Zeit, unter den Ghaznawiden und Ghuriden, war das heutige Afghanistan das Kernland mächtiger Großreiche. Im 15. Jahrhundert machten die Timuriden Herat zu ihrer Hauptstadt. Vom 16. bis zum 18. Jahrhundert stand die Region im Mittelpunkt der Konflikte zwischen den persischen Safawiden im Westen, dem indischen Mogulreich im Südosten und den usbekischen Schaibaniden im Norden.

### Aufstieg der Paschtunen

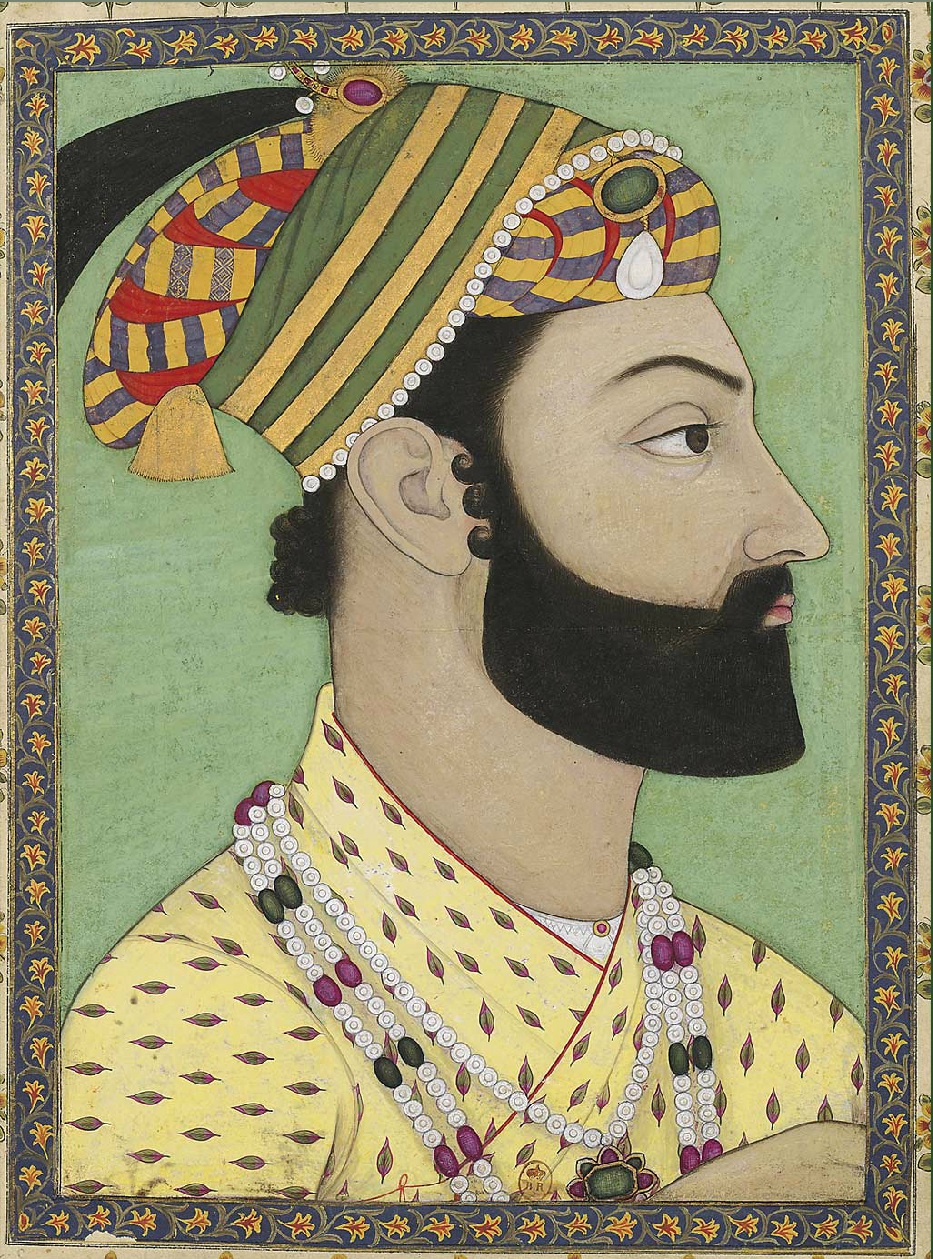
Ahmad Schah Durrani

Die Geschichte des modernen Afghanistan ist unzertrennlich mit der nationalen Geschichte der Paschtunen verbunden. Unzählige paschtunische Aufstände gegen die jeweiligen Herrscher (persische Safawiden und indische Mogulen) führten schließlich mit dem Aufstand des Stammes Ghilzai (1719) zum Sturz der Safawiden in Persien (1722). Dieser Sieg der Paschtunen hielt aber nicht lange an. Nur sieben Jahre später wurden sie von Nader Schah besiegt und zurück nach Kandahar verdrängt. Durch die folgenden Eroberungen Nader Schahs (1736–1747) erlangte das persische Reich vorübergehend wieder die Gewalt über die Region, die heute Afghanistan heißt. Nach dessen Ermordung übernahm der Stamm der Durranis, die mit Nader Schah gegen die Ghilzai verbündet waren und unter seinem Befehl kämpften, selbständig die Macht.

### Staatsgründung und Namensgebung
Der Paschtune Ahmad Schah Durrani begründete im Jahr 1747 nach dem Tod Nader Schah Afschars, im Osten seines Reiches, ein selbstständiges, paschtunisches Königreich, das als Vorgänger des modernen Staates Afghanistan betrachtet werden kann. Damit gilt er allgemein als der Begründer Afghanistans. Das von Ahmed Schah Durrani gegründete Reich zerbrach später an inneren Streitigkeiten und Einmischungen von außen. Wenig später geriet Afghanistan in den Einflussbereich der expandierenden Briten. Der Name „Afghanistan“ wurde erst im 19. Jahrhundert eingeführt und erst 1919 als Staatsname etabliert.

### Einflussbereich britischer und russischer Interessen

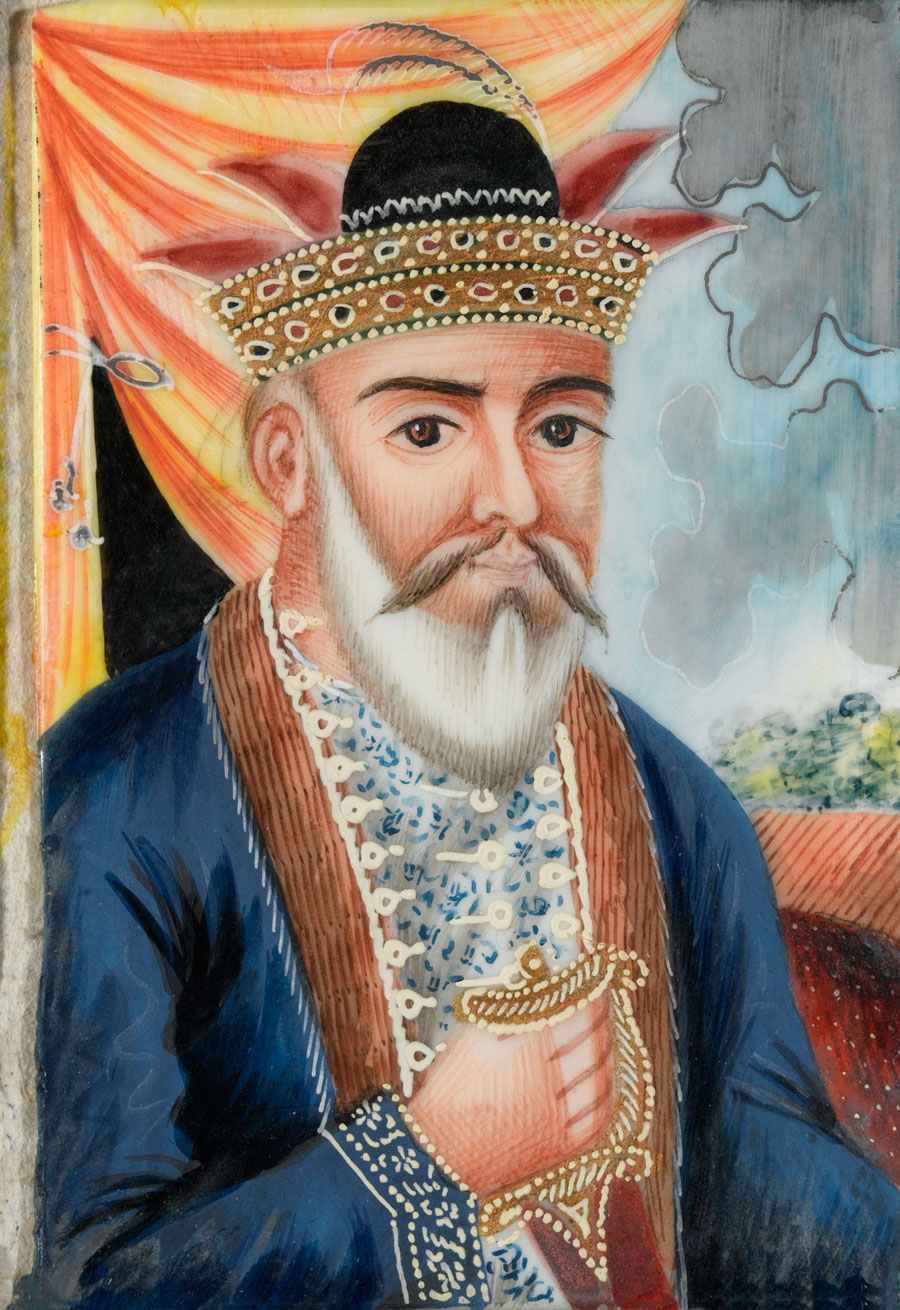
Dost Mohammed

In Afghanistan kollidierten russische und britische Kolonialinteressen (The Great Game). Seit der Aufstellung der Kaiserlich Russischen Marine durch Zar Peter den Großen war es Ziel russischer Expansionspolitik, zum Indischen Ozean vorzustoßen und dort einen eisfreien Hafen zu bauen. Um Russland zuvorzukommen, sollte Afghanistan erobert und als Teil des Britischen Weltreichs an das spätere Britisch-Indien angegliedert werden. Dazu kämpfte 1839–1842 eine große anglo-indische Armee im ersten Anglo-Afghanischen Krieg gegen einen relativ schlecht ausgerüsteten afghanischen Widerstand. Die Briten konnten zwar das Land besetzen, jedoch nicht ihre Ziele durchsetzen. 1842 wurde ein Waffenstillstand vereinbart, bei dem die Briten sich bereit erklärten, ihre Truppen zurückzuziehen. Diese wurden jedoch kurz darauf am Chaiber-Pass angegriffen und alle Soldaten, darunter 690 britische und 2840 indische, aber auch 12.000 Zivilisten getötet. Als Reaktion auf diese Niederlage wurde eine Strafexpedition unter Generalmajor George Pollock entsandt, die am 15. September 1842 Kabul einnahm. Schon am 11. Oktober 1842 zogen sich die britischen Truppen aus Kabul und in der Folge aus Afghanistan vollständig zurück. Dieser Krieg hatte zur Folge, dass die britische Kolonialverwaltung lange Zeit keine direkten weiteren Aktionen in Afghanistan unternahm und erschwerte ihre politisch-wirtschaftlichen Bestrebungen wie die Kontrolle der Handelswege in Zentralasien und den von dort versuchten Angriff auf die chinesische Qing-Dynastie. Die Katastrophe in Afghanistan erregte auch viele Inder, da die britisch-indische Armee zu einem großen Teil aus Belutschen bestand.

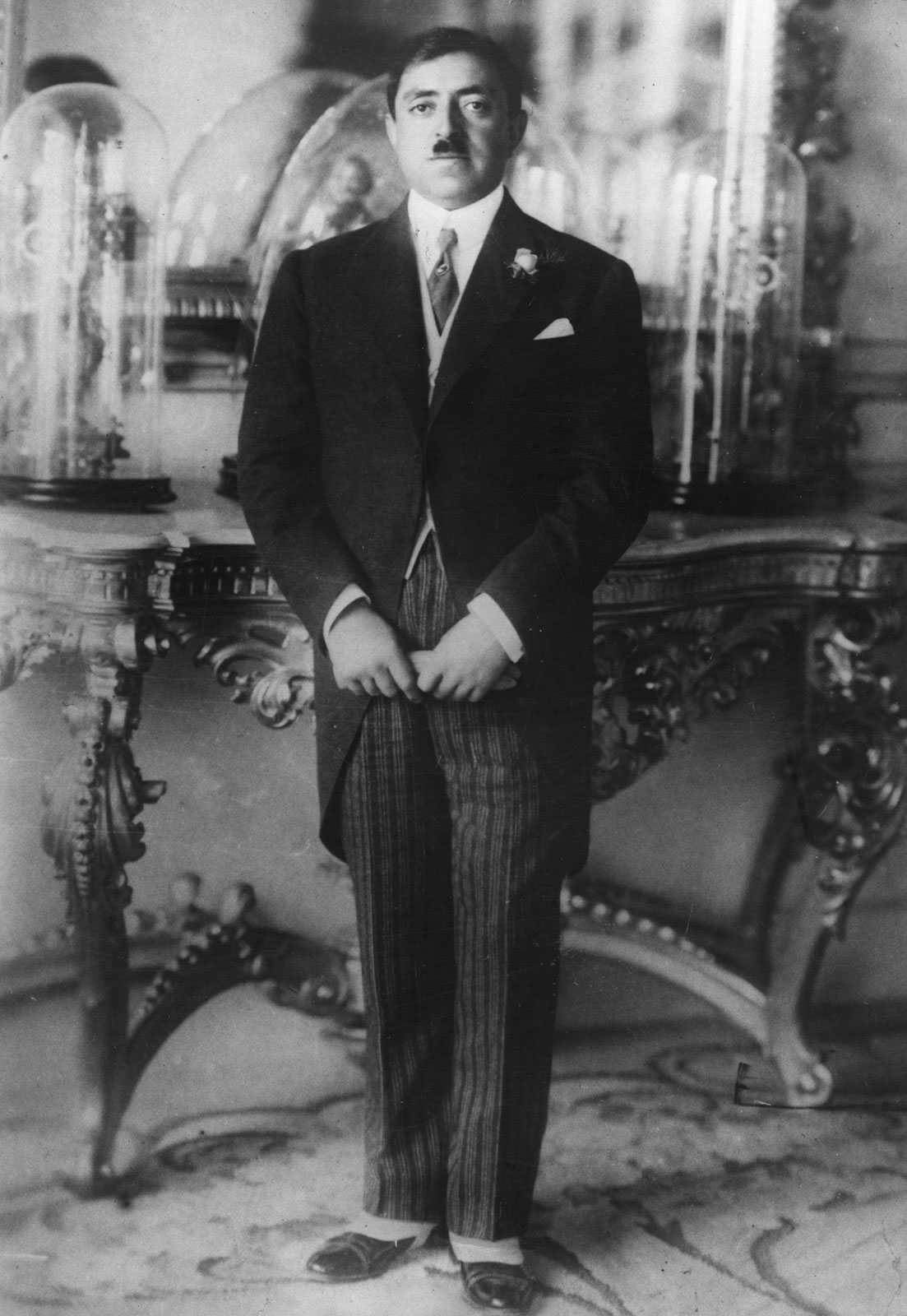
Amanullah Khan

Angetrieben durch die vorangegangene Demütigung erklärte 1878 die britische Regierung erneut den Krieg gegen Afghanistan. Trotz kleiner militärischer Erfolge der Afghanen im zweiten Anglo-Afghanischen Krieg, wie bei der Schlacht von Maiwand 1880, wurde der Widerstand von den Briten niedergeschlagen, die Hauptstadt Kabul aus Rache niedergebrannt und eine Marionette als König installiert. Gleichzeitig übernahmen die Briten für die folgenden 40 Jahre die afghanische Außenpolitik. Aufgrund vieler Aufstände in Afghanistan wurde 1893 das Land durch die Durand-Linie von den Briten geteilt und das südöstliche Gebiet (die heutigen pakistanischen Provinzen NWFP, FATA und ein kleiner Teil Belutschistans) der indischen Kronkolonie einverleibt. Um diese Linie kontrollieren zu können, wurde das aus Afridis, einem Paschtunenstamm, bestehende Regiment Khyber Rifles im Jahr 1880 aufgestellt, da sich nur Einheimische in diesem Gebiet ungehindert bewegen können. Das Regiment besteht auch heute noch als Bestandteil der Pakistanischen Armee.
Der dritte anglo-afghanische Krieg im Mai 1919 – ein letzter Versuch Afghanistans, sich von den britischen Kolonialbestrebungen zu befreien – führte schließlich durch geschicktes Verhandeln der afghanischen Diplomaten unter Amanullah Khan (die Afghanen drohten den Briten, sich Russland weiter anzunähern) zum Vertrag von Rawalpindi und am 8. August 1919 zur Anerkennung Afghanistans als souveräner und unabhängiger Staat durch Großbritannien. Somit hatte Afghanistan nach mehr als 60 Jahren britischer Vorherrschaft seine volle Unabhängigkeit erlangt, während ein großer Teil der Gebiete wie Teile der pakistanischen Nordwestprovinz als frontier area, auch als tribal area (Stammesgebiete unter Bundesverwaltung) bezeichnet, an die Briten verloren ging und später dem Staat Pakistan zugesprochen wurde. Das unabhängige Afghanistan bildete einen Puffer zwischen russischen und britischen Interessen. Dies schlug sich auch in der Grenzziehung nieder und ist noch heute am Wachankorridor ersichtlich.

### Afghanistan nach der Unabhängigkeit

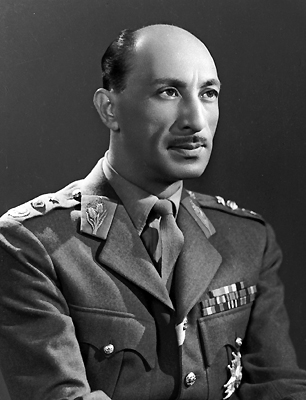
Mohammed Zahir Schah

Seit 1933 bestand mit Mohammed Zahir Schah (Mohammedzai) an der Spitze ein konstitutionelles Königreich. Zahir Schah läutete jedoch eine demokratische Wende in Afghanistan ein. Unter seiner Herrschaft wurden unter anderem Wahlen, ein Zwei-Kammern-Parlament, die Emanzipation der Frauen bis hin zum Frauenwahlrecht, eine Modernisierung der Infrastruktur und Pressefreiheit etabliert. Schahs fortschrittliche und westliche Politik war jedoch nicht unumstritten unter der afghanischen Bevölkerung. Seit 1946 ist Afghanistan Mitglied der Vereinten Nationen.
1973 stürzte der sich an die Sowjetunion anlehnende Mohammed Daoud Khan das Königshaus und rief die Republik aus. Nach Daouds Sturz 1978 in der Saurrevolution übernahm die von Nur Muhammad Taraki geführte, kommunistisch geprägte Demokratische Volkspartei Afghanistans die Macht in Kabul, rief die Demokratische Republik Afghanistan aus und versuchte mit sowjetischer Unterstützung eine gesellschaftliche Umgestaltung, zum Beispiel eine Alphabetisierung der Landbevölkerung. Diese Reformen untergruben die traditionelle Stammesordnung und provozierten Widerstand in ländlichen Gebieten. Gleichzeitig unterdrückte die Regierung die Opposition brutal mit Tausenden von politischen Hinrichtungen. Bis zu 27.000 wurden im Pul-e-Charkhi-Gefängnis hingerichtet. Diese stieß in einigen Regionen auf militärischen Widerstand, der unter anderem von den USA und Pakistan unterstützt wurde.
Mit dem Einmarsch sowjetischer Truppen im Dezember 1979 entwickelte sich der Bürgerkrieg zu einem zehnjährigen Stellvertreterkrieg (→ Sowjetischer Einmarsch in Afghanistan) zwischen sowjetischer Besatzungsmacht und den von den Vereinigten Staaten, Saudi-Arabien und Pakistan unterstützten islamischen Guerillas (Mudschahedin), siehe dazu Operation Cyclone. 1989 erfolgte der Abzug der sowjetischen Truppen. Nach unterschiedlichen Schätzungen wurden in dem Krieg unter anderem 600 Tausend bis 2 Millionen Zivilisten getötet. Die sowjetisch gestützte Regierung unter Präsident Mohammed Nadschibullāh konnte sich nach dem sowjetischen Abzug noch bis zur Einnahme Kabuls 1992 durch die Mudschahedin halten.
Im April 1992 wurde der Islamische Staat Afghanistan durch die Peschawar-Abkommen gegründet. Neuer Präsident wurde Burhānuddin Rabbāni. Die Vereinten Nationen präsentierten einen Übergangsplan, jedoch kam es bereits vor Ort zu zahlreichen Kämpfen verschiedener konkurrierender Mudschahedin in wechselnden Allianzen unter den neuen Warlords. Die Mudschahedin verweigerten dem zurückgetretenen Präsidenten Nadschibullāh den Gang ins Exil, der daraufhin in ein UN-Gebäude floh.
Zwei wichtige, jeweils vom pakistanischen Geheimdienst ISI trainierte, konkurrierende Warlords waren dabei Gulbuddin Hekmatyār und Ahmad Schah Massoud, der unter Rabbāni Verteidigungsminister wurde. Ebenso führte der zu den Mudschahedin kurz vor dem Ende der Regierung Nadschibullāh übergelaufene General Abdul Raschid Dostum Truppen an. Als Hekmatyār Kabul einnehmen wollten, kamen ihm die Truppen von Massoud und Dostum zuvor und übernahmen die meisten Ministerien. Friedensverhandlungen scheiterten und Hekmatyārs Truppen, unterstützt von Pakistan, beschossen Kabul. Für die Kämpfe machten sich die verschiedenen Fraktionen gegenseitig verantwortlich.
Es kam zu zahlreichen Menschenrechtsverbrechen bei diesen Machtkämpfen. Wie Human Rights Watch berichtete war es praktisch jederzeit möglich, in Kabul getötet zu werden, sowohl der Artilleriebeschuss von Hekmatyārs Truppen als auch der konkurrierender Mudschahedinfraktionen trafen viele zivile Einrichtungen. Es kam zudem von den verschiedenen Seiten der Mudschahedin – unter Hekmatyār, Massoud, Dostum als auch weiteren Fraktionen – zu zahlreichen Entführungen, Plünderungen, Vergewaltigungen und Morden. 1993 kam es im Kabuler Stadtteil Afschar etwa zu einem Massaker durch die Truppen unter den Warlords Sayyaf und Massoud, bei dem geschätzt etwa 750 Menschen, hauptsächlich Angehörige der schiitischen Minderheit der Hazara, getötet oder verschleppt wurden. Bereits bis 1993 flohen mehr als eine halbe Million Menschen aus Kabul. Nach Verhandlungen wurde im Juni 1993 Hekmatyār zum afghanischen Premierminister ernannt. Der Frieden hielt jedoch nicht und es kam 1994 und 1995 wieder zu Kämpfen zwischen den konkurrierenden Milizen. Die Kämpfe hörten erst mit dem Einmarsch der Taliban auf, der wiederum von vielen Menschenrechtsverstößen begleitet wurde.
Der Süden Afghanistans war überwiegend weder unter der Kontrolle der Zentralregierung noch unter der Kontrolle der Milizen vom Norden. Lokale Milizen- oder Stammesführer beherrschten den Süden. 1994 traten die fundamentalistischen Taliban in der südlichen Stadt Kandahar erstmals in Erscheinung. Die Taliban-Bewegung bestand aus Personen, die früher als Mudschahedin kämpften, und rekrutierte sich weiter aus religiösen Schulen für afghanische Flüchtlinge in Pakistan. In den Schulen wurde auch den Dschihad glorifizierendes Propagandamaterial, das von den USA hergestellt wurde, verwendet. Die Kämpfe zwischen den Milizen der Mudschahedin und die Hoffnung auf Frieden durch eine neue Ordnung gaben den Taliban Auftrieb. Ihr Anführer und späteres Staatsoberhaupt wurde Mohammed Omar.
Im Laufe des Jahres 1994 übernahmen die Taliban die Macht in verschiedenen südlichen und westlichen Provinzen Afghanistans. Bis März 1995 hatten die Taliban sechs Provinzen eingenommen und Kabul erreicht. Anfang 1995 führten die Taliban Verhandlungen sowohl mit der Regierung Rabbānis als auch mit der schiitischen Miliz Hizb-i Wahdat, die jedoch nicht zu einem Frieden führten. Während die Taliban zunächst den Kampf um Kabul verloren, waren sie im Westen des Landes weiter auf dem Vormarsch. Dabei kam es zu einem vorübergehenden geheimen Bündnis zwischen den Taliban und dem Warlord Dostum (siehe Afghanischer Bürgerkrieg (1989–2001)). Mit logistischer Unterstützung des ISI und neuen Waffen und Fahrzeugen aus Pakistan und Saudi-Arabien reorganisierten die Taliban ihre Truppen nach einigen Niederlagen im Land und planten 1996 auch eine erneute Offensive gegen Kabul. Am 26. September 1996 befahl Verteidigungsminister Massoud einen Rückzug der Truppen in den Norden Afghanistans. Am 27. September 1996 marschierten die Taliban in Kabul ein und errichteten das Islamische Emirat Afghanistan, das lediglich von Pakistan, Saudi-Arabien und den Vereinigten Arabischen Emiraten anerkannt wurde.

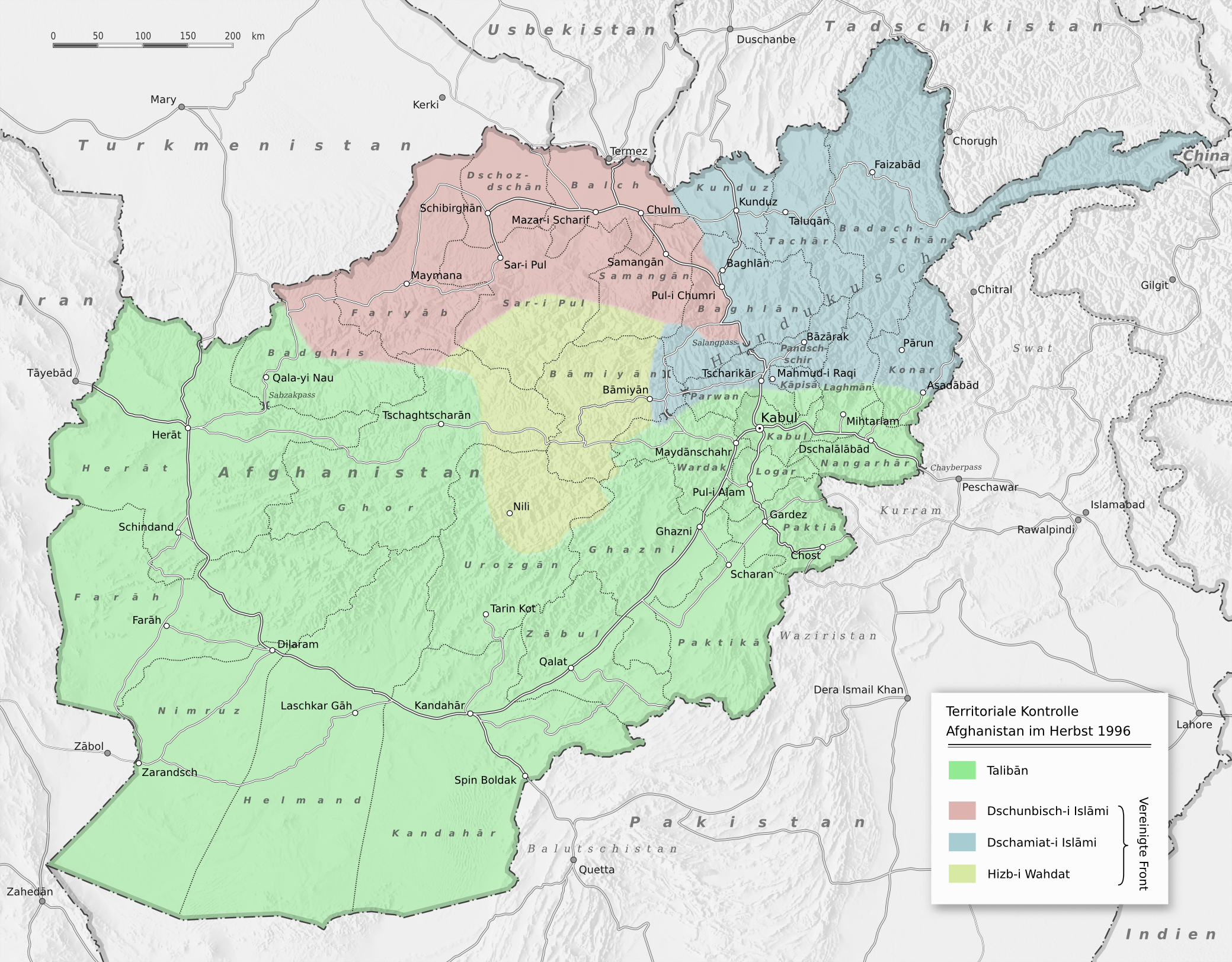
Territoriale Kontrolle Afghanistans im Herbst 1996: Massoud (blau), Taliban (grün), Dostum (rosa), Hezb-i Wahdat (gelb)

Der entmachtete Präsident Rabbāni, Massoud und Dostum, frühere Gegner, gründeten als Reaktion auf die Talibanoffensiven die Vereinte Front (bekannt als Nordallianz). Als mächtigster Mann im Bündnis galt Massoud, der Vereinten Front trat unter anderem auch der spätere Präsident Hamid Karzai bei. Iran und Russland unterstützen die Truppen Massouds, Pakistan intervenierte militärisch auf Seiten der Taliban. Nach freigegebenen Dokumenten von US-Behörden (National Security Archive) versorgte die pakistanische Regierung die Taliban nach ihrer Machtübernahme in Kabul 1996 unter anderem logistisch mit Waffen, Treibstoff und Nahrung. Bei der Offensive von 25.000 Taliban-Kämpfern gegen die nördliche Allianz waren geschätzt auch rund 10.000 islamistische Milizionäre aus arabischen Ländern, Pakistan und anderen asiatischen Ländern wie Usbekistan aktiv.
Anfang 2001 wandte die Vereinte Front eine neue Strategie von lokalem militärischem Druck an. Massoud bereiste 2001 Russland und die EU, wo er sich zudem mit einem Abgesandten der CIA traf und um militärische Unterstützung bat. Massoud bekannte sich dort in seinen Reden zu einem moderaten islamischen Staat und warnte die Staaten vor al-Qaida. Die Tour war ein PR-Erfolg. Jedoch wurde er später 2001 durch einen Bombenanschlag getötet.
Die Taliban setzten in den von ihnen kontrollierten Gebieten ihre politische und juristische Interpretation des Islam durch. Die Frauen lebten quasi unter Hausarrest. Im Verlaufe der Kämpfe radikalisierten sich die Taliban weiter und führten radikale gegen Nicht-Moslems gerichtete Maßnahmen durch. Am 10. März zerstörten sie trotz enormer Proteste auch in der islamischen Welt durch Sprengladungen und Artilleriebeschuss die Buddha-Statuen von Bamiyan. Nach einem Bericht der Vereinten Nationen begingen die Taliban systematische Massaker unter der Zivilbevölkerung, während sie versuchten, ihre Kontrolle im Westen und Norden Afghanistans zu konsolidieren. Dabei kam es etwa zu einem Massaker in Masar-e Scharif und den Dörfern Bedmushkin und Nayak. Sowohl die Taliban als auch die Nordallianz-Truppen nahmen unter anderem bei ihrem Beschuss Kabuls laut Amnesty und HRW keine Rücksicht auf Zivilisten. In den Jahren 1999 und 2000 kam es zudem zu einer schweren Dürre in Afghanistan, welche die Not im Land weiter verschärfte.

### Nach den Anschlägen vom 11. September 2001
Am 9. September 2001 wurde Massoud ermordet. Zwei Tage danach wurden terroristische Anschläge in den Vereinigten Staaten verübt, die zum Tod von mindestens 2993 Menschen führten und als terroristischer Massenmord angesehen werden. Die Vereinigten Staaten identifizierten Mitglieder des Terrornetzwerks Al-Qaida, das seine Basis in dem Emirat der Taliban hatte und mit den Taliban verbündet war, als Täter der Terroranschläge des 11. Septembers 2001. Die Taliban verweigerten jedoch die Auslieferung der Verantwortlichen um Osama bin Laden, der sich zu den Attentaten bekannt hatte.
Daraufhin begannen die Vereinigten Staaten im Oktober 2001 eine Invasion Afghanistans mit Hilfe eines Militärbündnisses unter ihrer Führung. Die US-Regierung unter Präsident George W. Bush nutzte als Legitimation dieser Invasion einen Entschluss des Sicherheitsrats der Vereinten Nationen, der den USA das Recht zur Selbstverteidigung zusprach. Infolge dieser Invasion gelang es, die in den meisten Regionen Afghanistans herrschenden Taliban zügig von der Macht zu verdrängen, wobei die Vereinte Front den Großteil der Bodentruppen stellte.
Im Dezember 2001 trafen sich Führer der Vereinten Front sowie afghanischer Exilgruppen auf der Afghanistan-Konferenz in Königswinter bei Bonn, auf der sie sich auf die sogenannte Bonner Vereinbarung einigten. Diese sah einen Stufenplan zur Demokratisierung des Landes sowie die Bildung einer provisorischen Regierung mit dem Durrani-paschtunischen Stammesführer Hamid Karzai als Vorsitzenden vor. Mitglieder der siegreichen Vereinten Front übernahmen Schlüsselpositionen in der neuen Regierung. Außerdem wurde um die Stationierung einer einem Mandat der Vereinten Nationen unterstellten internationalen Truppe ersucht, um die Sicherheit der provisorischen Regierung zu gewährleisten. Diese Aufgabe übernahm die internationale Afghanistan-Schutztruppe International Security Assistance Force (ISAF). Die Taliban zogen sich vorerst in schwer zugängliche Bergregionen zurück.
Die provisorische Regierung wurde im Juni 2002 durch eine von einer landesweiten außerordentlichen Loja Dschirga bestimmten Übergangsregierung abgelöst, wiederum mit Karzai als Übergangspräsidenten an der Spitze. Ende 2003 wurde eine verfassungsgebende Loja Dschirga einberufen, welche die neue afghanische Verfassung im Januar 2004 ratifizierte. Die am 9. Oktober 2004 durchgeführte Präsidentschaftswahl bestätigte Karsai als Präsidenten. Die demokratische Legitimität der Wahl kann jedoch angezweifelt werden, da am Tag der Wahl alle 15 Gegenkandidaten geschlossen ihren Rückzug und Boykott aufgrund von Betrugsvorwürfen verkündeten. Den Abschluss des im Petersberger Abkommen vorgesehenen Demokratisierungsprozesses markierten die Parlamentswahlen im September 2005, aus denen sich das erste gewählte afghanische Parlament seit 1973 konstituierte. Allerdings dokumentierte die Wahlbeobachtungsmission der Europäischen Union auch bei dieser Wahl „Unregelmäßigkeiten und Betrugsvorwürfe, die einen Schatten auf die Integrität der Wahlen werfen“ sowie „signifikante Defizite“ bei der Stimmenauszählung. Die Wahlen sollten ursprünglich im Juni 2004 stattfinden, mussten aber aufgrund von Verzögerungen bei der Wahlregistrierung mehrmals verschoben werden.
Viele Taliban flohen über die Durand-Linie nach Pakistan und formierten sich dort neu. 2003 traten sie erstmals wieder in Erscheinung. Ab Anfang 2006 verübten sie zusammen mit dem Haqqani-Netzwerk und der Hizb-i Islāmī von Gulbuddin Hekmatyār verstärkt Anschläge gegen afghanische Zivilisten und Soldaten der ISAF. Selbstmordattentate, die vorher in Afghanistan völlig unbekannt waren, und Bombenanschläge auf nichtmilitärische Ziele nahmen stark zu.
Babak Chalatbari beschrieb in einem Artikel für die Bundeszentrale für politische Bildung die Motive des „Terrors der Taliban“ wie folgt: „Die terroristische Taktik hinter der massiven Einschüchterung zielt darauf ab, dass kaum noch jemand wagt, sich den Auffassungen der theologisch meist nicht sonderlich ausgebildeten Masterminds der Taliban zu widersetzen.“ Die Zahl der versuchten und ausgeführten Selbstmordanschläge nahmen von drei im Jahr 2003 auf 106 im Jahr 2006 stark zu, zu denen sich meist die Taliban – insbesondere das Haqqani-Netzwerk – bekannten. Im Süden und Osten von Afghanistan existierten Gebiete, die von ausländischen Hilfsorganisationen und auch ISAF-Truppen gemieden wurden.
Pakistan spielt eine zentrale Rolle in Afghanistan. Eine Analyse der London School of Economics and Political Science aus dem Jahr 2010 führt aus, dass der pakistanische Geheimdienst (ISI) eine „offizielle Politik“ der Unterstützung der Taliban betreibe. Der ISI finanziere und bilde die Taliban aus. Dies passiere, obwohl Pakistan sich offiziell als Verbündeter der NATO ausgebe. Als Ergebnis hält die Analyse fest: „Pakistan scheint ein Doppelspiel erstaunlichen Ausmaßes zu spielen.“ Amrullah Saleh, der ehemalige Geheimdienstchef Afghanistans, kritisierte 2010: „Wir reden über all diese Stellvertreter [Taliban, Haqqani, Hekmatyar], aber nicht ihren Meister: Die pakistanische Armee. Die Frage ist, was will Pakistans Armee erreichen […]? Sie wollen an Einfluss in der Region gewinnen.“
Die Taliban und Gulbuddin Hekmatyārs Truppen richteten sich in Anschlägen gezielt gegen die afghanische Zivilbevölkerung. Im Jahr 2009 waren sie laut Angaben der Vereinten Nationen für über 76 % der Opfer unter afghanischen Zivilisten verantwortlich. Auch im Jahr 2010 waren die Taliban für über Dreiviertel der zivilen Todesopfer in Afghanistan verantwortlich. Zivilisten waren mehr als doppelt so häufig das Ziel tödlicher Anschläge der Taliban wie afghanische Regierungstruppen oder ISAF-Truppen. Die Afghanistan Independent Human Rights Commission (AIGRC) nannte die gezielten Anschläge der Taliban gegen die Zivilbevölkerung ein „Kriegsverbrechen“. Religiöse Führer verurteilten die Anschläge der Taliban als Verstoß gegen die islamische Ethik. Menschenrechtsgruppen haben den Internationalen Gerichtshof in Den Haag dazu veranlasst, eine vorläufige Untersuchung gegen die Taliban auf Grund von Kriegsverbrechen vorzunehmen.
In der Folgezeit kam es zu Spannungen zwischen Teilen der ehemaligen Vereinten Front und Hamid Karzai, nachdem dieser die Taliban als „Brüder“ bezeichnet hatte. Akteure um den ehemaligen Geheimdienstchef Amrullah Saleh und andere befürchteten, dass Karzai ein Abkommen mit den Taliban und Gulbuddin Hekmatyār schließen könne, das eine Rückkehr der Taliban abseits des demokratischen Prozesses ermögliche. Eine Abspaltung von Gulbuddin Hekmatyārs Partei Hizb-i Islāmī gab ab Herbst 2009 an, mit Karzai verbündet zu sein, und stellte mit Abdul Hadi Arghandiwal von 2010 bis 2017 den Wirtschaftsminister. Diese angeblichen Verbündeten Karzais ließen 2011 jedoch in öffentlichen Stellungnahmen keinen Zweifel an ihrer Loyalität gegenüber Hekmatyār.
Der große Einfluss der Vereinten Front auf die Regierung wurde mit den Jahren reduziert. Bei der afghanischen Präsidentschaftswahl im August 2009 trat Abdullah Abdullah, ehemaliger Außenminister bis 2006 und einst einer der engsten Vertrauten Ahmad Schah Massouds, gegen Hamid Karzai an und galt als Mitfavorit. Karzai schien zunächst dennoch gewonnen zu haben. Bei der Stimmauszählung mehrten sich allerdings die Vorwürfe der internationalen Beobachter, dass massiver Wahlbetrug betrieben worden sei. Eine Beschwerdekommission ermittelte mehrere Wochen und gab Mitte Oktober bekannt, dass hunderttausende Stimmen ungültig seien. Damit verlor Amtsinhaber Karzai die absolute Mehrheit, und es wurde eine Stichwahl zwischen diesem und Abdullah am 7. November 2009 vereinbart. Ende Oktober 2009, knapp eine Woche vor der Wahl, drohte Abdullah laut Medienberichten, sich von der Stichwahl zurückzuziehen. Vorausgegangen waren gescheiterte Gespräche mit Karzai. Abdullah hatte unter anderem die Entlassung des Vorsitzenden der umstrittenen Wahlkommission (IEC) gefordert, um eine „freie und faire“ Stichwahl ermöglichen zu lassen. Sechs Tage vor der geplanten Stichwahl erklärte er seinen Boykott der Abstimmung. Als seine Anhänger auf die Straßen ziehen wollten, hielt Abdullah sie zurück, um die fragile Stabilität Afghanistans nicht zu gefährden.
Nach der Tötung von Osama bin Laden durch US-Einsatzkräfte in der Operation Neptune Spear im Mai 2011 nahmen Anschläge auf prominente afghanische Politiker stark zu, so wurden unter anderem Expräsident Burhānuddin Rabbāni, Mohammed Daud Daud, Dschan Mohammed Chan und Präsident Karzais Halbbruder Ahmad Wali Karzai ermordet. Im Oktober 2011 begannen afghanische und NATO-Truppen eine Offensive gegen das Haqqani-Netzwerk im südöstlichen Grenzgebiet des Landes. 2014 wurde der erste demokratische Machtwechsel in Afghanistan durchgeführt, bei dem jedoch erneut massive Korruption und Fälschung vermutet wurde. Präsident Aschraf Ghani unterschrieb ein Abkommen mit der NATO, in dem die Nachfolgemission der ISAF, Resolute Support, legitimiert wurde. Diese begann am 1. Januar 2015 und unterstützte die afghanischen Sicherheitskräfte bis 2021 in der Ausbildung.
Das Land wurde seit 2015 auch vom Islamischen Staat bedroht und weiterhin von Seiten der Taliban mit Gewalt überzogen.
Im Februar 2020 unterzeichneten die Vereinigten Staaten und die Taliban ein Friedensabkommen. Die USA und die NATO verpflichteten sich dabei, ihre Streitkräfte innerhalb von 14 Monaten aus Afghanistan abzuziehen. Im Gegenzug garantierten die Taliban, innerhalb von zwei Wochen Friedensgespräche mit der afghanischen Regierung aufzunehmen und dem Terrorismus abzuschwören bzw. diesen in Afghanistan nicht zu dulden. Die afghanische Regierung hatte als Konfliktpartei das Abkommen nicht mitunterzeichnet. Da auch die Taliban keine Repräsentanten des Staates sind, handelte es sich bei dem Abkommen formal nicht um einen völkerrechtlichen Friedensvertrag. Der Vertrag berührte nicht die künftige Gestaltung des politischen Systems in Afghanistan oder die Verteilung der politischen Macht. Anschließend begannen im März 2020 Verhandlungen über einen Gefangenenaustausch zwischen der Taliban-Führung und der afghanischen Regierung, durch die bis zu 5000 gefangene Taliban freigelassen werden sollten, sofern im Gegenzug die Taliban 1000 ihrer Gefangenen frei ließen. Tatsächlich begann die afghanische Regierung bis einschließlich Mai 2020 mit der Freilassung von über 1000 der 5000 gefangenen Taliban, während diese Miliz einige hundert Regierungstreue freiließ. Gleichzeitig wurden aber vor allem durch terroristische Anschläge in Afghanistan im Mai 2020 der Terror in Afghanistan fortgesetzt, so dass der afghanische Präsident Aschraf Ghani im selben Monat bekannt gab, die Taliban fortan wieder bekämpfen zu wollen. Innerhalb einer Woche im Juni, so vermeldete die afghanische Regierung, hätten die Taliban 222 Terrorattacken im Land verübt, wodurch 422 staatliche Sicherheitskräfte getötet oder verwundet worden seien.

### Nach dem Ende des NATO-Einsatzes 2021

Gebietskontrolle in Afghanistan im Juli 2021.
Regierung, NATO und Verbündete

Ende Juli 2021 endete der NATO-Einsatz; nur US-amerikanische und türkische Soldaten befanden sich zu diesem Zeitpunkt noch unter nationalem Kommando in Afghanistan. Die Bundeswehr hatte das Land bereits im Juni verlassen.
Nach dem Rückzug der internationalen Truppen hatten die Taliban innerhalb kurzer Zeit die Kontrolle über große Teile des gesamten Landes übernommen, da die Regierungstruppen den Widerstand weitgehend aufgegeben hatten. Nachdem schließlich nur noch die Hauptstadt Kabul als einzige größere Stadt unter Kontrolle der Regierung gestanden hatte, kündigte am 15. August 2021 der zu diesem Zeitpunkt amtierende Innenminister Abdul Sattar Mirzakwal eine friedliche Übergabe Kabuls, und damit fast ganz Afghanistans, an die Taliban an. Präsident Ghani floh nach Tadschikistan und die Taliban verkündeten nach der Einnahme des Präsidentenpalastes und großer Teile Kabuls noch am selben Tag ihren Sieg. Ein kleines Gebiet, das Pandschschir-Tal, war teilweise noch unter Kontrolle von Resten der afghanischen Armee und Regierung (siehe Pandschschir-Widerstand). Am 6. September 2021 gaben die Taliban an, auch diesen Teil Afghanistans erobert zu haben. Medienberichten zufolge flohen daraufhin die Anführer des Widerstands, Vizepräsident Amrullah Saleh und Ahmad Massoud, nach Tadschikistan.
Nach der Übernahme durch die Taliban verschlechterte sich die humanitäre Situation Afghanistans, als westliche Nationen aufhörten, humanitäre Hilfe zu leisten, und die Weltbank und der Internationale Währungsfonds auch ihre Zahlungen an Afghanistan einstellten. Im Oktober 2021 erklärten die Vereinten Nationen, dass mehr als die Hälfte der 39 Millionen Menschen in Afghanistan von akuter Nahrungsmittelknappheit betroffen seien. Führende Politiker der Welt haben Afghanistan humanitäre Hilfe in Höhe von 1,2 Milliarden US-Dollar zugesagt. Am 22. Dezember 2021 verabschiedete der Sicherheitsrat der Vereinten Nationen einstimmig eine von den USA vorgeschlagene Resolution, um humanitäre Hilfe bei der Versorgung verzweifelter Afghanen zu unterstützen und gleichzeitig zu versuchen, Gelder aus den Händen der Taliban fernzuhalten. Nach Angaben der Welthungerhilfe sei die humanitäre Lage „katastrophal“. So sei ohne eine Verbesserung der Versorgungslage im Jahr 2022 mit einem Anstieg der Armutsrate auf 97 Prozent zu rechnen.
In der weite Teile des Landes umfassenden Region Chorasan kommt es seit Abzug der internationalen Truppen zu vermehrten Scharmützeln von Taliban und dem Islamischen Staat – Provinz Khorasan (IS-PK), einem Ableger des dschihadistischen Islamischen Staats, dessen Erfolge auch als Gefahr für andere europäische und eurasische Staaten erachtet werden.

## Politik
Obwohl ganz Afghanistan de facto von den Taliban und dem von ihnen ausgerufenen, theokratischen Islamischen Emirat Afghanistan kontrolliert wird, erkennt nur Russland das Regime an. Im Gegensatz dazu erkennen die meisten Staaten und die Vereinten Nationen nach wie vor de jure die geflohene Exilregierung der bis 2021 herrschenden, demokratischen Islamischen Republik Afghanistan an, obwohl diese mittlerweile ihre Arbeit praktisch aufgegeben hat. Beide konkurrierende Regierungen werden daher im Folgenden dargestellt.

### Politisches System des Islamischen Emirats Afghanistan

Flagge des Islamischen Emirats Afghanistan

Nach der Machtübernahme der Taliban gaben diese am 7. September 2021 eine Übergangsregierung bekannt. Unter einem als Amir al-Mu’minin bezeichneten Staatsoberhaupt wurde ein Interims-Premierminister und zwei Stellvertreter ernannt. Insgesamt umfasst die Regierung 33 Mitglieder.
Im September 2021 erklärten die Taliban, für die Zeit der Übergangsregierung auf die Verfassung des Königreichs Afghanistan aus der Amtszeit von König Sahir Schah zurückzugreifen. Jedoch wurde auch diese als inkompatibel mit der Scharia gewertet. Daher unterliegt die Regierung der Taliban derzeit keiner konstitutionellen Verfassung, jedoch wurde erklärt, dass diese zukünftig erstellt werden soll.

### Politisches System der Islamischen Republik Afghanistan

Flagge der Islamischen Republik Afghanistan

Die Präsidialrepublik gab sich im Jahr 2004 eine Verfassung, laut der ein direkt gewählter Präsident für eine fünfjährige Amtszeit gewählt wurde. Weiterhin bestimmte sie eine aus zwei Kammern bestehende Legislative, wobei die Wolesi Dschirga nach dem System Nicht übertragbare Einzelstimmgebung mit maximal 250 Parlamentariern besetzt wird, während die Meschrano Dschirga mit lokalen Würdenträgern und Experten besetzt ist. Die letzten Wahlen für die Präsidentschaft fanden im Jahr 2019 statt, die letzten Parlamentswahlen im Jahr 2018.

### Politische Indizes
| Name des Index                     | Indexwert     | Weltweiter Rang | Interpretationshilfe | Jahr |
| ---------------------------------- | ------------- | --------------- | --- | ---- |
| Fragile States Index               | 103,9 von 120 | 7 von 179       | Stabilität des Landes: großer Alarm 0 = sehr nachhaltig / 120 = sehr alarmierend Rang: 1 = fragilstes Land / 179 = stabilstes Land | 2024 |
| Demokratieindex                    | 0,25 von 10   | 167 von 167     | Autoritäres Regime 0 = autoritäres Regime / 10 = vollständige Demokratie                                                           | 2024 |
| Freedom in the World Index         | 6 von 100     | —               | Freiheitsstatus: unfrei 0 = unfrei / 100 = frei                                                                                    | 2024 |
| Rangliste der Pressefreiheit       | 17,9 von 100  | 175 von 180     | Sehr ernste Lage für die Pressefreiheit 100 = gute Lage / 0 = sehr ernste Lage                                                     | 2025 |
| Korruptionswahrnehmungsindex (CPI) | 17 von 100    | 165 von 181     | 0 = sehr korrupt / 100 = sehr sauber                                                                                               | 2024 |

### Menschenrechte
Die Lage der Menschenrechte war bereits vor der Machtübernahme der Taliban schlecht. Amnesty International dokumentierte in zahlreichen Hafteinrichtungen in Afghanistan Folter und Misshandlungen. Journalisten wurden festgenommen, geschlagen oder getötet. Bei bestimmten Verbrechen konnte die Todesstrafe verhängt werden.
Viele Kinder wurden in Afghanistan zwangsverheiratet. Häusliche Gewalt war weit verbreitet, zudem gab es Kindesmisshandlungen und sexuellen Missbrauch von Kindern etwa durch die Praktik von Bacha bazi.
Durch die erneute Machtübernahme der Taliban im Jahr 2021 hat sich die Lage der Menschenrechte weiter verschlechtert. Mitte November 2022 forderte das Taliban-Oberhaupt Achundsada die Richter des Landes dazu auf, öffentliche Hinrichtungen, Steinigungen und Auspeitschungen sowie die Amputation von Gliedmaßen konsequent als Strafen auszusprechen. Etwa eine Woche später wurde erstmals öffentlich bestätigt, dass Peitschenhiebe als Strafe gerichtlich angeordnet und öffentlich durchgeführt werden. Internationale Aufmerksamkeit erhielt vor allem die fast vollständige Abschaffung der Gleichberechtigung der Frauen seit der Machtübernahme. Außerdem werden Unterstützungsangebote für Betroffene sexueller Gewalt abgebaut und Personen, die wegen Gewalt gegen Frauen und Mädchen inhaftiert waren, freigelassen – Gewaltopfer sind hingegen selbst von Inhaftierungen bedroht.

#### Verfolgung der Hazara
Ende des 19. Jahrhunderts erlitten die Hazara aufgrund ihrer ethnischen und religiösen Zugehörigkeit einen von dem paschtunischen Emir Abdur Rahman Khan zu verantwortenden Völkermord. Bis heute werden die Hazara in Afghanistan diskriminiert und verfolgt.
Am 11. Februar 1993 richteten Regierungstruppen unter dem damaligen Präsidenten Rabbani, dem damaligen Verteidigungsminister Ahmad Schah Massoud und militärischen Anführer (der Gruppierung Ittihad) Sayyaf ein schweres Massaker gegen die schiitische und ethnische Minderheit der Hazara im Kabuler Stadtteil Afschar an und ermordeten bis zu 1000 Zivilisten. Dieses Massaker wird jedoch von vielen Tadschiken abgestritten und der ehemalige (ethnisch tadschikische) Verteidigungsminister stattdessen als Nationalheld gefeiert.
Mit der Machtübernahme der Taliban im Jahr 2021 begann die Vertreibung der Hazara in Afghanistan erneut.

### Außenpolitik
Zur Zeit der Demokratischen Republik Afghanistan von 1978 bis 1992 unterhielt das Land enge Beziehungen mit den Staaten des Ostblocks, einschließlich der Sowjetunion. Während der später folgenden Herrschaft der Taliban war das Land außenpolitisch nahezu komplett isoliert. Lediglich Pakistan, Saudi-Arabien und die Vereinigten Arabischen Emirate unterhielten in dieser Zeit offizielle Beziehungen zu dem Land. Seit dem Sturz des Regimes der Taliban 2001 bis zu ihrer erneuten Machtübernahme 2021 verfügte Afghanistan über eine enge Westanbindung. Mit den Staaten der Europäischen Union und den USA arbeitete das Land in politischer, militärischer und wirtschaftlicher Hinsicht eng zusammen. Afghanistan stand deshalb auf der Liste der Major non-NATO Ally der Vereinigten Staaten. Afghanistan erhofft sich dabei eine Verbesserung seiner Sicherheitslage und eine verbesserte ökonomische und soziale Lage aufgrund eines stärkeren wirtschaftlichen Austauschs.
Aufgrund seiner Binnenlage im Herzen Asiens kann es sich nicht von den regionalen Ereignissen abkoppeln. Die Beziehungen zu den Nachbarstaaten sind deshalb von entscheidender Bedeutung für Afghanistan.
Mit Pakistan führt Afghanistan komplizierte und gelegentlich belastete Beziehungen. Afghanistan wirft Pakistan weiterhin die Unterstützung der Afghanischen Taliban vor. Pakistan unterstützt seit dem Beginn der sowjetischen Invasion des Landes die Taliban massiv mit Waffen und finanziellen Mitteln, um mithilfe der Taliban Einfluss auf das politische Geschehen im Land zu gewinnen. Eine Strategie, die sich inzwischen in Form einer verstärkten Präsenz der Taliban in Pakistan selbst gerächt hat. Gleichzeitig gibt es starke kulturelle Gemeinsamkeiten zwischen beiden Nationen. So lebt die Volksgruppe der Paschtunen in beiden Ländern. Pakistan hat 1,3 Millionen Flüchtlinge aus Afghanistan aufgenommen.
Um dem zu starken Einfluss Pakistans zu entkommen, versucht das Land die Beziehungen mit Pakistans regionalem Rivalen Indien zu intensivieren. Indien ist einer der wichtigsten Investoren (unter anderem im Rohstoffsektor) in Afghanistan und mit rund 2 Mrd. US-Dollar seit 2001 größter regionaler und fünftgrößter Geber von Entwicklungshilfe insgesamt.
Zu Iran bestehen enge sprachliche und kulturelle Verbindungen. Belastet werden die Beziehungen zu Iran durch Konflikte um die Kontrolle von Wasserressourcen, dem Drogenschmuggel und afghanischen Flüchtlingen in Iran.
Chinas wirtschaftlicher und politischer Einfluss in Afghanistan wuchs ebenfalls an. Beide Länder waren vor allem an einer Intensivierung der wirtschaftlichen Beziehungen interessiert. Chinesische Direktinvestitionen im Land kamen dabei vor allem dem Rohstoffabbau zugute.
Wichtigster Partner in der sicherheits- und wirtschaftspolitischen Zusammenarbeit waren die USA. Die staatlichen und politischen Strukturen des Landes in der Zeit nach der Überwindung der Taliban-Herrschaft 2001 wurden zum größten Teil unter Anleitung und Aufsicht der Vereinigten Staaten konzipiert. Die USA waren der mit Abstand größte Geber von Entwicklungshilfe im Land. Zudem waren in Afghanistan weiterhin amerikanische Truppen stationiert. Im August 2017 wurde eine Aufstockung der amerikanischen Truppen in Afghanistan von 3.000 auf 14.000 Mann angekündigt.
Nach der Machtübernahme der Taliban, wurde deren Regierung zunächst nicht international anerkannt. Bei den Vereinten Nationen wurde Taliban weiterhin von Diplomaten, die von der vorhergehenden Regierung eingesetzt wurden, vertreten. In der Folge konnten die Taliban in einigen Staaten wie Russland und China die Botschaften übernehmen. Auch erklärten sie im Juni 2024, dass die Botschaften in anderen Staaten, die weiterhin die Politik der Vorgängerregierung vertraten, irregulär seien.

#### Afghanistan und Deutschland
Die deutsche Regierung gehörte zu den ersten Staaten, die die Regierung von Amanullah Khan und damit die Unabhängigkeit Afghanistans anerkannten. Zwischen deutschen Firmen und afghanischen Herrschern bestanden bereits seit 1898 Kontakte, diplomatische Beziehungen pflegten beide Länder jedoch erst ab 1922.
2017 lebten 252.000 Afghanen in Deutschland.

#### Internationale Organisationen
Afghanistan ist seit 1946 Mitglied der Vereinten Nationen. Es hat Beobachterstatus in der WTO und ist Vertragsstaat des ICC. Daneben ist es Mitglied der Organisation für Islamische Zusammenarbeit sowie Mitglied der Bewegung der Blockfreien Staaten.
Seit 2007 ist Afghanistan zudem vollständiges Mitglied der SAARC (Südasiatische Vereinigung für regionale Kooperation).
Nach der Machtübernahme der Taliban im August 2021 bemühten sich die neuen Machthaber darum, den noch von der Regierung unter Mohammad Ashraf Ghani entsandten UN-Botschafter Ghulam Isaczai durch einen eigenen Vertreter zu ersetzen. Nachdem dies vom Beglaubigungsausschuss der Generalversammlung der Vereinten Nationen im Dezember 2021 abgelehnt wurde, besteht die ungewöhnliche Situation, dass Afghanistan bei den Vereinten Nationen weiterhin durch Ghani vertreten wird, der auch für das Land spricht und an Abstimmungen teilnimmt, obwohl die De-facto-Regierung von Afghanistan ihn nicht als Vertreter anerkennt.

### Provinzen

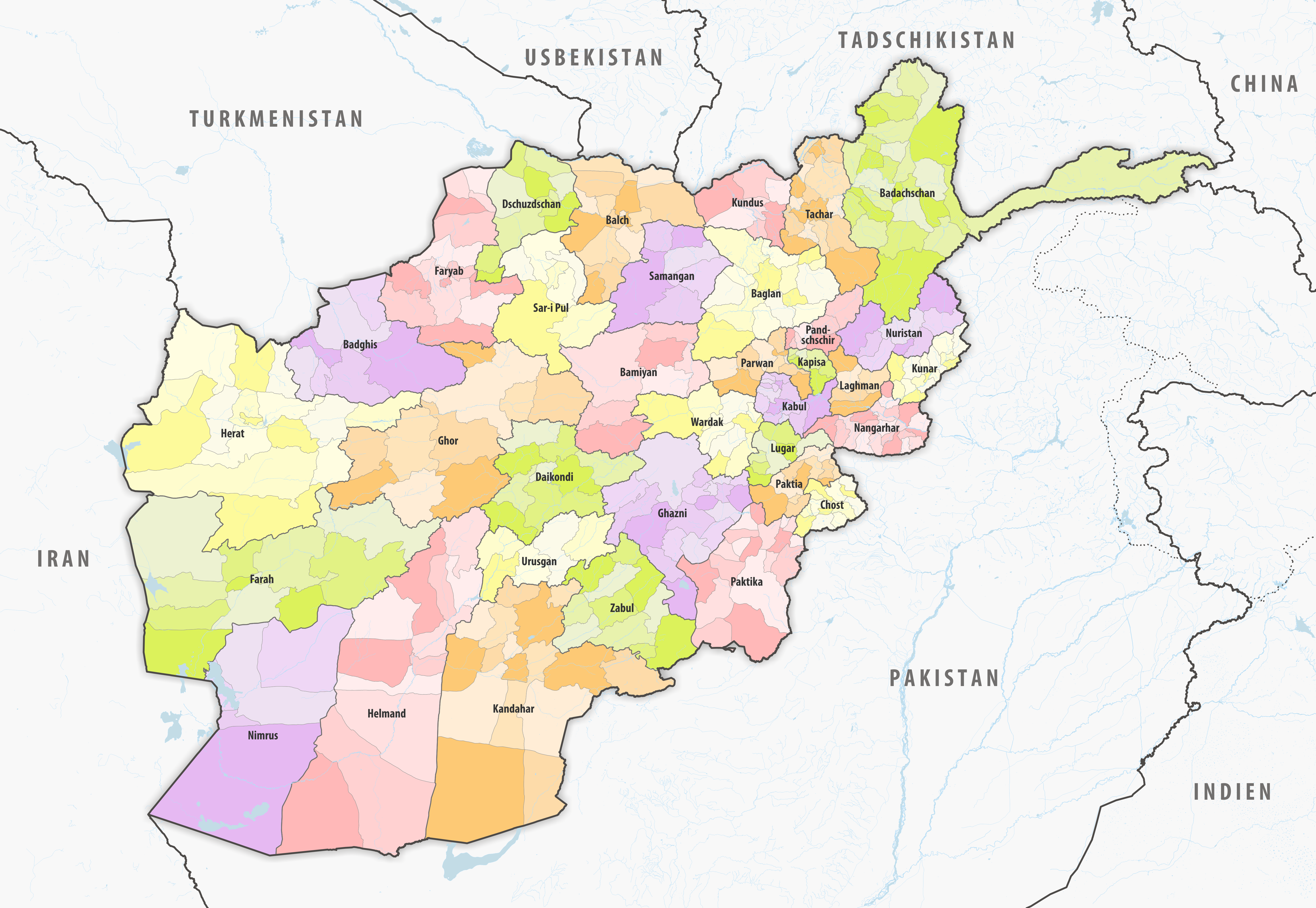
Provinzen und Distrikte in Afghanistan

Afghanistan gliedert sich in 34 Provinzen (velayat), die wiederum in 329 Distrikte (woluswali) unterteilt sind. Den Provinzen steht jeweils ein Gouverneur (waali) vor, der von der Regierung in Kabul ernannt oder bestätigt wird.

## Sicherheit

### Sicherheitskräfte

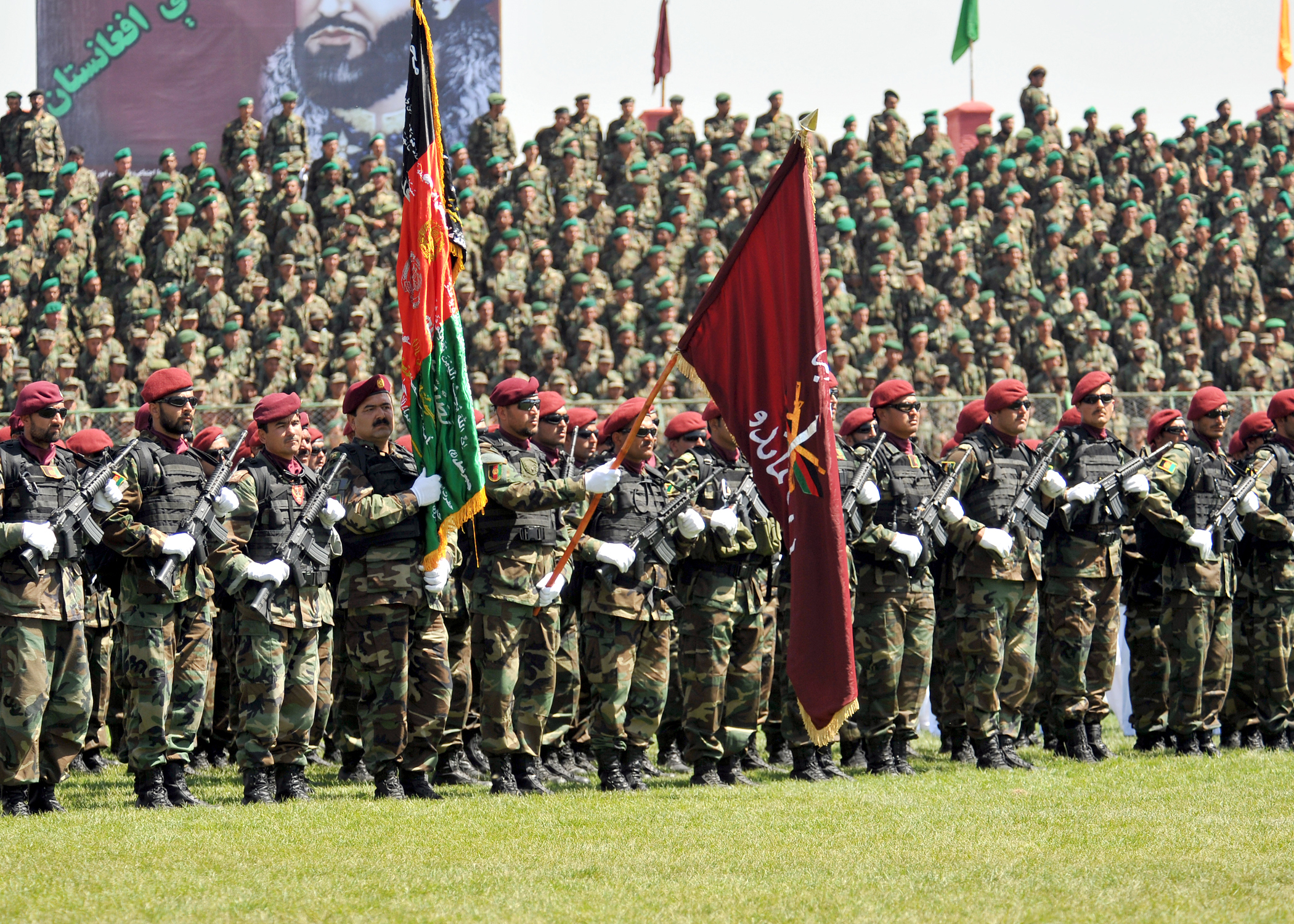
Afghanische Nationalarmee im Jahr 2010

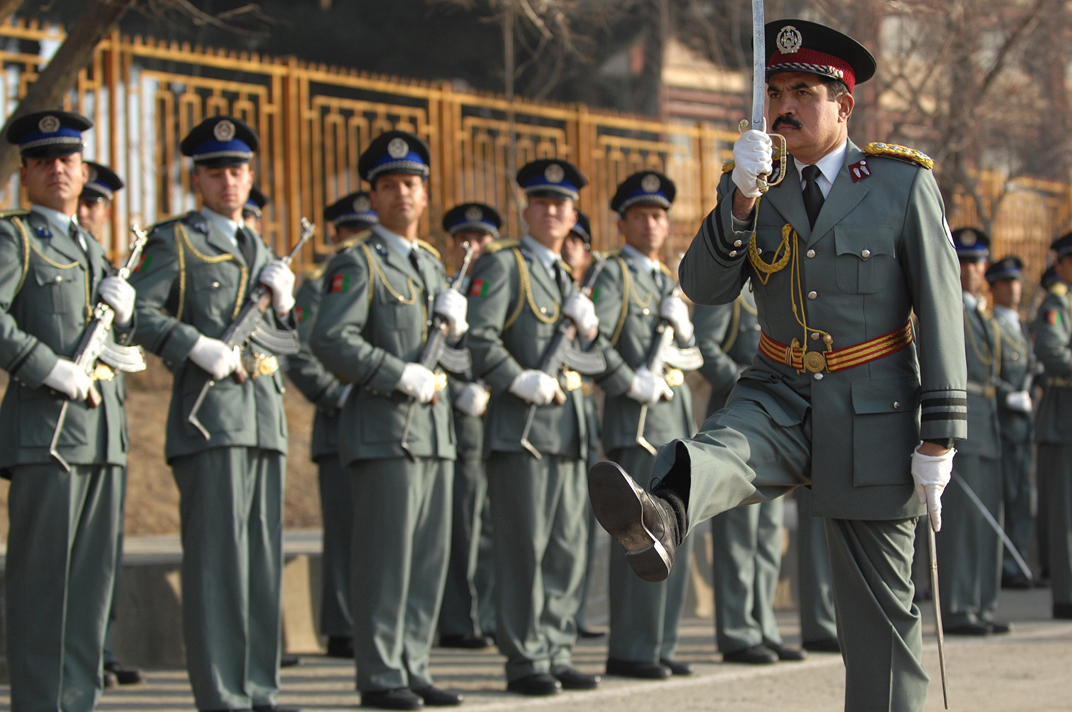
Afghanische Nationalpolizei

Nach dem vorübergehenden Sturz der Taliban, die nach der Einnahme von Kabul im Jahr 2021 Afghanistan wieder übernahm, hatten die an der ISAF beteiligten Nationen großes Interesse daran, den Afghanen auch auf dem Gebiet der Sicherheitspolitik wieder volle Souveränität garantieren zu können. Deshalb bauten sie unter Führung der Vereinigten Staaten die Polizei, Militär und Geheimdienst auf. Afghanistan stand von 2012 bis 2022 auf der Liste der Major non-NATO ally und gehörte damit zu den engsten diplomatischen und strategischen Partnern der USA außerhalb der NATO.
Die Afghanische Nationalarmee (ANA) verfügte im Januar 2011 über ca. 150.000 Mann und bis Oktober 2014 war eine Truppenstärke von etwa 260.000 Mann angestrebt. Da der Aufbau und Unterhalt einer einsatzfähigen Luftwaffe teuer war, übernahmen die Vereinigten Staaten die Sicherung des afghanischen Luftraums. Die Notwendigkeit einer afghanischen Luftwaffe wurde debattiert, aufgrund der geographischen Gegebenheiten galt diese aber als vorhanden. Die Kommandostruktur orientierte sich an der der Vereinigten Staaten. So sollte Afghanistan unter militärisch sinnvollen Regionalkommandos aufgeteilt werden, vergleichbar den US-Streitkräften. Vorrangiges Ziel blieb aber zunächst die Verbesserung von Ausbildung, Moral und Ausrüstung sowie die Bereinigung des Militärs von Spionen und Saboteuren.
In Zusammenarbeit mit Deutschland und der EU bildeten die Vereinigten Staaten afghanische Polizisten aus.
Der neu gegründete afghanische Geheimdienst, die Nationale Sicherheitsdirektion (NDS) unterstützte die afghanische Regierung durch Informationsgewinnung und -auswertung. In ihrer jungen Geschichte fiel die NDS international durch Einsperrungen von Journalisten und durch Tötung eines Politikers auf. Die NDS genoss in Afghanistan de facto Straffreiheit.

### Sicherheitslage
In den Jahren von 2014 bis 2019 sind nach Angaben der afghanischen Regierung 45.000 Soldaten der afghanischen Streitkräfte im Kampf gegen Gruppierungen wie den Taliban und den islamischen Staat gefallen.
Im Sommer 2016 standen 36 von 400 Regionen oder bis zu einem Drittel Afghanistans nicht mehr unter Kontrolle der Regierung. Trotz Friedensverhandlungen zwischen der afghanischen Regierung und den Taliban im Jahr 2020 war das Land von Kampfhandlungen zwischen den Soldaten und Milizen dieser beiden Akteure überzogen. In den Jahren von 2016 und 2020 töteten die Taliban laut UNAMA jährlich zwischen etwa 1300 und 1625 Zivilisten. Außerdem wurden jährlich zwischen etwa 2500 und 3600 Zivilisten direkt oder indirekt durch IEDs der Taliban verletzt.
Laut dem Lagebericht des Auswärtigen Amtes tragen organisierte Kriminalität und Stammeskonflikte zu einer komplexen Sicherheitslage in Afghanistan bei.

#### Landminen
Afghanistan ist stark mit Landminen belastet. Nach Angaben des United Nations Mine Action Service (UNMAS) ist das Land auf 530 km² mit 10 Millionen Minen kontaminiert. Die Hauptstadt Kabul gilt als am stärksten von Landminen belastete Stadt der Welt. Die Minen stammen aus der Zeit der sowjetischen Besatzung von 1979 bis 1989 sowie von den Vereinigten Staaten, Großbritannien und Iran aus der Zeit des Bürgerkrieges. Die Taliban setzten pakistanische Landminen ein.
Die Minen sind eine ständige Gefahr für die Zivilbevölkerung. Allein im Jahr 2002 zählte das Rote Kreuz 1286 Landminenopfer, wobei von einer hohen Dunkelziffer auszugehen ist. Afghanistan trat 2002 der Ottawa-Konvention zum Verbot von Landminen bei. Es besteht jedoch der Verdacht, dass die Taliban seitdem zur Bekämpfung der ausländischen Militärpräsenz weiterhin Minen eingesetzt haben.

## Wirtschaft
Nach zwei Jahrzehnten Krieg war die Wirtschaft des Landes im Jahr 2001 weitgehend zerstört, ebenso ein Großteil der Viehbestände.
Das Bruttoinlandsprodukt lag im Jahr 2016 bei geschätzten 18,8 Milliarden US-Dollar. Damit zählte Afghanistan zu den ärmsten Staaten weltweit. Bei der Entstehung des BIP war der Landwirtschaftssektor mit geschätzten 60 % beteiligt, die Industrie mit geschätzten 15 % und Dienstleistungen mit geschätzten 25 %. Bis zum Jahr 2017 sank der Anteil des Landwirtschaftssektors auf 23 %, die Anteile der Industrie und des Dienstleistungssektors stiegen dagegen auf 21 % und 52 %. Die Arbeitslosenquote lag im Jahr 2017 bei 23,9 %, dazu kommt Unterbeschäftigung, die weit verbreitet ist. 2017 arbeiteten 44,3 % aller Arbeitskräfte in der Landwirtschaft, 18,1 % in der Industrie und 37,6 % im Dienstleistungssektor. Die Gesamtzahl der Beschäftigten wird für 2017 auf 8,5 Millionen geschätzt; davon sind nur 17,3 % Frauen.
Im Wirtschaftsjahr 2008/2009 lag das Wirtschaftswachstum bei 3,6 %. Der Grund für das niedrige Wachstum lag vor allem am fast vollständigen Ausfall der Getreideernte durch eine Dürre. 2009/2010 stieg das Wachstum auf 15 % an.
2016 wuchs die Wirtschaft nur um 2,4 %. Für die nächsten Jahre wird ein Wachstum von 3 bis 4 Prozent erwartet, was als nicht ausreichend für eine nachhaltige Senkung der Armut und hohen Arbeitslosigkeit bzw. Unterbeschäftigung gilt.
Im Index für wirtschaftliche Freiheit belegt Afghanistan 2017 Platz 163 von 180 Ländern. Im Ease of Doing Business Index der Weltbank belegt Afghanistan 2018 Platz 183 von 190 Ländern. Das Entwicklungsprogramm der Vereinten Nationen zählt das Land zu den Ländern mit geringer menschlicher Entwicklung.
Trotz bestehender Probleme wie mangelhafte Infrastruktur, teils unsicherer Sicherheitslage und Korruption haben in den letzten Jahren große Investitionen in Afghanistan stattgefunden: Verschiedene staatliche Unternehmen wurden privatisiert, durch den Krieg zerstörte Industrie wurde wieder aufgebaut. Die im Jahr 2003 gegründete Afghanistan Investment Support Agency (kurz: AISA) registriert neue Unternehmen und betreut Investoren bei Problemen nach der Unternehmensgründung.
Zu den wichtigsten Handelspartnern zählt neben Staaten der Region, vor allem Pakistan und Iran, auch die Europäische Union.
Mit Stand 2021 beruhte rund ein Zehntel der afghanischen Wirtschaftsleistung auf der Gewinnung des Rauschmittels Opium.

### Armut und Mangelernährung
Afghanistans Bevölkerung leidet, unter anderem aufgrund von Dürren, mindestens seit Ende der 2010er Jahre unter einer Hungersnot. Ende des Jahres 2021 lebten laut den Vereinten Nationen (UN) etwa die Hälfte der 38 Millionen Afghanen unterhalb der Armutsgrenze. Der prozentuale Anteil der Bevölkerung in Armut stieg im Jahr 2022 drastisch, laut UN-Prognosen auf bis zu 97 Prozent, an. 38 Prozent der Bevölkerung (23,34 Millionen Menschen) erhält Lebensmittelhilfen. Die Zahl der Menschen, die unter akuter Lebensmittelunsicherheit leiden, lag im Jahr 2021 bei 22,8 Millionen Menschen und im Jahr 2022 bei 19,7 Millionen. Laut einer Schätzung der UN leiden im Jahr 2022 höchstwahrscheinlich 1,1 Millionen Kinder unter fünf Jahren unter schwerster Unterernährung.

### Kennzahlen
Alle BIP-Werte sind in US-Dollar (Kaufkraftparität) angegeben.
| Jahr                                    | 2002       | 2003       | 2004       | 2005       | 2006       | 2007       | 2008       | 2009       | 2010       | 2011       | 2012       | 2013       | 2014       | 2015       | 2016       | 2017       |
| --------------------------------------- | ---------- | ---------- | ---------- | ---------- | ---------- | ---------- | ---------- | ---------- | ---------- | ---------- | ---------- | ---------- | ---------- | ---------- | ---------- | ---------- |
| BIP (Kaufkraftparität)                  | 18,76 Mrd. | 20,81 Mrd. | 21,52 Mrd. | 24,84 Mrd. | 26,97 Mrd. | 31,39 Mrd. | 33,24 Mrd. | 40,39 Mrd. | 44,33 Mrd. | 48,18 Mrd. | 55,92 Mrd. | 60,05 Mrd. | 62,78 Mrd. | 64,29 Mrd. | 66,65 Mrd. | 69,55 Mrd. |
| BIP pro Kopf (Kaufkraftparität)         | 845        | 900        | 896        | 999        | 1.052      | 1.191      | 1.230      | 1.458      | 1.561      | 1.655      | 1.875      | 1.966      | 2.007      | 2.009      | 1.923      | 1.957      |
| BIP Wachstum (real)                     | …          | 8,7 %      | 0,7 %      | 11,8 %     | 5,4 %      | 13,3 %     | 3,9 %      | 20,6 %     | 8,6 %      | 6,5 %      | 14,0 %     | 5,7 %      | 2,7 %      | 1,3 %      | 2,4 %      | 2,5 %      |
| Staatsverschuldung (in Prozent des BIP) | 346 %      | 271 %      | 245 %      | 206 %      | 23 %       | 20 %       | 19 %       | 16 %       | 8 %        | 8 %        | 7 %        | 7 %        | 9 %        | 9 %        | 8 %        | 7 %        |

### Landwirtschaft

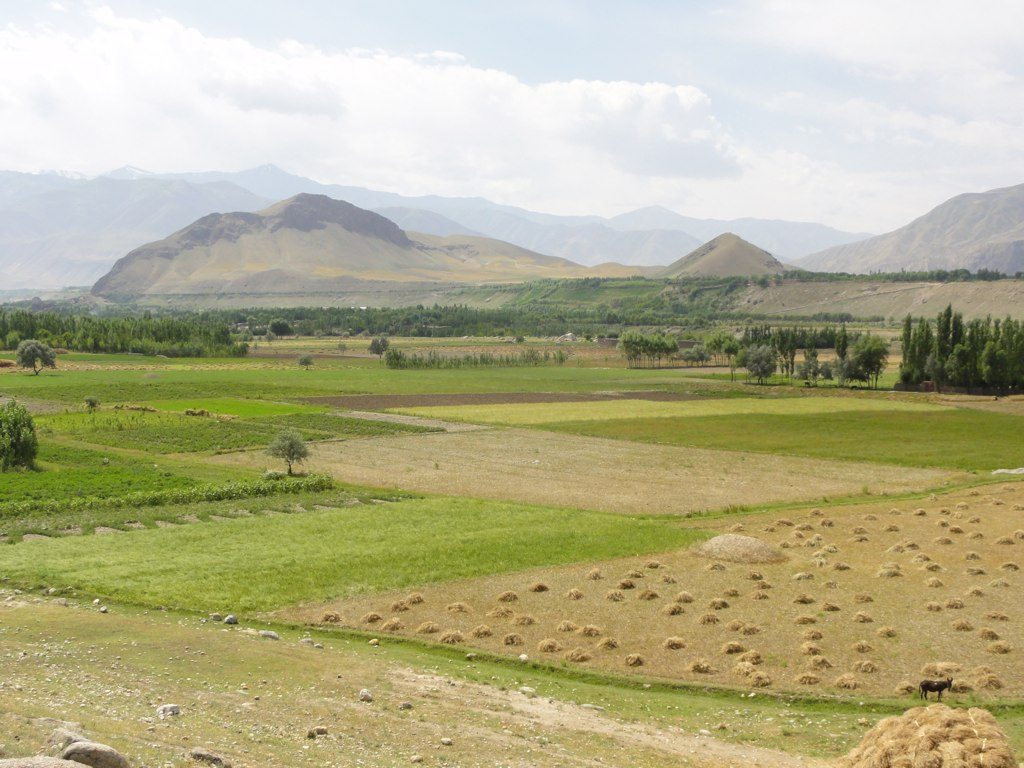
Fruchtbare Ebenen umgeben von waldlosen Bergen in Badachschan

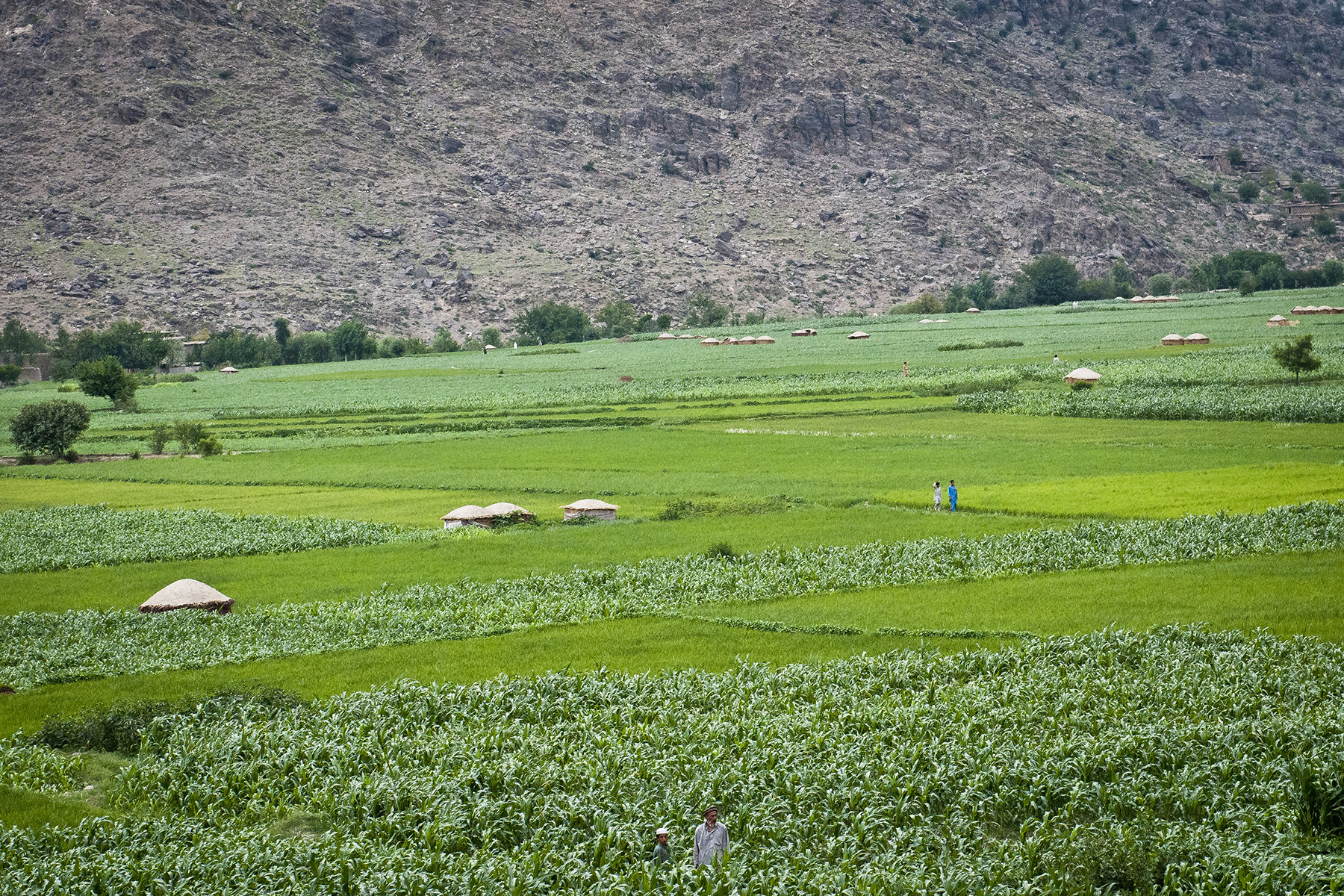
Felder am Flusslauf des Pech

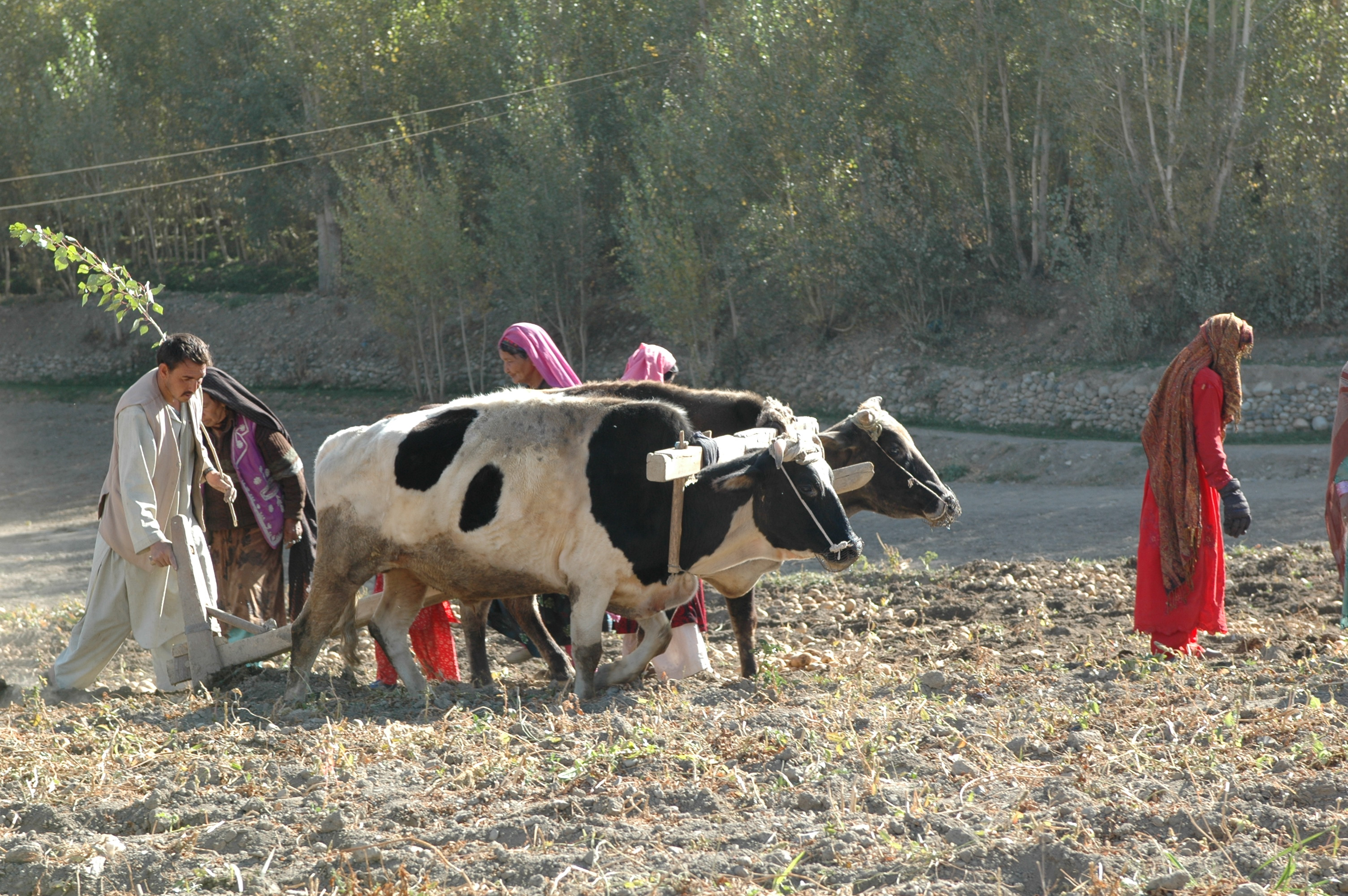
Kartoffelanbau in Bamyan

Entwicklung der Schlafmohn-Anbaufläche seit 1994

Obwohl nur etwa 6 % der Staatsfläche landwirtschaftlich nutzbar sind und diese Nutzung meist von künstlicher Bewässerung abhängt, sind 67 % der Bevölkerung in der Landwirtschaft tätig (Stand 2001).
Weitreichende Waldrodungen, Überweidung der Böden und unkoordiniertes Abpumpen von Grundwasser während der Bürgerkriegsjahre bewirkten einen Rückgang der landwirtschaftlich nutzbaren Ressourcen des Landes. Dadurch ist die Versorgung des Landes empfindlicher gegenüber Dürren und anderen Naturkatastrophen geworden. So sind die Ernten regelmäßig durch Dürren bedroht, die in ihrer Häufigkeit und Intensität in den letzten drei Jahrzehnten zugenommen haben. Dabei trockneten in manchen Fällen bestimmte Flüsse und Seen völlig aus.:95+97 Teile der Bevölkerung sind auf Nahrungsmittelhilfen angewiesen.
Eine Reihe von Organisationen befassen sich daher mit der Erhebung, Überwachung und dem Entwickeln von Nutzungskonzepten der Wasserressourcen des Landes.:98

#### Drogenanbau
Afghanistan ist der größte Opiumproduzent der Welt. Im Juli 2000 wurde der Opiumanbau durch das Taliban-Regime verboten, worauf die Opiumproduktion völlig einbrach und im Jahre 2001 fast auf null sank. Nach dem US-geführten Krieg stieg die Produktion wieder an und ist seit 2004 höher als in den Jahren zuvor. 2006 betrug der Handel mit Opium 46 Prozent des Bruttoinlandsprodukts. Die Anbaufläche für Schlafmohn stieg seit der Beseitigung des Taliban-Regimes kontinuierlich, im Jahr 2006 erneut um 59 Prozent auf rund 193.000 Hektar. Nach Angaben des Büros der Vereinten Nationen für Drogen- und Verbrechensbekämpfung (UNODC) wurden im Jahr 2006 über 6000 Tonnen Opium geerntet, das entspricht 92 Prozent der gesamten Weltproduktion. Der Exportwert dieses Opiums liegt nach Angaben des Außenministeriums der Vereinigten Staaten bei 3,1 Milliarden US-Dollar, dagegen liegt der Straßenpreis bei rund 38 Milliarden US-Dollar. Im Herbst 2007 wurden in Afghanistan rund 8200 Tonnen Opium geerntet, davon mehr als die Hälfte in der afghanischen Provinz Helmand. Das übersteigt den weltweiten Verbrauch um 3000 Tonnen. Der einzelne Opiumfarmer erzielt hierbei etwa 122 US-Dollar pro Kilogramm Opium („farm gate price“). Somit ist für diesen der Schlafmohnanbau um etwa das Zehnfache lukrativer als der Weizenanbau.
Die neue Talibanregierung verbot 2022, wirksam mit Ernte 2023 den Anbau von Schlafmohn, aus dem Opium gewonnen wird. Die Mohnanbaufläche ging von 233.000 Hektar (2022) auf 10.800 ha im Jahr 2023, also ein Zwanzigstel, zurück.
Afghanistan ist auch größter Ertragsproduzent von Haschisch wie 2010 von der UNODC festgestellt wurde. Nach Angaben der UNODC-Studie werden in Afghanistan pro Hektar 145 Kilogramm Cannabisharz gewonnen. In Marokko, dem größten Cannabisanbauland der Welt, sind es zum Vergleich pro Hektar nur 40 Kilogramm.
In der Provinz Nimrus wird Ephedrin, ein Vorstoff von Crystal Meth, hergestellt aus einer Meerträubel Art, einer heimischen Pflanze. Die Jahresproduktion wird auf 350.000 Kilogramm geschätzt.
Zur Bekämpfung der Drogenkriminalität wird in Afghanistan seit dem Jahr 2002 die „Counter Narcotics Police of Afghanistan“ (CNPA) aufgebaut. Im Rahmen von Felderzerstörungen der afghanischen Drogenvernichtungseinheit (Afghan Eradiction Force) und der nationalen Polizei wird seit 2005 in zunehmendem Umfang der Opiumanbau bekämpft. Nachteil dieser von westlichen Geberländern geforderten Maßnahme ist, dass zahlreiche Bauern, deren Lebensgrundlage zerstört wurde, zu Anhängern lokaler Kriegsherren wurden, ein Grund für die Verschlechterung der Sicherheitslage seit dieser Zeit. Ein wirtschaftlich negativer Effekt ist, dass Marktverknappung der derzeitigen Überschussproduktion den Drogenhändlern in die Hände spielt, weil sie die Preise steigen lässt. 2003 betrug bei einer Ernte von 4000 Tonnen das von den Bauern erzielbare Bruttoeinkommen noch das 27fache des Weizenanbaus. Der erneute Anbau von Opium wird durch die Vernichtung von Feldern lukrativer, die politische Macht der Drogenbarone wird dagegen nicht angegriffen.
Der überwiegende Anteil der Gewinne am Handel mit Opiaten wird im Ausland erzielt. im Frühjahr 2018 lag der Preis für Opium in Afghanistan bei etwa 60 bis 80 US-Dollar pro Kilogramm, der Preis für das hochwertigste Heroin bei 2.000 US-Dollar. In Iran verdreifacht sich der Heroinpreis auf 5.800 US-Dollar beinahe, in Istanbul steigt der Preis auf etwa 15.000 US-Dollar. In Deutschland ist das Heroin dann etwa 35.000 US-Dollar wert und in Großbritannien sogar 40.000 US-Dollar. In London lassen sich für das gestreckte Heroin bis zu 74.000 Dollar pro Kilogramm erzielen.

### Bergbau und Industrie
Die bedeutendsten Bodenschätze sind Eisen- und Kupfererze, Erdgas, Kohle, Schmucksteine (hauptsächlich Lapislazuli) und Erdöl. In den 1880ern führte der britische Geologe Karl Griesbach geologische Explorationen durch und dokumentierte reichhaltige Vorkommen an Mineralien. Insgesamt konnten in Afghanistan bisher rund 200 Mineralarten nachgewiesen werden, so unter anderem Lasurit als farbgebender Bestandteil von Lapislazuli sowie verschiedene Beryll-, Korund- und Turmalinvarietäten. Für die Minerale Afghanit (entdeckt in der Lapislazuli-Lagerstätte Ladjuar Medam nahe Sar-e-Sang) und Khanneshit (entdeckt im Khanneshin-Karbonatit-Komplex im Distrikt Reg, Helmand) ist Afghanistan zudem Typlokalität (erster Fundort) und für das erstgenannte Mineral Namensgeber.
1937 vergab Afghanistan eine Konzession zum Abbau der Mineral- und Ölvorkommen über einen Zeitraum von 75 Jahren an eine US-Firma. Diese verzichtete jedoch schon bald auf die Wahrnehmung der Konzession, weil die wirtschaftliche Verwertung eine Investition von mehreren hundert Millionen US-Dollar erfordert hätte. Ab den 1950ern investierte die Sowjetunion in Explorationen, die bis in die 1980er fortgeführt wurden. Die wichtigsten Funde waren die Kupfererz-Vorkommen bei Aynak, etwa 30 km südlich der Hauptstadt gelegen, die Eisenerz-Vorkommen in Hajigak im zentralafghanischen Bamiyan und die Gasfelder nahe Scheberghan. Die Sowjetunion stellte 1967 eine 101 km lange Gaspipeline nach Wachsch in der tadschikischen Sowjetrepublik fertig und von da an wurden etwa 90 Prozent der afghanischen Gasvorkommen in die Sowjetunion exportiert. 2007 nutzte der United States Geological Survey ein luftgestütztes Erkennungsverfahren, um weitere Mineralienvorkommen zu dokumentieren. Dabei wurden im Norden des Landes Lagerstätten entdeckt, die das 18fache der ursprünglich geschätzten Menge an Ölvorkommen und etwa das dreifache an Gasvorkommen enthalten.:92 f. Im Jahr 2010 gab es eine Reihe von Presseberichten, in denen von Funden an Bodenschätzen im Wert von bis zu einer Billion US-Dollar, bei entsprechender Förderung auch bis zu vier Billionen US-Dollar, die Rede war. So soll Afghanistan zum Beispiel über Vorkommen an Lithium verfügen wie bisher nur Bolivien. Der überwiegende Anteil der Entdeckungen geht jedoch auf Explorationen der Sowjetunion zurück.
Zahlreiche der früher ausschließlich als Staatseigentum angesehenen Minen und Lagerstätten wurden inzwischen privatisiert, was die Beteiligung ausländischer Investoren erst ermöglicht. Bei Erhebungen des möglichen Abbaus vorhandener nicht-fossiler Bodenschätze wurden 20 Lagerstätten identifiziert, die das Potenzial für einen wirtschaftlichen Abbau besitzen sollen. Voraussetzung für einen Produktionsbeginn ist jedoch eine ausreichende Sicherheitslage, die vielerorts noch nicht gegeben ist.:94 f. 2008 vergab die afghanische Regierung eine Konzession zum Abbau der mit 5,5 bis 11,3 Millionen Tonnen bedeutendsten Kupfervorkommen in Aynak an den chinesischen Staatskonzern China Metallurgical Construction Corporation (MCC), der zugesichert hatte, 2,9 Milliarden US-Dollar in das Projekt zu investieren. Das Projekt verzögerte sich jedoch aufgrund von Vertragsstreitigkeiten und der kritischen Sicherheitslage. Eine Konzession für den Abbau der Eisenerze bei Hajigak wurde an ein Konsortium von sieben indischen Firmen und ein kleinerer Teil an eine kanadische Firma vergeben. Seit 2009 unterstützen die USA Afghanistan beim Aufbau einer eigenen Rohstoffindustrie.

### Tourismus

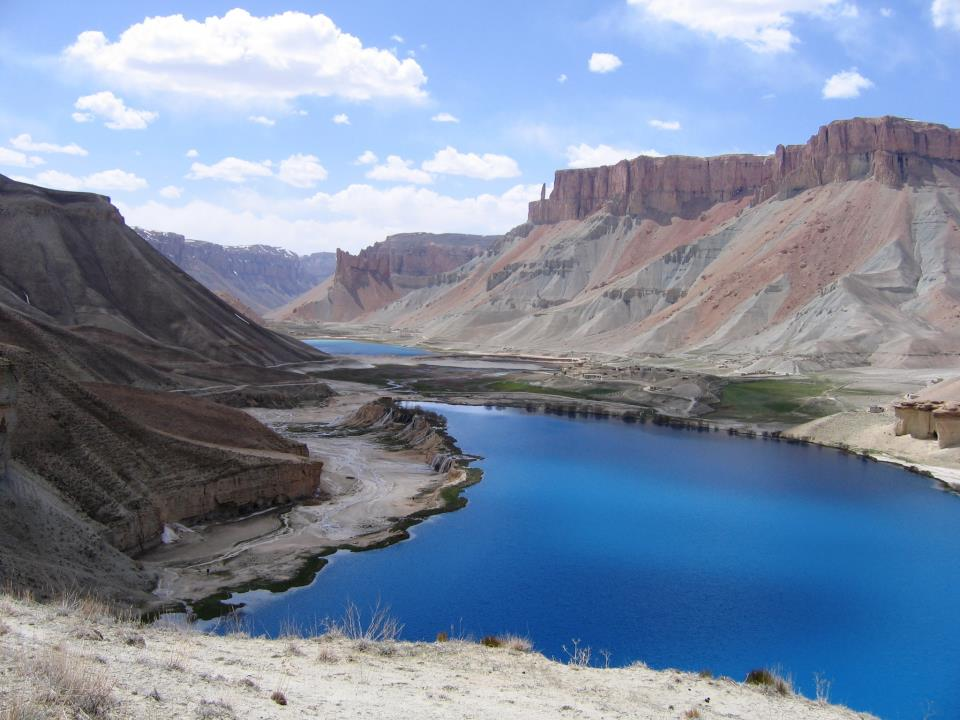
Nationalpark Band-e-Amir-Seen

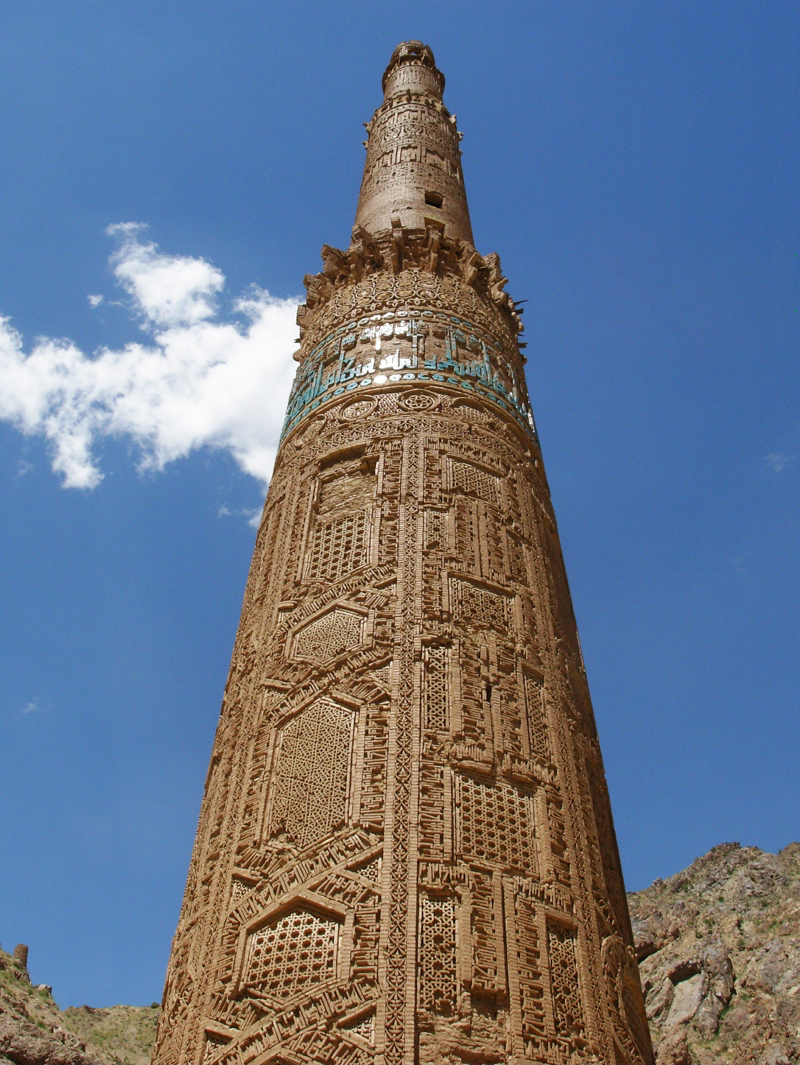
Minarett von Dschām, UNESCO-Welterbe

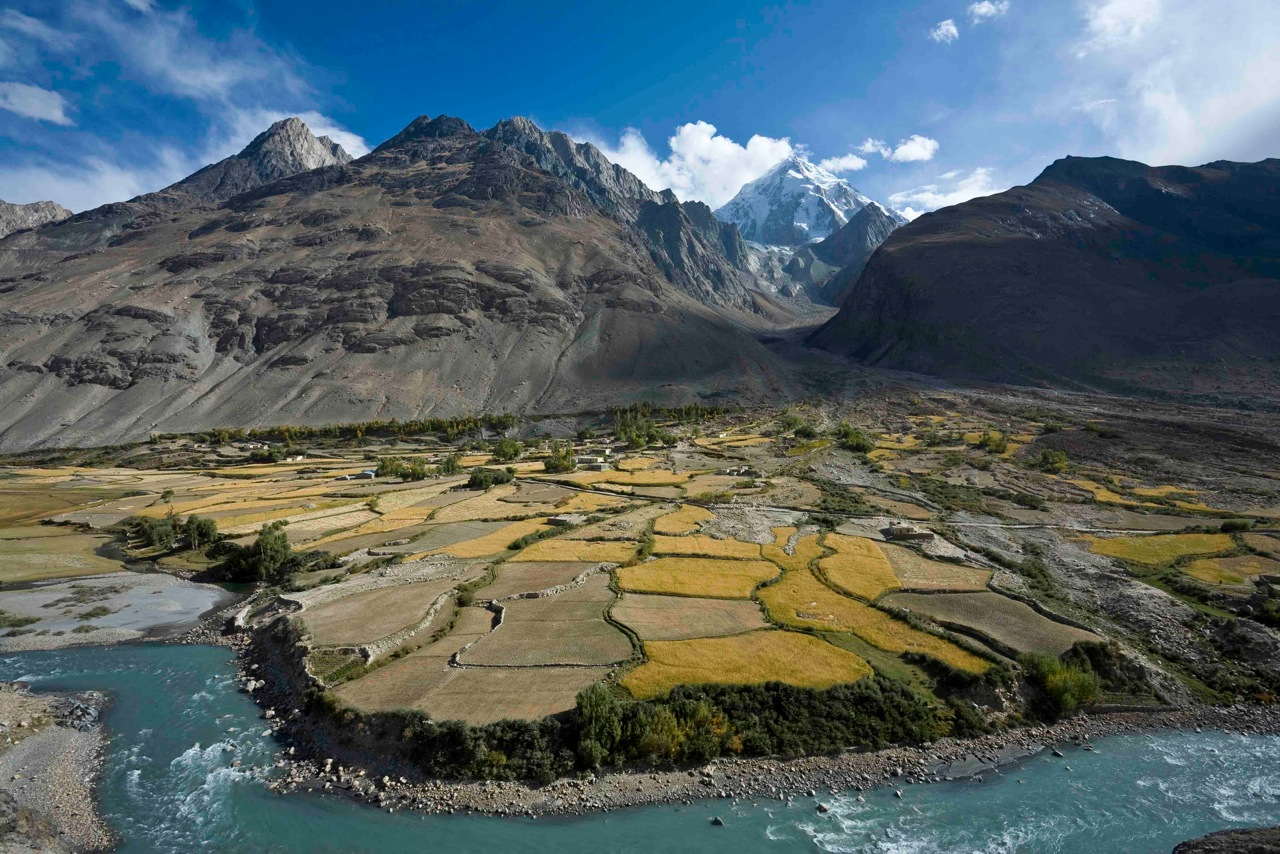
Wakhan-Nationalpark in Badachschan

In Kabul sind einige Hotels und Gästehäuser für Ausländer geöffnet. Reisen außerhalb der Hauptstadt sind gefährlich. Viele Kulturschätze wie zum Beispiel die berühmten Buddha-Statuen von Bamiyan wurden zerstört oder geplündert. Afghanistan veröffentlicht keine offiziellen Zahlen zum Tourismus. In den 1960er und 1970er Jahren führte der sogenannte Hippie trail von Europa nach Südasien durch Afghanistan.
Für Afghanistan existiert eine Reisewarnung des Auswärtigen Amtes der Bundesrepublik Deutschland (Stand: 28. April 2016). Reisen gelten als gefährlich, und von ihnen wird dringend abgeraten, da eine Rettung (besonders aus den Provinzen) im Unglücksfall nur unter schwersten Bedingungen möglich ist und nicht garantiert werden kann.

### Telekommunikation
2008 wurde das Mobile Payment mit M-Pesa von Afghanistans Telekomunternehmen Roshan und Vodafone eingeführt. Ab 2009 nutzte dann die Afghanische Nationalpolizei M-Pesa in einigen Landesteilen zur Bezahlung, wodurch nicht vorhandene Polizisten aufgespürt werden konnten und das übliche teilweise Einbehalten des Gehaltes, durch die oberen Polizeiränge, verhindert werden konnte.

### Korruption
Afghanistan gehört zu den weltweit korruptesten Ländern. Korruption ist in allen Teilen der Wirtschaft und des Staates verbreitet. Milliarden an Hilfsgeldern für den wirtschaftlichen Aufbau des Landes sind durch Korruption versickert.

### Finanzwirtschaft
In Afghanistan gibt es derzeit keine offizielle eigene Wertpapierbörse. Eine Zentralbank existiert jedoch mit der Da Afghanistan Bank.

### Staatshaushalt
Der Staatshaushalt umfasste 2016 Ausgaben von umgerechnet 6,39 Mrd. US-Dollar, dem standen Einnahmen von umgerechnet 1,70 Mrd. US-Dollar gegenüber, zusätzlich erhielt Afghanistan internationale Finanzhilfen in Höhe von 2,7 Mrd. US-Dollar. Daraus ergibt sich ein Haushaltsdefizit in Höhe von 10,5 % des BIP. Die Staatsverschuldung betrug 2016 1,540 Mrd. US-Dollar oder 8,2 % des BIP.
2010 wurden Afghanistan von den Staaten des Pariser Clubs 441 Mio. US-Dollar erlassen, ein Erlass von weiteren 585 Mio. US-Dollar wird angestrebt. Bereits 2007 waren Afghanistan im Rahmen der HIPC-Initiative Staatsschulden in Milliardenhöhe erlassen worden, 2006 lag die externe Staatsschuld bei umgerechnet 11,6 Mrd. USD.
2006 betrug der Anteil der Staatsausgaben (in % des BIP) folgender Bereiche:
- Bildung:[2] k. A.
- Gesundheit:[226] 9,2 %
- Militär:[2] 1,9 %

## Infrastruktur
Das Land hat eine kaum vorhandene Infrastruktur, die zudem in diversen Kriegen stark beschädigt wurde. Im Logistics Performance Index, der von der Weltbank erstellt wird, belegte Afghanistan den letzten Platz unter 160 Ländern. Bei der Qualität der vorhandenen Infrastruktur belegte das Land den drittletzten Platz unter allen untersuchten Staaten.

### Pipelines

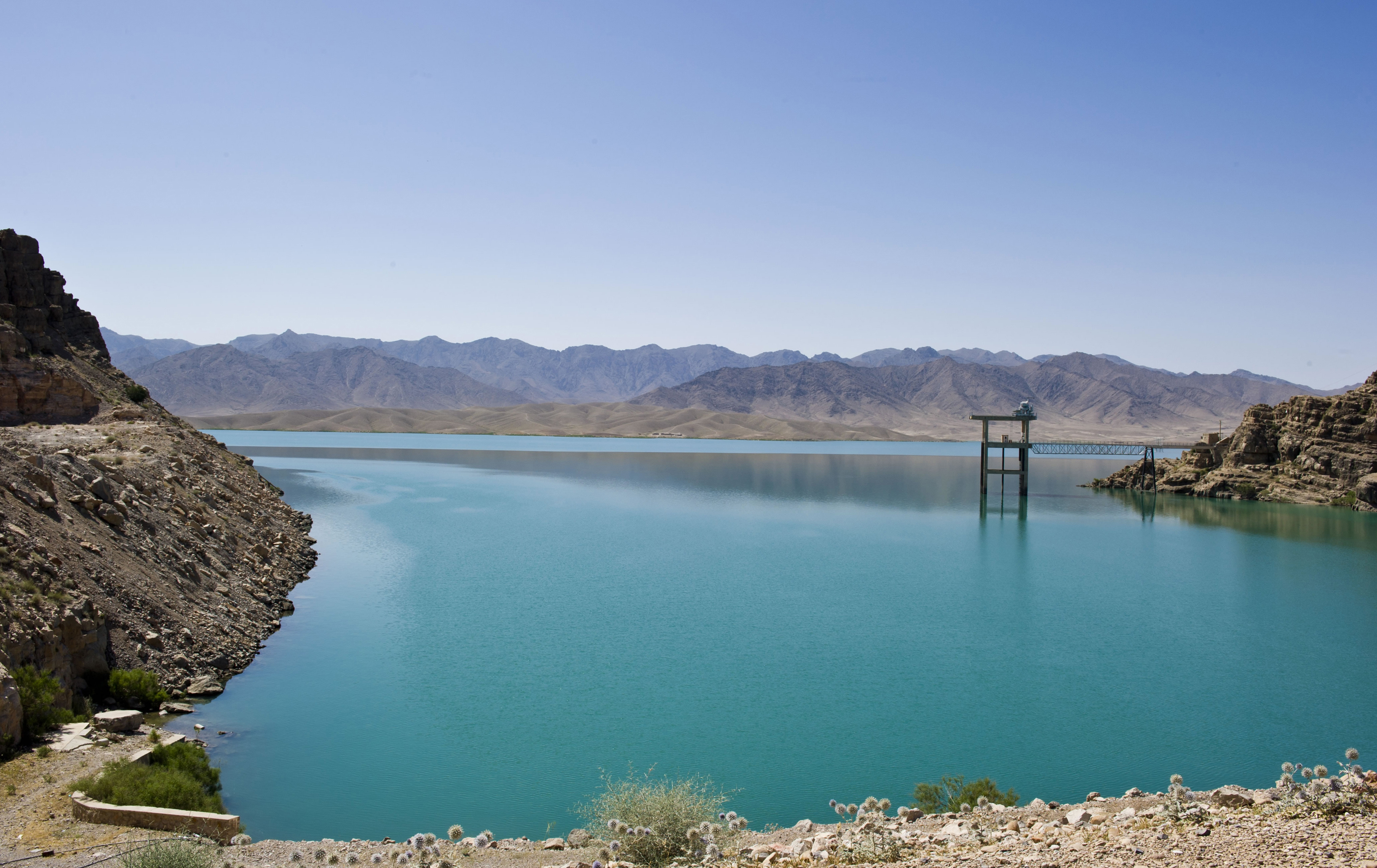
Der 1953 erbaute Kajakai-Damm staut den Fluss Hilmend

Afghanistan wird bereits seit Jahrzehnten als mögliches Transitland für fossile Brennstoffe in Betracht gezogen; dies aufgrund seiner Lage zwischen den turkmenischen Erdöl- und Erdgasfeldern des Kaspischen Meeres und dem Indischen Ozean. Der Baubeginn der seit längerem geplanten Turkmenistan-Afghanistan-Pakistan-Pipeline (kurz: TAP), die Pakistan und gegebenenfalls Indien mit turkmenischem Erdgas beliefern würde, hätte 2006 stattfinden sollen. Das Projekt wurde aber aufgrund der unsicheren Sicherheitslage und unklarer Finanzierung auf unbestimmte Zeit verschoben und kommt möglicherweise nicht mehr zustande. Der Bau der Pipeline würde tausende Arbeitsplätze schaffen und dem Staat jährlich etwa 100 bis 300 Millionen US-Dollar an Transitgebühren einbringen.:103

### Energieversorgung
Nachdem die Taliban 2001 in Afghanistan von der Macht vertrieben worden waren, war die elektrische Infrastruktur in weiten Teilen des Landes zerstört: 2003 hatten nur 6–7 % der Bevölkerung Zugang zu elektrischem Strom, der jedoch nur etwa vier Stunden am Tag zur Verfügung stand. 30 % aller Stromanschlüsse des Landes befanden sich in Kabul; die damals vorhandenen 42 Kraftwerke leisteten nur 240 MW statt den nominellen 454 MW.
Afghanistans Energienetz war in den folgenden Jahren in miteinander nicht verbundene Teilnetze getrennt. Im Norden gab es Teilnetze zwischen einzelnen Gebieten und den Nachbarländern: Bei Scheberghan (Erdgasförderung und Verstromung in einem 100 MW Kraftwerk), bei Masar-e Scharif und bei Kundus, im Osten gab es unverbundene Netze bei Kabul und Dschalalabad, im Westen bei Herat und im Süden ein Teilnetz zwischen Kandahar, Laschkar Gah, Musa Qala und der Kajakai-Talsperre. Nachdem in den ersten Jahren hauptsächlich lokale Wasserkraftwerke instand gesetzt worden waren, wie etwa das Sarobi Wasserkraftwerk nahe Kabul, entstand der Plan für ein überregionales Energiesystem, das innerhalb weniger Jahre aufgebaut werden könnte. 2009 erreichten die ersten 90 Megawatt (später dann bis zu 150 Megawatt) Kabul über eine 442 Kilometer lange Stromtrasse aus Usbekistan, wobei mehrere Städte in der Nähe der Hochspannungsleitung zu diesem Zeitpunkt ebenfalls angeschlossen wurden, zum Beispiel Pol-e Chomri, oder die demnächst angeschlossen werden. Auch die schnell wachsende Stadt Masar-e Scharif bekam über eine Abzweigung, zusätzlich zu einer schon bestehenden Verbindungen, aus Usbekistan Energie geliefert.
Damit stieg der Versorgungsgrad wieder an, wenn auch auf niedrigem Niveau. 2009 lag der Pro-Kopf-Verbrauch an elektrischer Energie bei 49 kWh, was einer der niedrigsten Werte weltweit war. 2011 verfügten 28 % der Bevölkerung über einen Stromanschluss. Das Land hatte eine installierte Leistung von rund 500 MW, verteilt auf Wasserkraftwerke und Dieselgeneratoren. Der Stromverbrauch lag bei insgesamt 3086 GWh, wovon 73 % aus dem Ausland importiert wurden. Im Jahr 2021 importierte Afghanistan knapp 80 Prozent seines Stroms aus dem Ausland (vor allem aus den zentralasiatischen Nachbarländern). Stand 2021 hatten 35 % aller Haushalte einen Stromanschluss.
In Afghanistan wird insbesondere der Wasserkraft viel Potential eingeräumt: Es ist geplant, unter anderem die Kajakai-Talsperre mit einem zusätzlichen Wasserkraftwerk Kajakai II auszubauen. Auch andere erneuerbare Energien wie Windenergie und Solarenergie, die, von dezentralen Inselanlagen abgesehen, bisher über keine nennenswerte Rolle spielen, verfügen über großes Potential. Gründe für ihren Ausbau sind u. a. geringere Abhängigkeit von Energieimporten aus den Nachbarstaaten mit schwankenden und unvorhersehbaren Lieferbedingungen, längere Reichweite heimischer Energieressourcen Kohle und Erdgas sowie Reduzierung von Dieselimporten, deren Kosten ansteigen sowie Umweltschäden verursachen. Als besonders erfolgversprechend gilt der Einsatz von Windkraft- und Photovoltaikanlagen in den Provinzen Herat und Balch, wo ohne größere Abregelung ein Wind- und Solarstromanteil von 65 bis 70 % erreicht werden könnte. In Herat bläst z. B. an ca. 120 Tagen im Jahr starker Wind.

### Verkehrsinfrastruktur

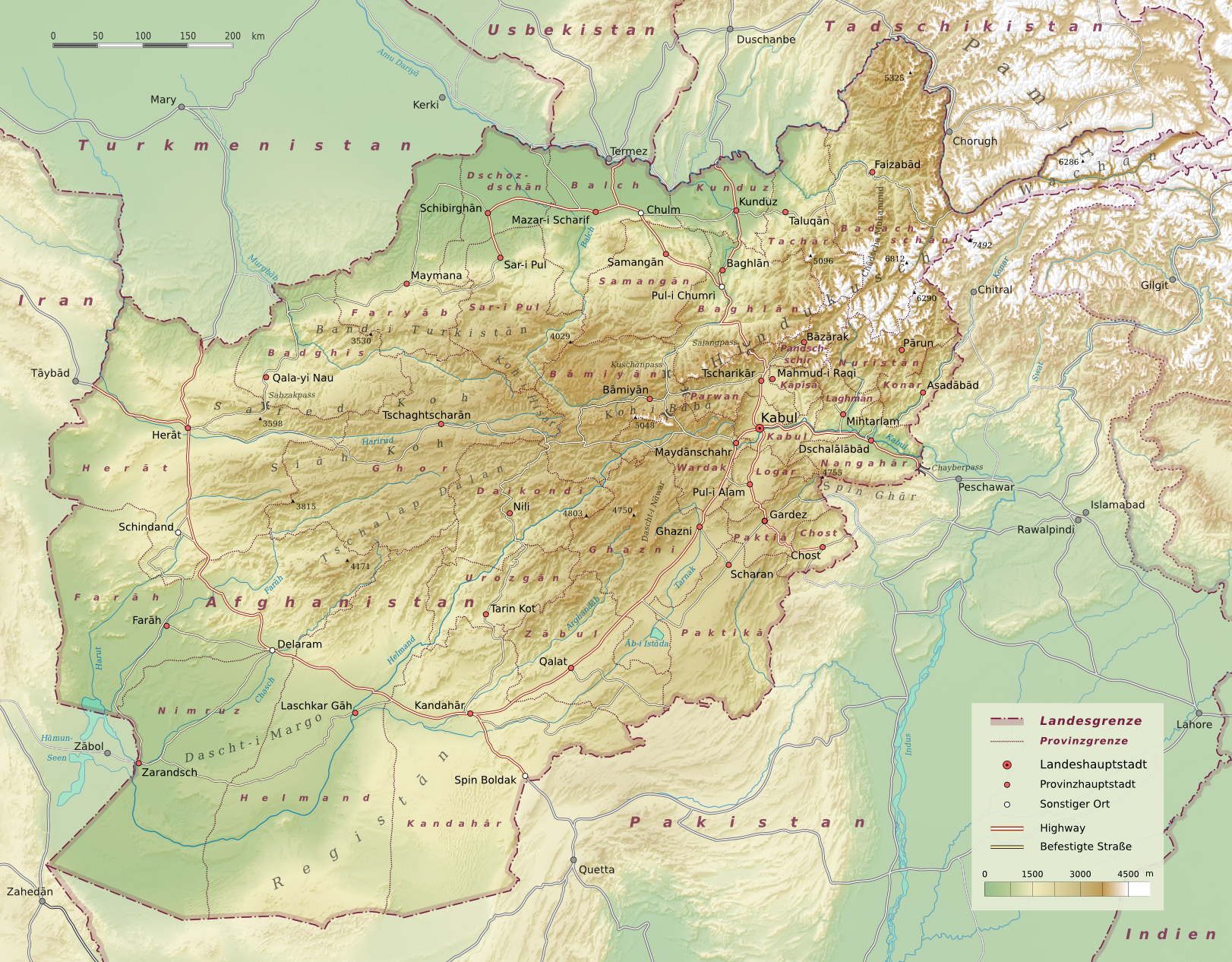
Hauptverkehrswege in Afghanistan

#### Straße
Das Straßennetz befindet sich im Wiederaufbau und wird zudem erweitert. Die sogenannte Ring Road, die Hauptverkehrsader des Landes, in deren Umgebung rund 60 Prozent der Bevölkerung leben, wurde wieder instand gesetzt. So wurden bis 2007 bereits 715 Kilometer von ihr erneuert. Die Fertigstellung des letzten rund 400 km langen, neu trassierten Teilstücks, das die letzte Lücke im Nordwesten des Landes schließen würde, verzögert sich jedoch wegen der lokal prekären Sicherheitslage. Außerdem wurden bis Mitte 2007 über 800 km an sekundären Straßen erneuert oder neu angelegt. Das gesamte Straßennetz umfasste 2017 etwa 34.903 km, davon 17.903 km asphaltiert.
Der Grenzfluss Amudarja beziehungsweise dessen Quellfluss Pandsch stellt ein natürliches Hindernis für Überlandtransporte in die nördlich gelegenen Nachbarländer Usbekistan und Tadschikistan dar, da nur wenige Brücken über diese beiden Flüsse existieren. Es besteht teilweise eine hohe Minengefahr und viele Straßen sind je nach Jahreszeit oft stark unterspült.
Um 2000 wurde die Straßenverkehrsordnung der DDR übernommen, weil viele afghanische Soldaten in der DDR ausgebildet worden waren.

#### Luftverkehr
In Afghanistan gibt es über 60 Flugplätze und Flughäfen, überwiegend handelt es sich um einfache Schotterpisten. Nur in einigen Städten sind größere Flughäfen vorhanden, diese werden auch beziehungsweise überwiegend von der U. S. Air Force militärisch genutzt.
Der größte Flughafen des Landes ist der Flughafen Kabul. Über ein Dutzend Fluggesellschaften fliegen Ziele in Afghanistan an. Afghanische Fluggesellschaften sind Ariana Afghan Airlines, Kam Air und Pamir Airways.

#### Schiene
Das afghanische „Schienennetz“ hatte Anfang 2024 eine Länge von 227 km. Es besteht aus vier Inselbetrieben, die von den Bahnnetzen benachbarter Länder als Stichstrecken über die Grenze gebaut wurden. Hinzu kommt die in einem kurzen Abschnitt grenzüberschreitende Bahnstrecke Peschawar–Landi Khana aus Pakistan, die aber stillgelegt ist. 
Eisenbahnbehörde des Landes und Keimzelle einer künftigen afghanischen Staatsbahn ist die Afghanistan Railway Authority. Sie verfolgt umfangreiche Pläne, ein mehr als 5000 km umfassendes nationales Eisenbahnnetz zu errichten. Angesichts der wirtschaftlichen und politischen Lage im Land erscheint das sehr optimistisch.
Ein erhebliches technisches Problem für die Eisenbahn in Afghanistan ergibt sich daraus, dass das Land die Schnittstelle für drei unterschiedliche Spurweiten bilden wird. Die im Norden angrenzenden Staaten verwenden die russische Spur von 1520 mm, Pakistan hat die indische Breitspur von 1676 mm und die Eisenbahn Irans baut ihre Strecken nach europäischen Normen in Normalspur von 1435 mm.

### Telekommunikation
Es existieren vier Mobilfunknetze. Anfang 2008 gab es in Afghanistan 4,5 Millionen Mobilfunknutzer. Das Telekommunikationsnetz der Afghan Telecom versorgt alle 34 afghanischen Provinzhauptstädte sowie 254 Orte und Dörfer. Im Jahr 2020 nutzten 18,4 Prozent der Einwohner Afghanistans das Internet.

## Kultur

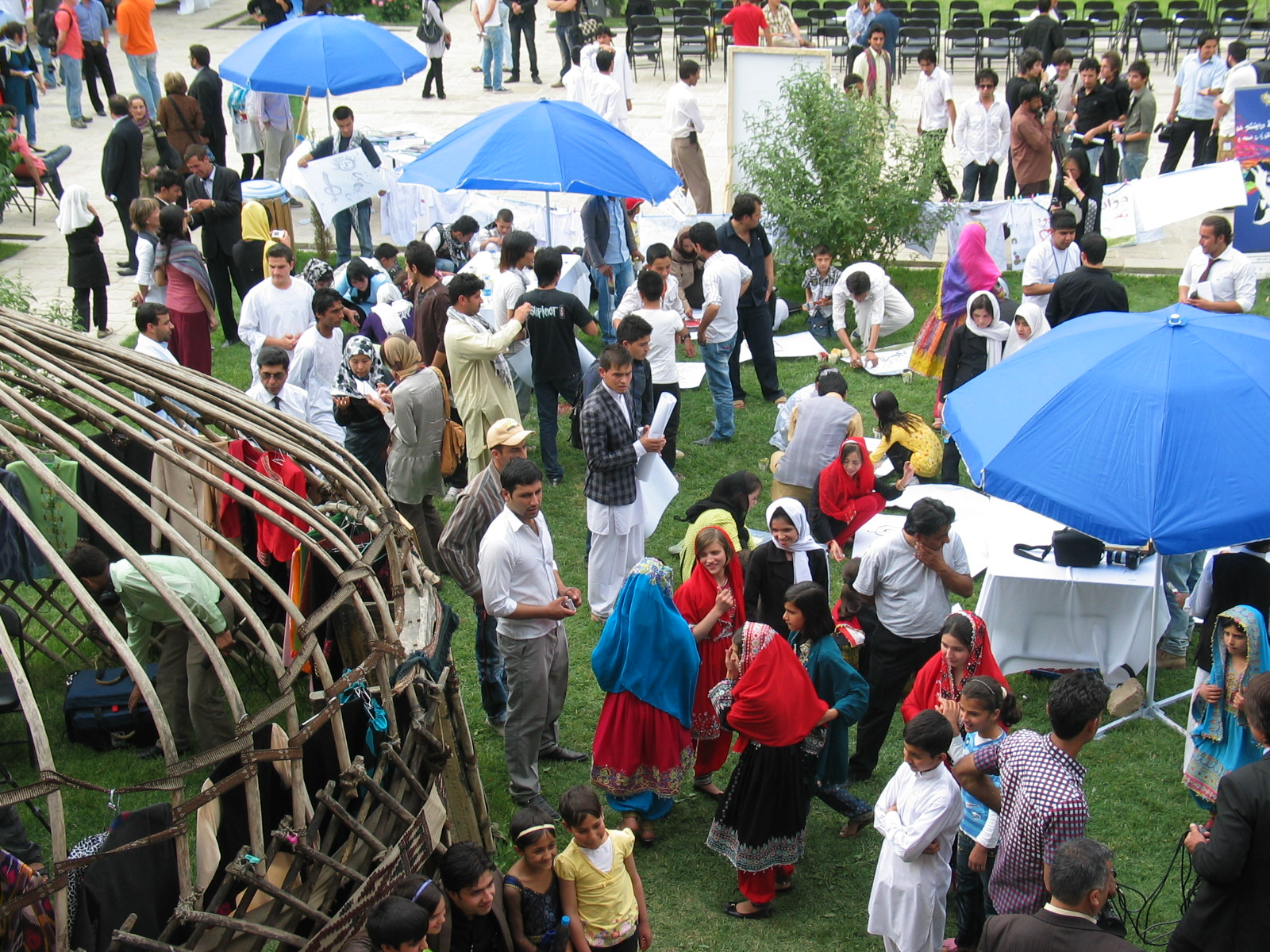
Bagh-e Babur in Kabul

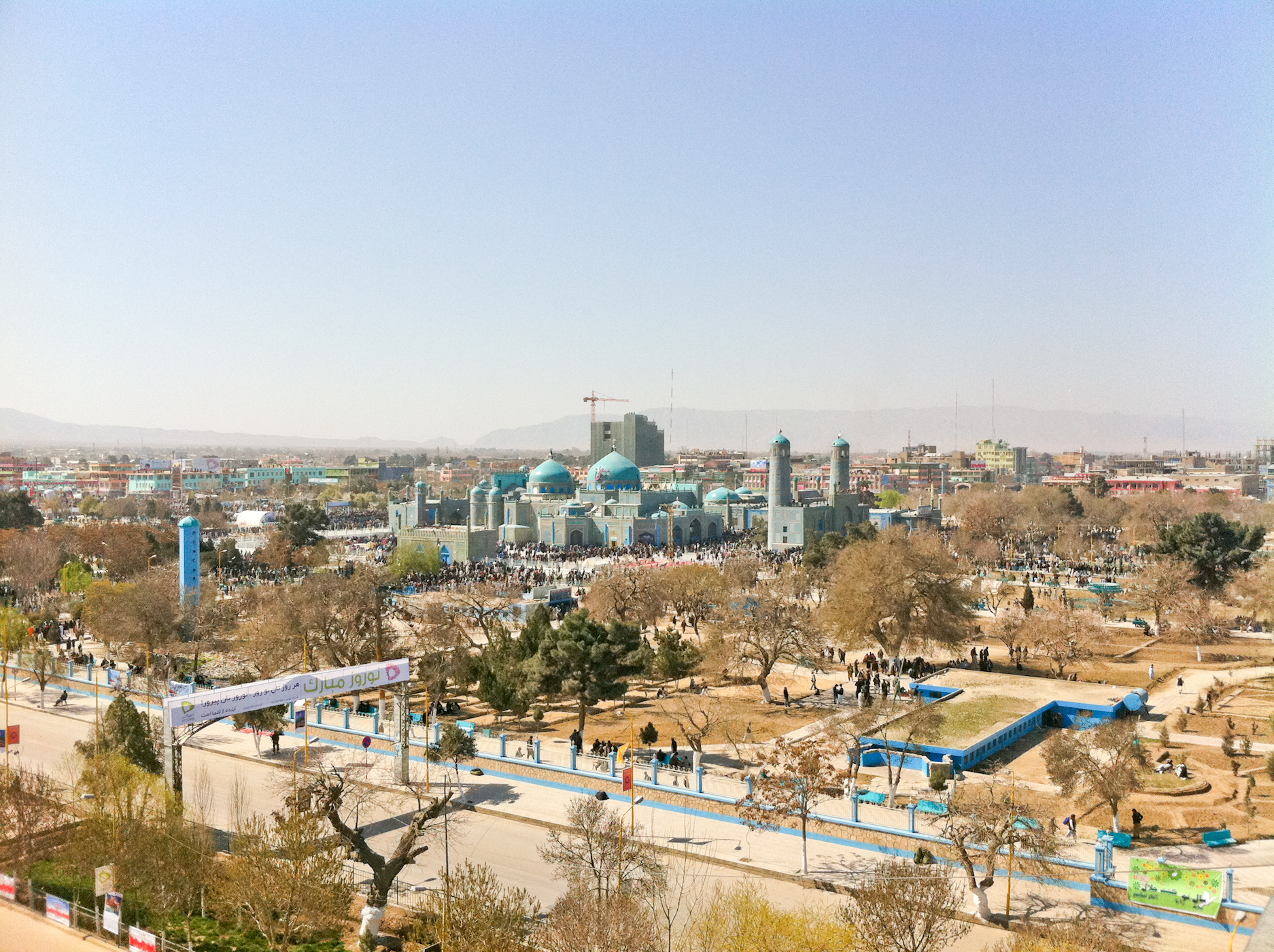
Nouruz 2011. Das Ali-Mausoleum in Masar-e Scharif ist die bedeutendste Wallfahrtsstätte Afghanistans.

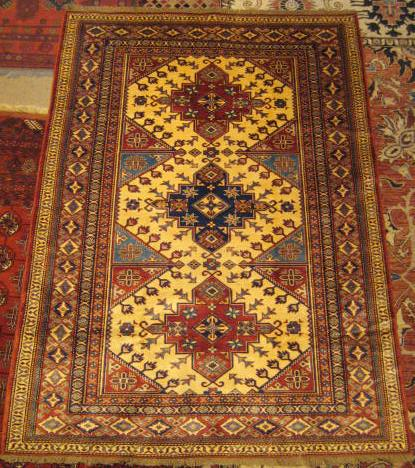
Afghanischer Teppich

Die Region war etwa vom 2. bis etwa zum 10. Jahrhundert buddhistisch geprägt. Aus dieser Zeit sind zahlreiche Überreste buddhistischer Stätten erhalten. Der Islam, der das Gebiet im 7. Jahrhundert erreicht hatte, verbreitete sich zunächst eher langsam.
Eine der größten Sehenswürdigkeiten waren die Buddha-Statuen von Bamiyan. Im Jahre 2001 wurden diese in eine Felswand eingearbeiteten Kunstwerke durch die Taliban zerstört. Die zahlreichen Überreste von Klöstern, ausgemalten Höhlen, Statuen und Festungsanlagen im Bamiyan-Tal stehen auf der Liste des UNESCO-Welterbes, wie auch das sich in der Provinz Ghor befindliche Minarett von Dschām mit den dortigen archäologischen Überresten.
Die Taliban zerstörten und plünderten viele Kunstwerke (unter anderem Gemälde und Figuren aus buddhistischer Zeit), vor allem die, die Menschen darstellten. Mitarbeitern des örtlichen Institutes für Kunst gelang es, Kunstwerke vor den Taliban zu retten.
Zu den kulinarischen Spezialitäten der afghanischen Küche zählen Khabilie Palau mit delikaten Gemüsesoßen, Borani-Badendschan und Aschak.

#### Paschto
Das Paschto brachte eine nennenswerte, jedoch außerhalb des paschtunischen Sprachraums kaum beachtete bzw. wenig bekannte Literatur hervor. Die Anfänge der Paschto-Literatur gehen ins 17. Jahrhundert zurück und sind stark vom Persischen beeinflusst. Die Echtheit älterer Manuskripte aus der voriranischen Zeit, die möglicherweise von Mohammed Hotak erst 1728–1729 verfasst wurden, wird bezweifelt.
Pīr Roschān (1525–1581/1585), ein Krieger, Dichter und Sufi-Meister aus dem Ormur-Stamm, entwickelte eine eigene Schrift, die die Lautstruktur des Paschto besser wiedergab als die arabische Schrift. Als bekannteste Dichter und Literaten des Paschto der klassischen Epoche gelten Khushal Khan Khattak (Hushal Han, 1613–1689), ein auf dem Gebiet des heutigen Pakistan geborener Stammesherrscher, Führer des Aufstands gegen die Mogulherrscher und Meister des landai, einer Form zweizeiliger paschtunischer Kurzgedichte, der gelegentlich auch in persischer Sprache dichtete, sowie der mystisch-erotische Dichter Abd ur-Rahman Mohmand (Rahman Baba, 1653–1709/1711) und der weltliche Liebeslyriker Abd ul-Hamid (* ~1732). Sie bedienten sich der Vorlagen und Formen der klassischen persischen Poesie, z. B. des Ghasel, deren Metrum der Paschto-Volksdichtung angepasst wurde. Rahman Babas Gedichte genossen bei den Paschtunen größte Verehrung. Nazo Tokhi („Nazo Ana“, „Großmutter Nazo“, ca. 1651–1717), eine Tochter des Häuptlings des Tokhi-Stammes, wurde als Kriegerin ebenso bekannt wie als Dichterin. Aber auch der erste König Afghanistans, Ahmad Schah Durrani (1724–1773), ging als großer Dichter in die Geschichte des Landes ein. Der Enkel Kushal Khans, Afzal Khan Khattak, kompilierte um 1708 mit dem Tarich-e morassa eine Geschichte Afghanistans aus verschiedenen Quellen.
Daneben existiert die reiche Volksdichtung, die zuerst im 19. Jahrhundert (allerdings in der Gegend von Peschawar im heutigen Pakistan) von James Darmesteter dokumentiert wurde. Die afghanischen Barden waren jedoch meist keine Hofpoeten, sondern volksnahe Häuptlinge (so bis in die Neuzeit die des Kahttak-Clans in Pakistan) oder Derwische, die in Paschto dichteten. Der Abstand zwischen Volkssprache und literarischer Sprache ist gering. In Kabul wurde 1931 eine Paschtoakademie gegründet. Diese bemüht sich ebenso um die Pflege der paschtunischen Sprache wie ihr Gegenstück, die Pakhto Akedemi in Peschawar, dem literarischen Zentrum des Paschto im heutigen Pakistan.
In den dreißiger Jahren setzten sich vor allem in den Feuilletons die westlichen Gattungen wie Novelle, Kurzgeschichte, Theaterstück und (Fortsetzungs-)Roman durch. Das war nicht einfach, da auch die Prosa in Paschto an das Ideal des persischen höfischen Stils gebunden war. Es kristallisierten sich zwei große Stoffgebiete heraus: historische Themen, die mit verklärendem Patriotismus behandelt wurden, und realistische Gegenwartskritik, wobei an den religiösen und gesellschaftspolitischen Grundregeln der islamischen Gesellschaft nicht gerüttelt wurde.
Nach dem Zweiten Weltkrieg kam es zu einer Radikalisierung der Literatur. Federführend war die allerdings kurzlebige literarische Vereinigung Wesch zalmayan (Wache Jugend). Abdul Rauf Benawa (1913–1987) und Gul Pacha Ulfat (1909–1977) waren wichtige Autoren dieser Zeit. Beide verfassten u. a. Lehrgedichte. In Benawas Gedichtzyklus Preschana afka (Traurige Gedanken 1957) geht es um die Machtlosigkeit, Verlassenheit und Entrechtung der Menschen. Der Sozialaktivist Benawa thematisiert die Unterschiede zwischen Arm und Reich in seinem Land und die Willkürherrschaft von Beamten, der die Masse der Besitzlosen ausgesetzt ist, während Ulfat der Klage der Frauen über ihre gesellschaftliche Stellung eine Stimme verleiht. Allerdings verwendeten die jungen Radikalen Stereotype, die bis zur Karikatur verzerrt waren: der Dorfherr mit dickem Bauch und Gewehr, der Bauer barfuß unter der Peitsche des Feudalherrn, seine zwangsverheiratete Tochter, der im Ausland ausgebildete Arzt, der Mullah usw. Benawa musste emigrieren und starb 1987 im amerikanischen Exil.
Auch Nur Muhammad Taraki (1917–1979), Übersetzer, Diplomat und zeitweise im Exil, veröffentlichte sozialkritische Kurzgeschichten, die nicht frei von Klischees waren. 1978 bis 1979 war er Ministerpräsident und wurde vermutlich ermordet. Der Verfasser patriotischer Gedichte, Schriftsteller und Psychologe Kabir Stori (1942–2006) studierte in Deutschland. Er wurde 1983 in Pakistan verhaftet und konnte nur wegen des erfolgreichen internationalen Drucks nach Deutschland emigrieren.

#### Dari
Ein Wegbereiter der Modernisierung nach der Unabhängigkeit 1919 war Mahmud Tarzi (1865/68?–1935), der die politischen Reformen unterstützte, die erste wichtige Zeitung Seraj ul akhbar (Leuchte der Nachrichten) herausgab und 1919 Außenminister wurde. Er übersetzte die schöngeistige Literatur aus europäischen Sprachen ins Dari und führte die moderne westliche Begrifflichkeit (Nation, Freiheit, Ausbeutung, Wissenschaft, Eisenbahn, Flugzeug, …) in die Paschtuliteratur ein, wo früher Begriffe wie Liebe, Blume, Nachtigall und die Traditionen der Stammesgesellschaft dominierten.
Die Erzähltradition blieb lange Zeit lyrisch geprägt. Die ersten modernen Kurzgeschichten erschienen etwa 1933; die meisten Autoren waren zugleich Übersetzer und Journalisten. Der erste Roman Afghanistans wurde 1938 publiziert; sein Autor war Sayed Mohammed Ibrahim Alemschahi. Im gleichen Jahr erschienen weitere Romane und Fortsetzungsromane, so Chandschar (Dolch) von Dschalaluddin Choschnawa und Begom von Suleiman Ali-Dschaguri, die von der traditionellen Erzählkunst beeinflusst waren, aber traditionelle Zustände durchaus kritisierten. Berühmtester Dramatiker der 1940er Jahre war Aburraschid Latifi. Azizurrahman Fathi wurde bekannt durch zwei große sozialkritische Romane von 1949 (Sonnenaufgang) und 1952 (Unter der wilden Rose), durch die er neue Maßstäbe für die Langprosa setzte.
Seit etwa 1953 wurden Autoren wie Balzac, Maupassant, Dickens, Jack London, Hemingway, Dostojewski, Tschechow und Maxim Gorki in Dari übersetzt. Seither gewann die realistische, regional-volkstümliche, oft auch absurde Kurzgeschichte – auch unter dem Einfluss der iranischen Linken und der kommunistischen Bewegung in Afghanistan – an Boden. Zu erwähnen sind Abdul-Ghafur Berschna (1912–1982), der seine Stoffe aus Volkserzählungen gewann, Babrak Arghand (* 1946), Jalal Nurani, Rahnaward Zaryab (1944–2020) und Akram Osman. Rosta Bakhtari schrieb unter dem Einfluss des Symbolismus und der Literatur des Absurden. Obwohl die Hoffnung auf Demokratisierung sich rasch zerschlug, verbesserte sich insbesondere die Lage der Frauen, was sich auch im Werk der Autorin und Übersetzerin Roqqiya Abu Bakr (1919–2004) ausdrückte. Der in Paschto und Dari schreibende, bei der Schilderung des Alltags der Eliten Klischees keineswegs meidende Lyriker und Erzähler Schafiq (1932–1979), ein studierter islamischer Theologe und Jurist, wurde 1971 Außenminister und 1972 bis 1973 Ministerpräsident.
Nach dem kommunistischen Umsturz vom April 1978 wurde Schafiq 1979 ermordet. Mahbub emigrierte 1979 nach Pakistan, Indien und später nach Kanada. Gegen die sowjetische Okkupation regte sich literarischer Widerstand, u. a. von Layla Sarahat (1958–2004), Partov Naderi (* 1952) und Gholamschah Sarschar Schomali (1930–1981), der im Gefängnis starb. Als literarische Repräsentanten des neuen Regimes können die Romanautoren Assadullah Habib (* 1941), Babrak Arghand und Alim Eftekhar gelten. Als Erzählerinnen traten Maga Rahmani und Marjam Mahbub (* 1955) (Das trostlose Haus 1990) hervor. Der Schriftsteller, Literaturwissenschaftler und Präsident der afghanischen Schriftstellervereinigung Assadullah Habib war 1982 bis 1988 Rektor der Universität Kabul.
Während der Talibanherrschaft gingen viele Intellektuelle ins Exil, und zwar aufgrund der Sprachverwandtschaft meist nach Iran, aber auch in die USA, so z. B. der Erzähler und Verfasser klassischer Gedichte Razeq Fani. Zu den Autoren, die ihre Arbeit im westlichen Exil fortsetzten, gehörten Spôjmaï Zariâb (* 1949), Tamim Ansary und der Friedenspädagoge Ahmad Jawed. Auch Marjam Mahbub publizierte in Kanada weitere Werke in Dari.
Die Erfolg versprechende Lyrikerin Nadia Anjuman wurde 2005 im Alter von 25 Jahren von ihrem Ehemann erschlagen.

#### Urdu
Rahbeen Khorshid und Mohammad Afsar Rahbin, der eigentlich Dari spricht, dichten (auch) in Urdu. Typisch für die Urdu-Literatur ist das Muschaira, das Dichter-Symposion, auf dem viele Poeten ihre Gedichte rezitieren.

### Medien
Laut dem Bericht der Nichtregierungsorganisation Reporter ohne Grenzen ist die Situation der Pressefreiheit im Land „schwierig“. Die Pressefreiheit ist zwar von der Verfassung garantiert, wird jedoch in der Realität von lokalen Machthabern und unterschiedlichen politischen Gruppen nicht respektiert. In den von Taliban beherrschten Regionen des Landes gibt es keine Medienfreiheit.
1906 erschien die erste afghanische Tageszeitung in Dari, die bereits nach einer Ausgabe wieder verboten wurde. 1911 wurde sie von Mahmud Tarzi wieder ins Leben gerufen. Nach 1919 wurde das Presse- und Zeitungswesen sehr gefördert, bereits 1921 erschien die erste Frauenzeitschrift.
Nach der Machtübernahme der Taliban 1996 gab es fünf Jahre lang keine Fernsehsender, heute sind es bereits 16 Sender, die hauptsächlich Filme und Serien aus dem Ausland wie Indien, Pakistan und Iran im Unterhaltungsprogramm ausstrahlen. Freizügige Kleidung in der Werbung oder in indischen Serien wird durch Bildfilter unkenntlich gemacht oder verschwommen gezeigt. Informationssendungen und Talkshows werden auch von Frauen moderiert.

### Kalender
Gesetzliche oder staatliche und landwirtschaftliche Feiertage und Feste wie Nouruz, Unabhängigkeitsfest sowie staatliche Gedenktage werden nach dem iranischen Sonnenkalender gefeiert. Religiöse Feste werden nach dem islamischen Mondkalender gefeiert.
Der Kalender nach dem Sonnenjahr ist Staatskalender, auch wenn er im Laufe der Geschichte auf dem Boden des heutigen Landes, aber auch seit der Namensgebung „Afghanistan“ im 19. Jahrhundert wiederholt außer Kraft gesetzt worden ist. Zuletzt wurde der Solarkalender im Jahre 1996 von den Taliban für ungültig erklärt. Der islamische Lunarkalender war der Kalender des „Islamischen Emirats Afghanistan“.
Seit der Loja Dschirga von 2004 ist der auf dem Sonnenjahr beruhende Kalender abermals in der Verfassung verankert. Demnach basiert der Kalenderanfang auf dem Zeitpunkt der Pilgerfahrt (Hidschra) des Propheten Mohammed. Die Arbeitsgrundlage des Staatswesens ist der auf jener Pilgerfahrt beruhende Sonnenkalender. 22 Sonnenjahre entsprechen 23 Mondjahren. Die zwölf Monatsnamen des Sonnenkalenders entsprechen in Afghanistan den Tierkreiszeichen. Afghanische Kalender mit deutschen Feiertagen (GPL-Lizenz) sowie weitere Informationen zum afghanischen Kalender sind unter Afghan Kalender Projekt verfügbar.

### Sport

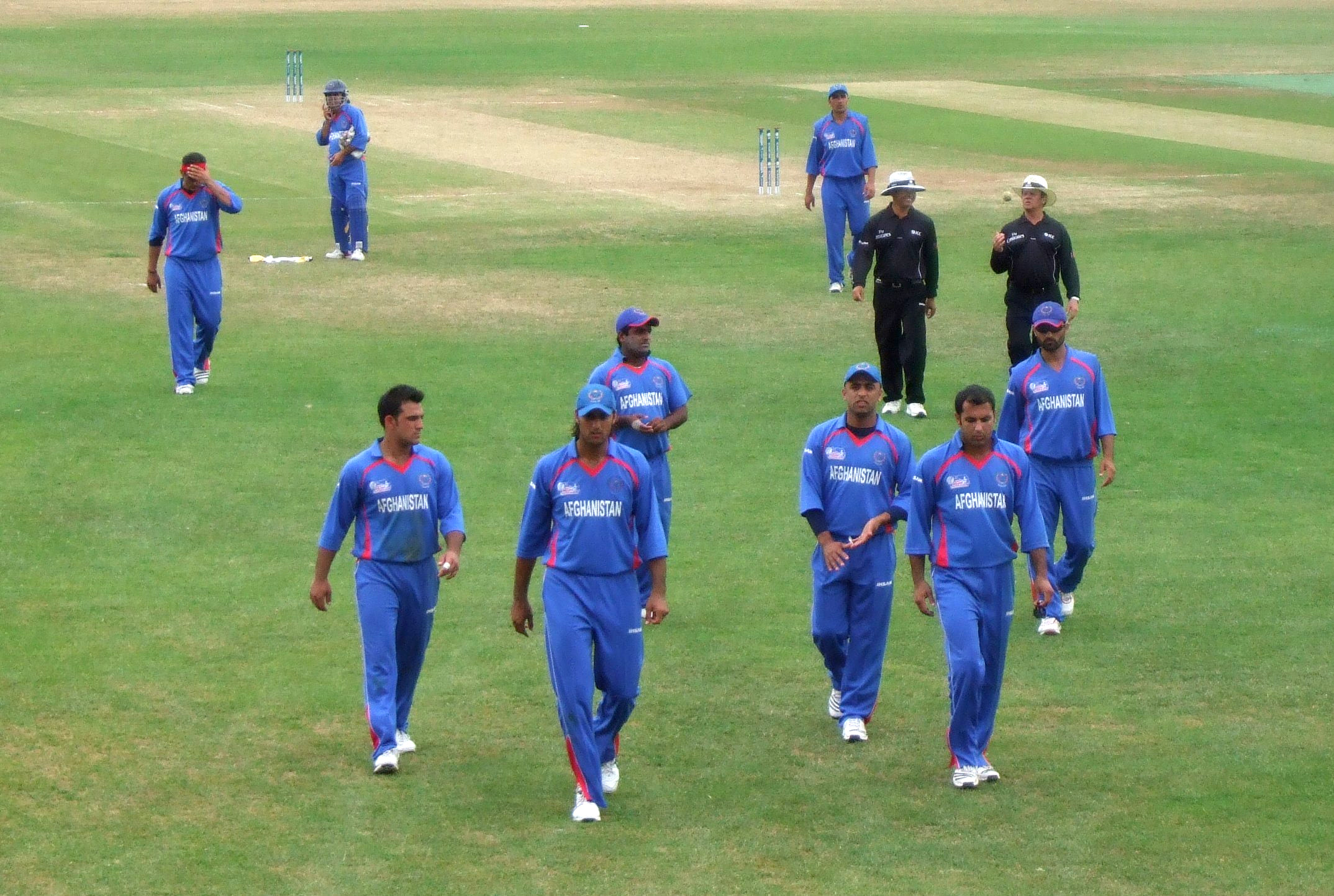
Afghanistans Cricket-Nationalmannschaft bei der ICC World Cricket League Division One 2010 in Rotterdam

Afghanistans Sportkultur wird vor allem von seinen zentral- und südasiatischen Nachbarländern beeinflusst. Wie in anderen Ländern Zentralasiens stellt das Reitspiel Buzkaschi den traditionellen Wettkampfsport Afghanistans dar, der vor allem bei Volksfesten ausgetragen wird. Basketball, Volleyball, Taekwondo und Gewichtheben genossen einige Zeit lang breite Popularität in Afghanistan. Fußball und allen voran Cricket genießen jedoch die größte Popularität unter den Mannschaftssportarten in Afghanistan.
Cricket ist auch der einzige Sport, der von den Taliban geduldet wird und von der geografischen Lage Afghanistans nahe Pakistan und Indien profitiert, wo die Mannschaftssportart einen hohen Grad der Professionalisierung erreicht hat. Die afghanische Cricket-Nationalmannschaft wurde 2001 gegründet und zeigte seitdem einen konstanten Aufwärtstrend. Afghanistan nahm 2009 erstmals an der Qualifikation für die Cricket-Weltmeisterschaft 2011 teil und qualifizierte sich schließlich für die Turniere 2015, 2019 und 2023. Am 22. Juni 2017 wurde Afghanistan zusammen mit Irland der Teststatus zuerkannt, was zur Teilnahme an der angesehensten Stufe des Crickets berechtigt. Auch nach der erneuten Machtübernahme der Taliban im August 2021 trägt die Cricket-Nationalmannschaft weiterhin Trikots in den Farben der schwarz-rot-grünen Trikolore der Islamischen Republik Afghanistan, ebenso wird die frühere Nationalhymne Milli Tharana verwendet. Beim T20 World Cup 2024 erreichte das Team erstmals das Halbfinale bei einem internationalen Cricketturnier, unterlag jedoch Südafrika. Ihnen gelang auch die Qualifikation für die Champions Trophy 2025, in der sie jedoch in der Vorrunde ausschieden.
Die afghanische Fußballnationalmannschaft wurde bereits 1933 gegründet und nimmt seit 1941 am internationalen Sportgeschehen teil. Zwischen 1984 und 2002 bestritt sie jedoch keine Spiele mehr; heute ist die Mannschaft wieder aktiv und absolviert Pflichtspiele, ihr gelang jedoch noch nicht die Qualifikation für eine Fußball-Weltmeisterschaft. 2013 gewann Afghanistan bei der Fußball-Südasienmeisterschaft seinen ersten internationalen Titel. Seit 2012 gibt es die erste Fußball-Profiliga Afghanistans, die Afghan Premier League.
Am 4. November 2016 fand ein Marathonlauf in Bamiyan statt, an dem erstmals Sportlerinnen teilnahmen.
Nach der Machtübernahme der Taliban haben diese den Druck erhöht, dass die Frauen im Land sich nicht an sportlichen Aktivitäten beteiligen sollen. Auf internationaler Ebene wurde Afghanistan jedoch von Sportlerinnen, die im Ausland leben, vertreten, so beispielsweise bei den olympischen Spielen 2024.